# Vladimir Ilitch Lénine
« Lénine » redirige ici. Pour les autres significations, voir Lénine (homonymie).
Vladimir Ilitch Oulianov (en russe : Влади́мир Ильи́ч Улья́нов /vɫɐˈdʲimʲɪr ɪˈlʲjitɕ ʊˈlʲjanəf/), dit Lénine (Ленин /ˈlʲenʲɪn/ ), est un révolutionnaire bolchévique, idéologue, théoricien politique communiste et homme d'État russe puis soviétique, né le 10 avril 1870 (22 avril dans le calendrier grégorien) à Simbirsk (aujourd'hui Oulianovsk) et mort le 21 janvier 1924 à Vichnie Gorki (aujourd'hui Gorki Leninskie).
Il rejoint à la fin du XIXe siècle le Parti ouvrier social-démocrate de Russie, la section russe de la Deuxième Internationale, puis provoque en 1903 une scission du parti russe et devient l'un des principaux dirigeants du courant bolchevik. Auteur d'une importante œuvre écrite d'inspiration marxiste, il se distingue par ses conceptions politiques qui font du parti l'élément moteur de la lutte des classes et de la dictature du prolétariat.
En 1917, après l'effondrement du tsarisme, les bolcheviks s'emparent du pouvoir en Russie lors de la révolution d'Octobre. La prise du pouvoir par Lénine donne naissance à la Russie soviétique, premier régime communiste de l'histoire, autour de laquelle se constitue ensuite l'Union des républiques socialistes soviétiques (URSS). Lénine et les bolcheviks parviennent à assurer la survie de leur régime, malgré leur isolement international et un contexte de guerre civile. Ayant pour ambition d'étendre la révolution au reste du monde, Lénine fonde en 1919 l'Internationale communiste : il provoque à l'échelle mondiale une scission de la famille politique socialiste et la naissance (en tant que courant distinct) du mouvement communiste, ce qui contribue à faire de lui l'un des personnages les plus importants de l'histoire contemporaine. Il instaure également le parti unique en URSS.
En mars 1923, Lénine est définitivement écarté du jeu politique par la maladie ; il meurt en début d'année suivante. Deux successeurs se présentent : Joseph Staline et Léon Trotski. Lénine ne veut pas que le premier gouverne et préférait Trotski, mais Staline sort vainqueur de cette rivalité. Les idées de Lénine sont, après sa mort, synthétisées au sein d'un corpus doctrinal, baptisé « léninisme », qui donne ensuite naissance au « marxisme-léninisme », idéologie officielle de l'URSS et de l'ensemble des régimes communistes qui apparaissent au XXe siècle.
La continuité politique entre Lénine et Staline fait l'objet de débats ; certains auteurs ont souligné que la philosophie politique et la pratique du pouvoir de Lénine contiendraient des éléments clés de la dictature au sens moderne du terme, voire du totalitarisme,, quand d'autres soutiennent l'idée d'une rupture entre les pratiques des deux dirigeants,,. À l'international, certains historiens le comparent parfois à l’Anglais Oliver Cromwell et au Français Maximilien de Robespierre, puisqu'ils sont considérés comme les principaux responsables de régicides, tout en se rendant ultérieurement responsables de pratiques répressives et d'expériences dictatoriales, voire proto-totalitaires, éloignées des idéaux de liberté affichés lors des révolutions menées,,,.

## Biographie

### Origines et famille
Selon Le Petit Robert des noms propres, le surnom Lénine vient du nom d'un fleuve sibérien, la Léna (en russe : Лeна), l'origine du nom du fleuve étant issue d'un dialecte toungouze : yelyuyon « rivière ».

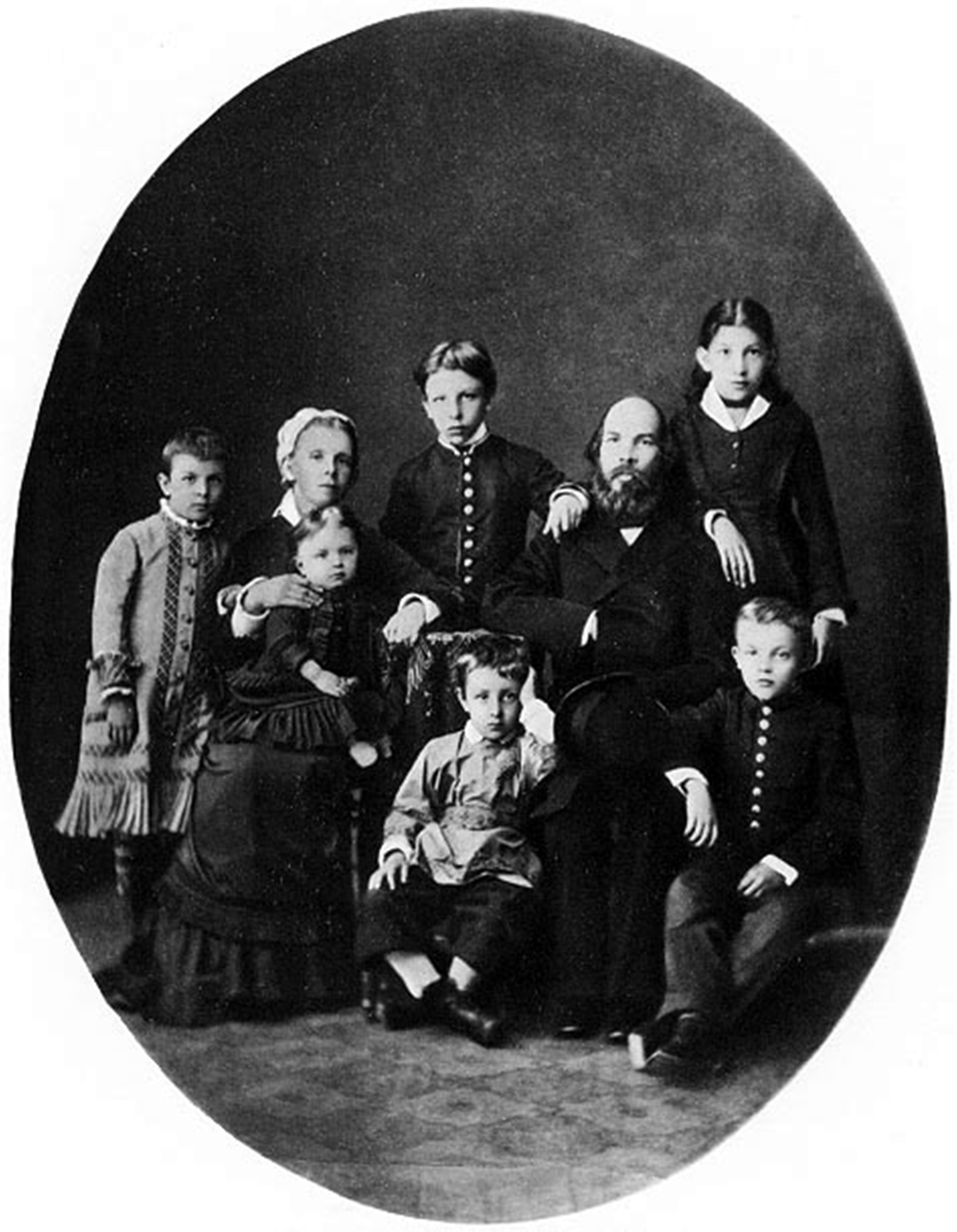
La famille Oulianov : Maria Alexandrovna, son mari Ilia Nikolaïevitch et leurs six enfants, de gauche à droite, Olga, Maria, Alexandre, Dimitri, Anna et Vladimir.

Vladimir Oulianov naît à Simbirsk en 1870, où sa famille s'était établie quelques mois plus tôt. Il grandit au sein d'un milieu intellectuellement et socialement favorisé.
Le père de Lénine, Ilia Oulianov (1831-1886), ainsi que l’épouse de celui-ci et mère de Lénine, Maria Oulianova née Blank (1835-1916), ont des origines diverses, bien que certaines incertitudes demeurent quant à leur ascendance, notamment du côté d'Ilia. Le père d'Ilia, Nikolaï, descend d'une famille de paysans originaires d'Astrakhan : ses ancêtres semblent s'être appelés Oulyanine avant l'adoption du nom Oulianov. La famille a probablement des racines dans la région de Nijni Novgorod. Si les Oulianov étaient considérés comme ethniquement russes, Nijni Novgorod connaissait un important brassage de populations et il est probable que la famille ait eu des racines tchouvaches ou mordves. L'origine ethnique de la grand-mère paternelle de Lénine est incertaine. Maria, sœur de Lénine, était convaincue que la famille de leur père avait du sang tatar, leur grand-mère paternelle ayant pu être kalmouke ou kirghize.
Le grand-père de Maria Oulianova (la mère de Lénine), Moshe Blank, était un marchand juif originaire de Volhynie (près de la Pologne actuelle). Les origines juives de la famille maternelle de Lénine ont été longtemps cachées par les autorités de l'URSS ; des écrivains nationalistes russes ont au contraire attribué une importance primordiale à ces origines, bien que la famille Blank eût entièrement rejeté le judaïsme. Moshe Blank avait rompu avec la communauté juive à la suite d'une série de conflits personnels et adopté des positions anti-juives virulentes. Ses deux fils s'étaient convertis au christianisme orthodoxe et avaient choisi de faire carrière dans la médecine, parvenant à des positions sociales enviables. La conversion à l'orthodoxie permet à Alexandre Blank, père de Maria Oulianova, d'accéder aussi bien à la faculté de médecine qu'à la haute administration. Alexandre avait épousé une femme d'origines allemande et suédoise, de confession luthérienne. Médecin de la police, puis médecin des hôpitaux, il avait reçu en 1847, lors de sa nomination au poste d'inspecteur des hôpitaux pour la région de Zlatooust, le titre de conseiller d’État (ru) effectif, qui lui conférait la noblesse héréditaire d'après la Table des rangs,,.
Le grand-père d'Ilia Nikolaïevitch Oulianov, Vassili, était un serf, affranchi bien avant les réformes de 1861. Le père d'Ilia travaillait comme tailleur à Astrakhan, et Ilia lui-même fit des études supérieures de mathématiques ; diplômé en 1854, il obtint son premier poste d'enseignant à Penza. C'est là qu'il rencontra Maria Alexandrovna Blank, qu'il épousa en août 1863. Très impliqué dans le développement de l'éducation dans l'Empire russe, Ilia devient inspecteur des écoles. Nommé à Simbirsk lors de son accession au poste d'inspecteur-chef, il y fait rapidement figure de notable local. Le couple a six enfants : Anna (née en 1864) ; Alexandre (né en 1866) ; Vladimir (né en 1870) ; Olga (née en 1871) ; Dmitri (né en 1874) ; Maria (née en 1878). Deux autres enfants du couple Oulianov sont morts en bas âge : une fille — également prénommée Olga (1868) — et un garçon — Nikolaï (1873).

### Jeunesse et scolarité

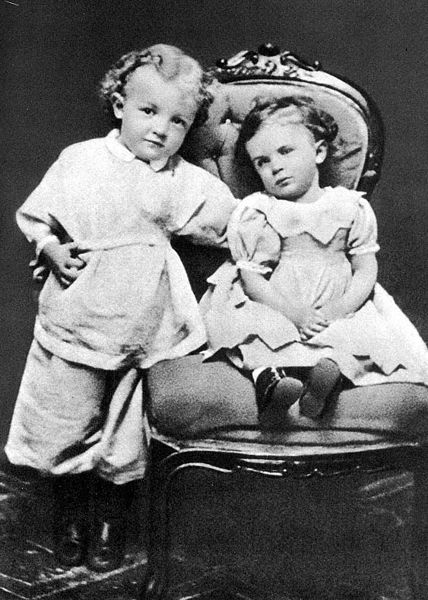
Vladimir Oulianov à l'âge de 3 ans, avec sa sœur Olga (née un an après lui).

Vladimir Oulianov est baptisé dans l’Église orthodoxe russe. Maria Oulianova s'occupe du foyer et des enfants, tandis que son époux poursuit une remarquable carrière dans l'enseignement : en juillet 1874, Ilia Oulianov est promu directeur de l'enseignement populaire pour le gouvernement de Simbirsk, ce qui lui vaut d'être anobli par le tsar Alexandre II et d'accéder au titre de conseiller d'État.
Les enfants Oulianov grandissent dans des conditions à la fois privilégiées et harmonieuses. Durant leur scolarité, ils bénéficient du prestige paternel. Les époux Oulianov, sujets loyaux du tsar, sont également acquis aux idées libérales et progressistes en matière d'éducation. Maria Oulianova élève ses enfants dans la tradition de tolérance et d'ouverture luthériennes. Ilia Oulianov s'emploie à contribuer au mouvement de réformes de l'Empire : dans la province de Simbirsk, il ouvre des écoles pour les populations non russes où les enfants des minorités reçoivent un enseignement dans leur langue natale,. Le futur Lénine devient noble, par hérédité, à l'âge de 6 ans, quand le père de Lénine est décoré de l'ordre de Saint-Vladimir, IIIe classe : cette classe donne accès à la noblesse héréditaire. Ce n'est donc pas, aux termes de la loi russe de l'époque, un anoblissement mais une simple confirmation de privilèges. Cette question, peu surprenante s'agissant du fils d'un haut fonctionnaire de l'Empire russe, est abordée par de nombreux auteurs russes.
Vladimir — « Volodia » — Oulianov est un élève brillant. Il suit une scolarité classique et étudie le français, l'allemand, le russe, le latin et le grec ancien. Au lycée, il a comme proviseur Feodor Kerenski, père de son futur adversaire politique Alexandre Kerenski.

#### Contexte politique de la Russie de l'époque
L'Empire russe, dans lequel grandissent les enfants Oulianov, se distingue de la majorité des autres monarchies européennes de l'époque en conservant un régime politique autocratique, où la dynastie Romanov continue de gouverner selon le principe du droit divin. La seconde moitié du XIXe siècle est marquée par plusieurs décennies de souffrance sociale et de crise politique, qui dressent progressivement une partie du peuple russe contre la monarchie. La société russe, encore essentiellement agricole, est largement dénuée de culture démocratique. À la suite de l'échec de la Russie dans la guerre de Crimée (1853-1856), et conscient de la nécessité de moderniser les structures sociales et politiques, le nouveau tsar, Alexandre II, lance dans les années 1860 une série de réformes dont l'abolition du servage, la création des zemstvos (gouvernements provinciaux autonomes), l'indépendance totale de la justice, l'extension des universités, la réforme du service militaire. Le régime tsariste cumule en effet un gouvernement central fort, des pratiques autocratiques et des structures de gouvernement local faibles. La différence de fonctionnement social et politique de la société russe favorise le développement de mouvements révolutionnaires d'inspiration occidentale (notamment le Parti communiste juif de Pologne, le Bund); les écrits d'auteurs comme Alexandre Herzen ou Nikolaï Tchernychevski expriment à l'époque les aspirations à une transformation radicale de la société russe. Le mouvement des Narodniks (« populistes »), apparu dans les années 1860 et inspiré par Herzen, tente d'adapter les idées socialistes aux réalités russes. À partir des années 1870, les idées marxistes se diffusent largement dans les milieux révolutionnaires russes. En 1872, la censure tsariste autorise la parution du Capital de Karl Marx, en en faisant la première traduction en Europe, jugeant l'ouvrage trop aride et complexe pour intéresser un lectorat : l'ouvrage connaît au contraire un large succès chez les contestataires russes, qui font un accueil enthousiaste aux outils théoriques apportés par les écrits de Marx. Les « Narodniks », quant à eux, passent progressivement à l'affrontement violent contre le régime tsariste et, en 1881, l'aile terroriste du mouvement, Narodnaïa Volia (Volonté du peuple), assassine Alexandre II. Le nouveau tsar, Alexandre III, décidé à éradiquer l'esprit « révolutionnaire », entame une série de contre-réformes qui renforcent les pouvoirs du gouvernement central et réduisent ceux des gouvernements locaux que son père avait élargis. En 1894, Nicolas II succède à Alexandre III ; tout aussi conservateur que son père, il néglige de former des structures bureaucratiques pouvant assurer l'efficacité du régime et se montre incapable de rendre cohérentes les actions de ses ministres.

#### Mort de son père et exécution de son frère

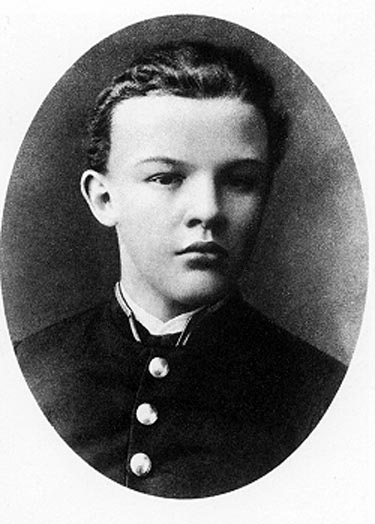
Vladimir Oulianov en 1887, l’année de ses 17 ans

En 1886 et 1887, la famille Oulianov est endeuillée par deux événements dramatiques.
D’abord, en janvier 1886, Ilia, père de Vladimir, meurt d'une hémorragie cérébrale, à l'âge de 53 ans. Sa veuve obtient une pension mais, si la famille continue de bénéficier du domaine hérité de la famille Blank et des revenus qui y sont liés, elle cesse de bénéficier du prestige paternel. En l'absence de son frère aîné Alexandre, qui suit des études à Saint-Pétersbourg, Vladimir, alors âgé de 16 ans, doit assumer des responsabilités d'« homme de la famille ». L'adolescent est éprouvé par la mort de son père : son caractère s'assombrit et ses relations avec sa mère s'en ressentent,.
L'évènement qui survient en 1887 s'avère encore plus tragique : Alexandre, durant ses études, se lie à un groupe de jeunes révolutionnaires, qui animent une section de la Narodnaïa Volia. Fin 1886, Alexandre s'engage de manière plus active avec ses compagnons, qui envisagent d'assassiner le tsar Alexandre III. Alexandre Oulianov contribue à la rédaction de proclamations, les unes appelant au coup de force, les autres censées accompagner l'attentat. Les conjurés prévoient de frapper le 1er mars 1887, mais la police découvre le complot et ses principaux organisateurs sont arrêtés. Quinze inculpés sont déférés au tribunal et tous sont condamnés à mort. Dix d'entre eux sont graciés : Alexandre Oulianov, qui a revendiqué hautement sa responsabilité lors du procès, n'en fait pas partie. Sa mère plaide en vain la clémence ; Alexandre est pendu le 11 mai 1887. La famille Oulianov, jusqu'ici respectée, souffre désormais d'un véritable ostracisme social,.
Vladimir est ébranlé par la mort de son frère, mais n'en parle guère par la suite dans ses écrits ; il aurait déclaré en 1895 à un camarade qu'Alexandre lui avait « tracé le chemin ». Il est cependant difficile d'estimer l'effet immédiat produit par la mort d'Alexandre Oulianov sur les idées de son frère : si Vladimir Oulianov semble avoir éprouvé de l'admiration pour son aîné, ses propres opinions politiques ne paraissent pas avoir été alors très précises. Dans les mois qui suivent, il reprend paisiblement sa scolarité et passe avec succès les examens qui lui permettent d'intégrer, en octobre, l'université de Kazan pour y suivre des études de droit. Il ne manifeste pas immédiatement d'intérêt marqué pour la politique, mais se trouve bientôt entraîné par l'atmosphère agitée du milieu universitaire. Les étudiants se livrent à de nombreuses manifestations, pour les motifs les plus divers. Sans montrer de zèle excessif, et apparemment surtout poussé par la curiosité, Vladimir Oulianov participe à quelques manifestations et réunions étudiantes interdites par les autorités. Sa présence semble y avoir été épisodique, mais son lien de parenté avec Alexandre Oulianov lui vaut d'être a priori considéré suspect par la police. Au début du mois de décembre 1887, il est arrêté avec une trentaine d'autres étudiants, classés « meneurs ». La plupart sont réintégrés peu après à l'université, mais ce n’est pas le cas de Vladimir Oulianov : du fait de son nom de famille, et bien qu'ayant été peu actif dans les chahuts et manifestations des étudiants, il est exclu de l'université,.
Contraint d'interrompre ses études et de revenir pour un temps à la campagne, Vladimir Oulianov emploie l'essentiel de son temps à lire. C'est à cette époque qu'il découvre des auteurs comme Marx et Tchernychevski. Il lit plusieurs fois Que faire ?, roman de Tchernychevski qui met en scène un archétype de révolutionnaire ascétique : cet ouvrage constitue une source majeure d'inspiration pour le jeune homme, comme pour plusieurs générations de militants russes, et contribue à former sa vision du monde,. Il écrit au ministère de l'Instruction publique pour demander sa réintégration dans l'université, ou pour pouvoir partir étudier à l'étranger, mais ses demandes sont repoussées. Sa mère achète une ferme dotée d'un moulin et de quelques terres dans le village d'Alakaïevka (oblast de Samara) et tente de se consacrer, avec l'aide de son fils, à la gestion de ce domaine agricole. Il éprouve des difficultés à s'intégrer et qualifie sa relation avec les paysans d'« anormale » malgré ses efforts, d'après des propos rapportés par Nadejda Kroupskaïa. Selon Bertram Wolfe (en), le futur Lénine vit ainsi une brève période où il est propriétaire foncier et « exploiteur » de la main-d'œuvre paysanne. Lors de séjours à Kazan, Vladimir fréquente des cercles de réflexion marxistes. Il fréquente des membres de Narodnaïa Volia et s'emploie à étudier l'histoire de l'économie russe et à parfaire sa connaissance des textes marxistes. L'étude des œuvres de Marx et Engels le convainc que l'avenir de la Russie réside dans l'industrialisation et l'urbanisation. L'expérience de la ferme tourne court : Vladimir et sa mère sont peu compétents dans le domaine agricole et ils finissent par affermer le domaine. Le jeune homme n'a pas renoncé à acquérir des diplômes et se prépare assidûment pour passer, en candidat libre, l'examen qui lui permettra d'intégrer l'université de Saint-Pétersbourg pour y poursuivre ses études de droit. Bien qu'éprouvé en mai 1891 par la mort de sa sœur cadette Olga, emportée par la fièvre typhoïde — le jour de l'anniversaire de l'exécution d'Alexandre, quatre ans plus tôt — il continue de préparer ses examens et, en novembre, est reçu premier avec la note maximale dans toutes les épreuves,. Le 12 novembre 1891, il revient à Samara nanti d'un diplôme qui lui permet de travailler comme avocat stagiaire. Il reste néanmoins surveillé par la police qui persiste à le considérer comme subversif,.

### Débuts en politique

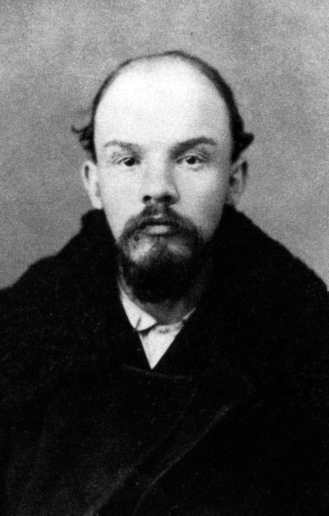
Vladimir Oulianov en 1895.

Vladimir Oulianov mène à Samara une carrière d'avocat aussi brève qu'anodine. En janvier 1892, il est embauché dans le cabinet d'Andreï Khardine, un avocat ami de la famille, aux idées progressistes. Dans le cadre de son travail d'avocat, il ne plaide aucune affaire conséquente, se contentant de traiter quelques litiges entre propriétaires terriens, ou des affaires financières qui l'intéressent à titre personnel. Il continue de bénéficier du patrimoine familial : libéré du besoin de gagner réellement sa vie, il ne consacre à son métier qu'une part réduite de son temps et, dans le courant de l'année 1892, ne traite que quatorze cas,. Plus tard, répondant au questionnaire rempli par les membres du Parti communiste, il indiquera que sa « profession de base » est celle d'« écrivain ». Bien plus qu'à sa profession d'avocat, il s'intéresse à l'étude de la politique et de l'économie et à sa vocation révolutionnaire naissante. Alors que la région de la Volga, en 1891-1892, est ravagée par une terrible famine, il se distingue de sa famille, mais aussi du milieu révolutionnaire russe, en montrant peu d'intérêt pour le sort des paysans : il juge à l'époque que la famine qui frappe la paysannerie russe est une conséquence inévitable du développement industriel et qu'apporter du soutien politique aux paysans s'avèrerait contre-productif en retardant le développement du capitalisme russe, et par conséquent l'évolution vers le socialisme. À l'été 1893, la famille Oulianov déménage à Moscou. Vladimir, lui, profite du fait que la surveillance policière à son égard se soit relâchée pour s'installer à Saint-Pétersbourg, où il souhaite se faire un nom dans les milieux politique et intellectuel,.
À l'époque, Oulianov est influencé non seulement par le marxisme orthodoxe, mais également par les idées du populiste Piotr Tkatchev (1844-1886), qui prône la prise du pouvoir par une minorité révolutionnaire. Outre son éloge des méthodes terroristes — qui influence beaucoup Narodnaïa Volia — Tkatchev critique dans ses écrits le fait qu'Engels n'ait accordé guère de foi au potentiel révolutionnaire de la Russie, en raison de l'arriération de l'économie russe. Vladimir Oulianov est particulièrement séduit par l'idée d'une révolution provoquée par une élite de militants révolutionnaires et, dès les années 1890, se montre partisan de l'usage de la terreur.

Gueorgui Plekhanov, l'un des premiers modèles politiques de Lénine, qui rompra avec lui par la suite.

C'est en février 1894, lors d'une réunion d'un cercle de discussion marxiste de la capitale, qu'il fait la connaissance de sa future épouse, Nadejda Kroupskaïa. En mai de la même année, il publie son premier texte de quelque importance, un pamphlet contre le chef de file des populistes, intitulé Ce que sont les amis du peuple et comment ils luttent contre les sociaux-démocrates. Il y expose ses thèses sur l'inéluctabilité du développement du capitalisme en Russie et sur l'activité des sociaux-démocrates, qui doit être tout entière orientée vers la classe ouvrière à qui il convient d'inculquer les principes du « socialisme scientifique ». Au début de l'année 1895, il participe aux activités d'un groupe marxisant mené notamment par Pierre Struve. Ce dernier publie un recueil intitulé Documents sur la situation économique de la Russie : l'ouvrage inclut un long article écrit par Oulianov, et signé du pseudonyme Touline. À la mi-mars 1895, le ministère des Affaires étrangères lève l'interdiction de voyager qui pesait sur Oulianov : il est possible que l'Okhrana, la police secrète tsariste, ait pesé sur cette décision afin de pouvoir se renseigner sur ses activités. Il en profite pour se rendre en Suisse, où il prend contact avec les milieux révolutionnaires russes en exil, faisant connaissance des théoriciens marxistes Pavel Axelrod et Gueorgui Plekhanov, cofondateurs de Libération du Travail, le premier groupe marxiste russe. Plekhanov et Oulianov sont en désaccord quant à l'opportunité de s'allier avec les libéraux contre l'autocratie — une idée rejetée par Oulianov — mais projettent de publier ensemble une revue marxiste en langue russe ; le jeune militant révolutionnaire professe alors pour Plekhanov une grande admiration, qu'il va jusqu'à exprimer en des termes presque « amoureux ». Oulianov voyage ensuite en France, où il rencontre Paul Lafargue, gendre de Marx, et Jules Guesde. À Berlin, il s'entretient avec Wilhelm Liebknecht. Il rentre en Russie avec des livres marxistes interdits cachés dans un double-fond de sa valise,.
De retour à Saint-Pétersbourg, Vladimir Oulianov s'emploie, en liaison avec Libération du travail et aidé de plusieurs camarades, à fonder la revue marxiste qu'il avait évoquée avec Plekhanov, et qui doit s'appeler Rabotnik (« Travailleur »). Lui et ses compagnons n'envisagent dans un premier temps que d'éditer des textes politiques ; mais Oulianov fait à l'époque la connaissance de Julius Martov, jeune intellectuel juif qui vient de fonder son propre groupe de discussion marxiste, et avec qui il se lie bientôt d'amitié. Martov insiste pour que les militants marxistes agissent sur le terrain de manière concrète plutôt que de se borner à un travail intellectuel. Oulianov est convaincu par Martov ; ils fondent un groupe politique baptisé Union de lutte pour la libération de la classe ouvrière. Le groupe, strictement hiérarchisé et auquel n'appartient aucun ouvrier, compte dix-sept membres et cinq « suppléants ». Oulianov, âgé alors de 25 ans — mais à qui sa calvitie précoce et son allure sérieuse valent d'être surnommé « le vieux » et confèrent une certaine autorité auprès des autres jeunes militants — est responsable de toutes les publications du mouvement,.
En novembre 1895, Oulianov s'écarte du domaine de la production intellectuelle pour aborder celui de l'action politique : il rédige un tract de soutien à des ouvriers en grève, rencontre des dirigeants grévistes et écrit une longue brochure sur la condition ouvrière, dont mille exemplaires sont imprimés clandestinement. L'Okhrana, qui observe ses activités depuis un certain temps, décide cette fois d'agir à son encontre : le 9 décembre, il est arrêté par la police et placé en détention provisoire. Martov est arrêté le mois suivant. Oulianov profite de sa détention pour avancer dans la rédaction d'un traité sur le développement économique de la Russie. Sa sœur Anna et leur mère quittent Moscou pour s'installer à Saint-Pétersbourg et peuvent lui rendre régulièrement visite, en lui apportant de quoi lire et écrire. Le 29 janvier 1897, il est condamné, comme la plupart des membres arrêtés de l'Union de lutte pour la libération de la classe ouvrière, à trois ans d'exil administratif à l'Est de la Sibérie. Deux autres membres de sa famille sont également condamnés pour activités révolutionnaires : son frère Dmitri est chassé de l'université et exilé à Toula, tandis que sa sœur Maria est envoyée à Nijni Novgorod. Leur mère obtient finalement que Dmitri et Maria soient réunis à Podolsk, dans une maison louée par la famille.

### Déportation en Sibérie

#### Départ pour la Sibérie et mariage

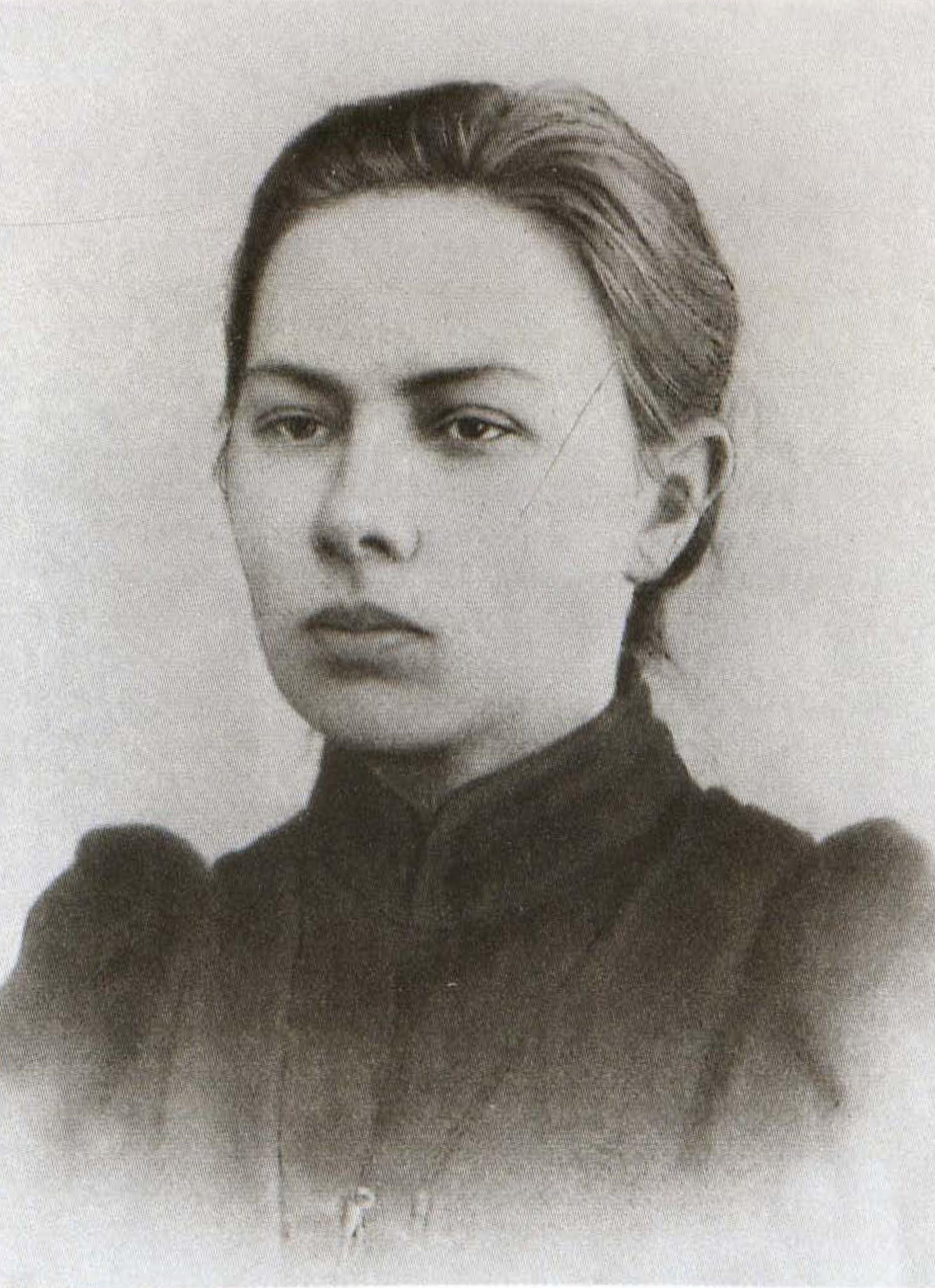
Nadejda Kroupskaïa, épouse de Lénine.

En compagnie d'autres camarades exilés, Oulianov voyage en train de première classe, puisque son père était noble, à travers la Sibérie, sans savoir quel sera son lieu définitif de relégation. Du fait des conditions climatiques, ils stationnent durant deux mois à Krasnoïarsk. En avril, Oulianov apprend que son lieu de déportation sera le village de Chouchenskoïé, dans le district de Minoussinsk. Grâce à une demande de sa mère qui avait plaidé la santé médiocre de son fils, il bénéficie d'une relégation dans un lieu au climat agréable. Oulianov correspond avec les autres exilés, prodiguant des encouragements à ceux qui, comme Martov, sont relégués dans des localités moins hospitalières. Nadejda Kroupskaïa, quant à elle, est déportée à Oufa. Elle s'occupe néanmoins de garantir à Oulianov des sources de revenus : d'abord en négociant avec un éditeur la publication d'un recueil de textes de son ami, sous le titre Études économiques ; ensuite en lui trouvant un travail qui consiste à traduire en russe des textes de Sidney et Beatrice Webb. Oulianov et Kroupskaïa, qui ont déclaré être « fiancés », demandent à être réunis. Les autorités accèdent à leur demande et, en mai 1898, Nadedja rejoint Oulianov à Chouchenskoïé, accompagnée de sa mère. En tant que bourgeois et fils de noble, la famille s'est adjoint les services d'une domestique. Le couple se marie le 10 juillet, au cours d'une cérémonie religieuse, le mariage civil n'existant pas à l'époque en Russie,,.

#### Activités politiques en déportation

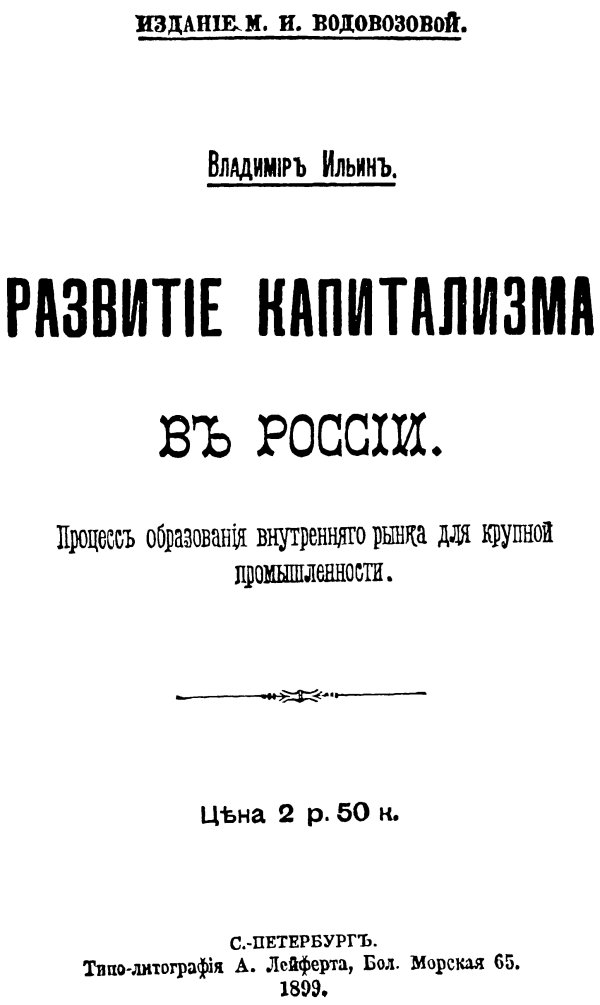
Couverture d'une édition russe du Développement du capitalisme en Russie, mars 1899.

Les conditions de déportation d'Oulianov et de son épouse sont plutôt confortables : hormis la nécessité de vivre à l'endroit où ils ont été assignés à résidence, le couple dispose d'une grande liberté de mouvement dans un rayon non négligeable, peut rendre visite aux exilés du voisinage, et organiser des parties de chasse ou de pêche. Les exilés politiques ne peuvent quitter la Sibérie, mais sont libres d'y vivre à leur guise et de voir qui ils souhaitent. Vladimir Oulianov peut écrire durant son exil, et publie dans la presse des articles et des critiques de livres économiques, qui lui sont payés 150 roubles en moyenne. Il rédige le livre Le Développement du capitalisme en Russie et, par l'intermédiaire de sa sœur Anna, trouve à Saint-Pétersbourg un éditeur spécialisé dans les textes marxistes. Dans cet ouvrage qui analyse la situation économique de l'Empire russe — et qu'il signe, pour échapper à la vigilance des censeurs, du nom de Vladimir Iline qu'il avait déjà employé pour Études économiques — Oulianov reprend les analyses de Plekhanov ; il s'écarte cependant de ce dernier pour avancer la thèse que le capitalisme est, en Russie, parvenu à un stade relativement avancé de développement, la paysannerie étant divisée en prolétaires agricoles et en « koulaks » — ou paysans riches — qui tiennent le rôle de la bourgeoisie. Oulianov s'appuie sur son analyse pour démontrer que, du fait du stade de développement du capitalisme en Russie, l'évolution vers le socialisme se situe dans une perspective nettement moins lointaine que ne le croient en général les marxistes russes : il est donc possible d'envisager une situation révolutionnaire et le renversement de la dynastie Romanov,,.
Oulianov continue par ailleurs de se tenir informé de la vie politique en Europe ; dans le cadre de la querelle réformiste allemande, il se montre particulièrement hostile au révisionnisme d'Eduard Bernstein, qui préconise un abandon des aspirations révolutionnaires par le mouvement socialiste. Alors très influencé par les écrits du théoricien Karl Kautsky, Oulianov prend comme ce dernier le parti de l'orthodoxie marxiste. Alors qu'il se languit de retourner à la politique active, il profite de son assignation à résidence pour parfaire ses connaissances en matière de pensée économique et politique. Le Parti ouvrier social-démocrate de Russie (POSDR) est fondé en mars 1898, durant l'exil d'Oulianov : le parti est immédiatement victime de la répression, et quasiment démantelé dès sa naissance. Depuis sa résidence forcée en Sibérie, Oulianov s'emploie à rédiger un projet de programme du parti qui, réduit à des cercles isolés, est alors à reconstruire.
En janvier 1900, il est informé que sa déportation en Sibérie va prendre fin ; il demeure néanmoins provisoirement interdit de séjour à Saint-Pétersbourg, Moscou, ou tout autre ville disposant d'une université ou d'une importante activité industrielle. Krouspkaïa et lui sont provisoirement séparés : elle achève son temps d'exil à Oufa, où il n'a pas le droit de s'installer, tandis qu'il rejoint sa mère et sa sœur Anna à Podolsk. Durant la dernière année de son exil, Oulianov s'emploie à préparer un plan d'action : il vise à fonder un journal politique d'envergure nationale, ce qui constituera une première étape pour rassembler les groupes locaux épars en un seul mouvement révolutionnaire, à l'échelle de la Russie. Ce projet ne lui semble pourtant pouvoir être mené qu'à l'étranger : il demande alors l'autorisation de sortir du pays. Le 15 mai 1900, les autorités tsaristes, qui jugent que l'exil hors de Russie condamne les opposants à l'inefficacité, accèdent à sa demande. En juillet, il prend le chemin de la Suisse.

### Première période d'exil à l'étranger

#### Travaux doctrinaux

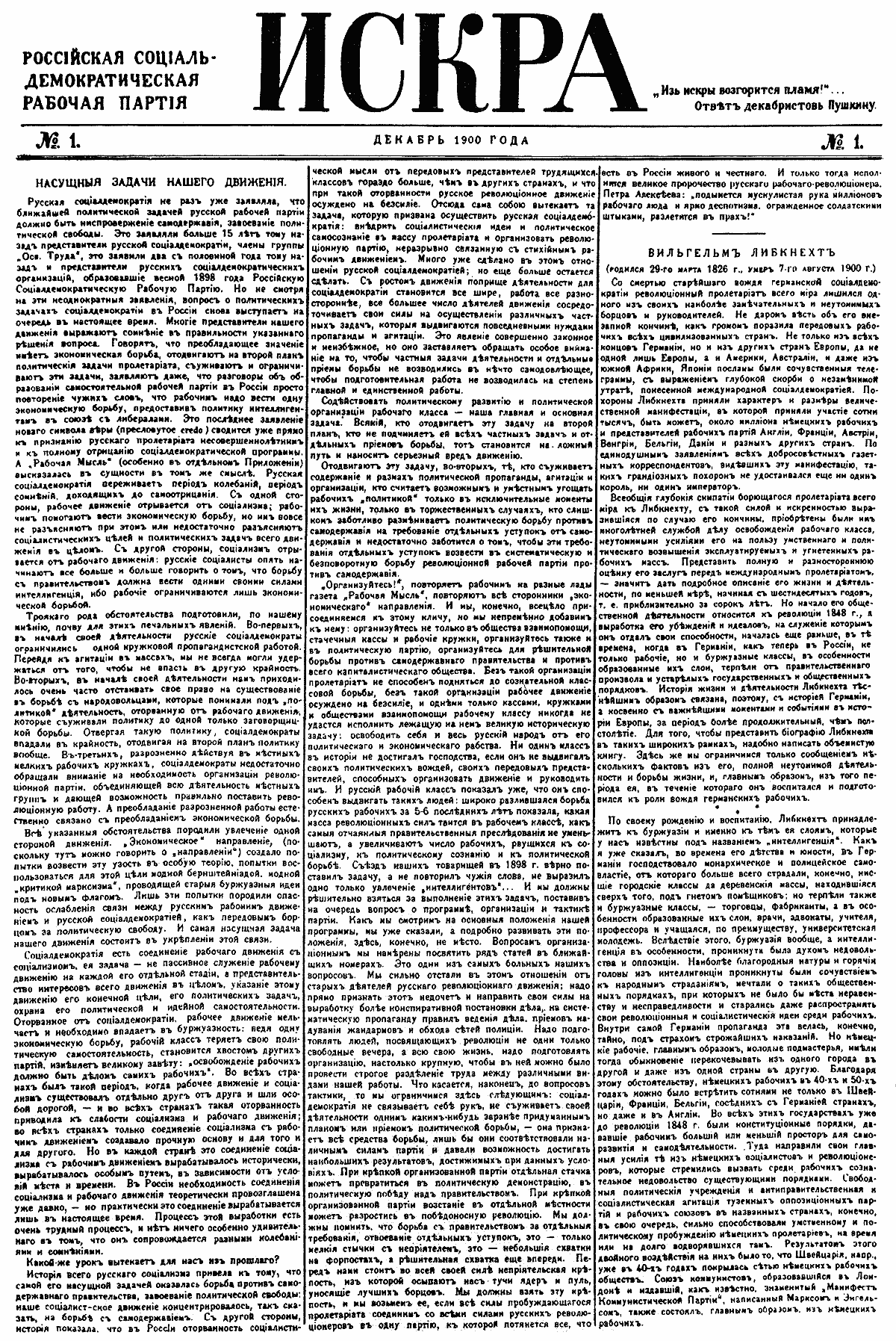
Numéro 1 de l'Iskra, décembre 1900.

Arrivé à Zurich, Oulianov est accueilli par des membres de Libération du Travail et renoue notamment avec Pavel Axelrod. Il vise à organiser un second congrès du Parti ouvrier social-démocrate de Russie (POSDR) pour reformer celui-ci et envisage, à cet effet, de créer un journal qui servira à coordonner l'action du parti et à y imposer la ligne marxiste définie par Plekhanov. À ses yeux, l'Allemagne est le pays le plus adapté pour y implanter la rédaction du journal — à laquelle il escompte que participeront, outre Plekhanov, Axelrod et Véra Zassoulitch, ses amis Alexandre Potressov et Julius Martov. Mais Plekhanov exige d'avoir la haute main sur le contenu du journal, que les jeunes militants espéraient contrôler. Les négociations avec Plekhanov sont difficiles, et Oulianov vit très mal ce conflit avec le théoricien marxiste qui était jusque-là l'une de ses idoles.
Après un accord de principe, Oulianov et Potressov quittent Zurich pour Munich, où ils comptent trouver un imprimeur et organiser le réseau de soutiens financiers nécessaires pour monter le journal. En décembre sort le premier numéro du journal, baptisé Iskra (« L'Étincelle ») et dont les exemplaires sont acheminés clandestinement en Russie par des messagers, via un circuit compliqué. Iskra, dont une douzaine de numéros seulement sont tirés en 1901, propose un contenu marxiste érudit, destiné à un public de militants révolutionnaires très au fait des questions politiques. Dans le premier numéro, Oulianov insiste sur la nécessité de constituer un parti révolutionnaire rassemblant « tout ce que la Russie compte de vivant et d'honnête » afin de faire sortir le pays de l'« asiatisme » — l'Asie étant alors associée à un despotisme brutal et arriéré. Le journal fait figure, à ses débuts, de « comité central » du POSDR. Nadejda Kroupskaïa rejoint son mari en Allemagne le 1er avril 1901 ; sa mère arrive elle aussi à Munich le mois suivant. Kroupskaïa gère la correspondance de l'Iskra et les deux femmes s'occupent en outre de la maison, ce qui laisse à Oulianov, qui se fait appeler à Munich « Herr Meyer », le temps de se consacrer à l'écriture.
Outre son travail à l'Iskra, Vladimir Oulianov, dont les premiers ouvrages n'ont pas eu le retentissement espéré dans les milieux politiques russes, rédige une brochure intitulée Que faire ?, le titre étant un hommage au roman homonyme de Nikolaï Tchernychevski. De même que Tchernychevski avait décrit l'activité des militants révolutionnaires russes, Oulianov souhaite exposer ses conceptions sur le moyen d'organiser un parti politique clandestin dans le contexte tsariste. Il signe cette brochure du nom de plume N. Lénine (peut-être inspiré du fleuve sibérien Léna), qu'il avait déjà employé pour signer des lettres adressées à Plekhanov,, ainsi que quelques articles. L'attention que suscite Que faire ? dans les milieux marxistes russes aboutit à ce que Lénine devienne le pseudonyme définitif d'Oulianov.

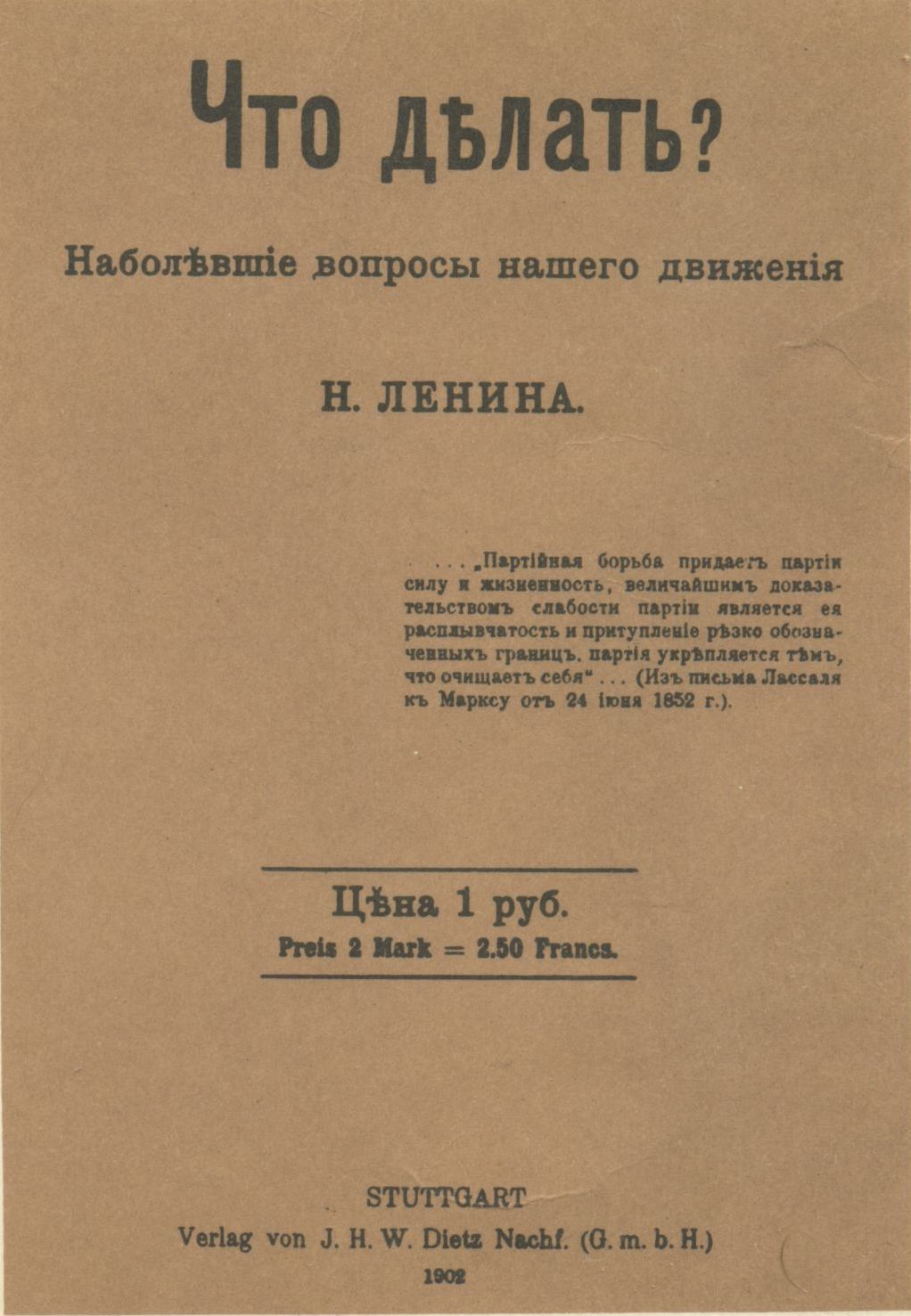
Couverture d'une édition russe de Que faire ?, février 1902.

L'ouvrage — considéré comme essentiel à la fondation de la stratégie révolutionnaire de Lénine — est l'occasion, pour lui, de présenter ses conceptions politiques pensées en fonction du contexte particulier de l'Empire russe. La Russie, pays en voie d'industrialisation dans son modèle économique, demeure à ses yeux le bras armé réactionnaire de toute l'Europe sur le plan politique, l'autocratie organisant la société selon un système de « castes » et se faisant la « prison des peuples » . Dans ce pays encore essentiellement paysan, le développement du capitalisme est encore entravé par les structures sociales : il appartient aux révolutionnaires de donner l'impulsion historique décisive qui anéantira les « institutions surannées qui entravent le développement du capitalisme », la Russie devant rattraper son retard avant de passer au socialisme.
Dans Que faire ?, Lénine plaide pour l'organisation d'un parti centralisé et discipliné, uni autour d'une stratégie clairement définie. Il se sépare des conceptions traditionnellement en vigueur dans la social-démocratie européenne en plaidant, non pas pour un parti qui regrouperait l'intelligentsia et l'ensemble de la classe ouvrière, mais pour une révolution organisée et conduite par des « professionnels » qui constitueraient l'« avant-garde » de la classe ouvrière et seraient, en Russie, les porteurs de la conscience de classe et de la théorie révolutionnaire, dont les ouvriers n'ont pas un sens inné. Les particularités politiques de la Russie risquant d'empêcher l'apparition d'une lutte des classes effective, le parti aura pour mission de la créer. Aux yeux de Lénine, le parti est le véritable créateur de la lutte des classes, et est seul à même de permettre aux intellectuels d'insuffler à la classe ouvrière les idées adéquates : il ne donne pas seulement la force, mais également la conscience au prolétariat. Dans le contexte russe, Lénine considère que le parti doit ainsi se substituer à la bourgeoisie, qui n'existe pas au sens évolué des sociétés d'Europe occidentale (la Russie étant, à ses yeux, au stade de l'« arriération asiatique »), et tenir à sa place un rôle d'accélérateur de l'histoire. Pour organiser le parti révolutionnaire, Lénine se réfère à l'usine et à l'armée, qui imposent aux hommes la discipline, via des structures rigides ; les « révolutionnaires professionnels » dont est composé le parti mènent des tâches définies selon les principes de la division du travail, selon le principe d'une autorité strictement hiérarchisée et émanant du sommet,. Dans sa conclusion, il prône une insurrection armée du peuple entier. Lors de sa parution, Que faire ? ne suscite guère de réactions hostiles ; Plekhanov juge que Lénine exagère les dangers du spontanéisme et d'autres marxistes trouvent exagérée son insistance sur le centralisme, mais dans l'ensemble les révolutionnaires russes sont conscients des difficultés de la lutte contre l'autocratie russe et approuvent les conceptions de Lénine quant à l'organisation du parti.
Parallèlement à l'écriture de Que faire ?, Lénine se consacre à la rédaction d'un programme pour le Parti ouvrier social-démocrate de Russie, en vue de l'organisation de son second congrès. Plekhanov ne se montre guère empressé de participer à la tâche et préfère se concentrer sur ses écrits économiques ; Lénine insiste néanmoins pour qu'il apporte son prestige personnel à la rédaction du programme. Le 1er juin 1902, après un laborieux processus de travail en commun entre ses divers rédacteurs, Iskra peut publier un programme provisoire dans son numéro 21. Lénine parvient à imposer à Plekhanov plusieurs de ses idées, notamment l'insertion du terme dictature du prolétariat, que Plekhanov avait supprimé d'une première version ; l'affirmation selon laquelle le capitalisme est déjà le mode de production dominant de la Russie impériale ; enfin, la proposition de restituer une partie de la terre aux paysans dès le renversement de la dynastie Romanov. Ce dernier point est destiné à concurrencer sur son terrain le Parti socialiste révolutionnaire, qui prône alors l'expropriation des terres au bénéfice de la paysannerie et exerce une grande influence sur l'intelligentsia et les étudiants.

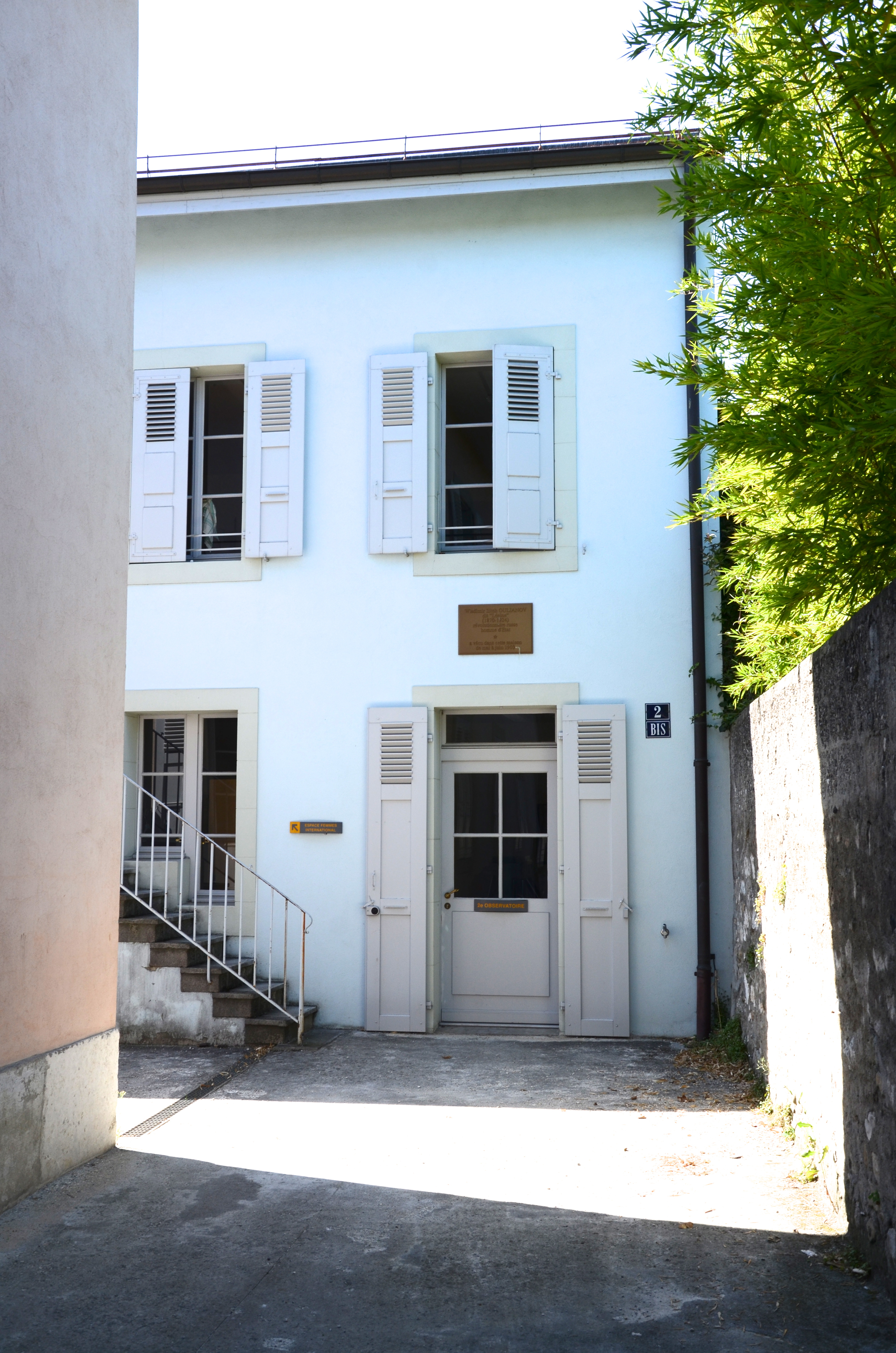
De 1900 à 1917, Lénine effectue plusieurs séjours en Suisse. Ici, la maison dans laquelle il a vécu, à Carouge (près de Genève), en 1903.

Au début de l'année 1902, la surveillance de la police bavaroise se faisant trop pesante, les rédacteurs de l'Iskra décident de déménager la rédaction du journal à Londres. Lénine et Kroupskaïa arrivent en avril dans la capitale britannique ; ils s'installent dans un appartement que loue pour eux un sympathisant russe, qui se charge également de négocier pour le journal l'usage d'une presse à imprimer.
L'année suivante, le groupe décide de déménager à nouveau, et d'installer la rédaction à Genève, Martov jugeant cette ville plus pratique pour organiser une activité commune. Lénine tente en vain de s'opposer à ce nouveau déménagement, car il ne souhaite pas être à nouveau soumis à la supervision directe de Plekhanov, qui réside toujours en Suisse. Avant son départ de Londres, il rencontre pour la première fois Léon Bronstein, dit « Trotski », jeune révolutionnaire russe évadé de son exil, qui ambitionne alors de rejoindre la rédaction du journal. Les préparatifs pour l'organisation du congrès du POSDR se poursuivent durant plusieurs mois, avant que Bruxelles soit finalement choisi comme lieu de réunion ; Lénine s'entoure de militants de confiance - dont son frère Dmitri et sa sœur Maria - afin de bénéficier du plus grand nombre possible de délégués acquis à sa cause,.

#### Rupture entre bolcheviks et mencheviks

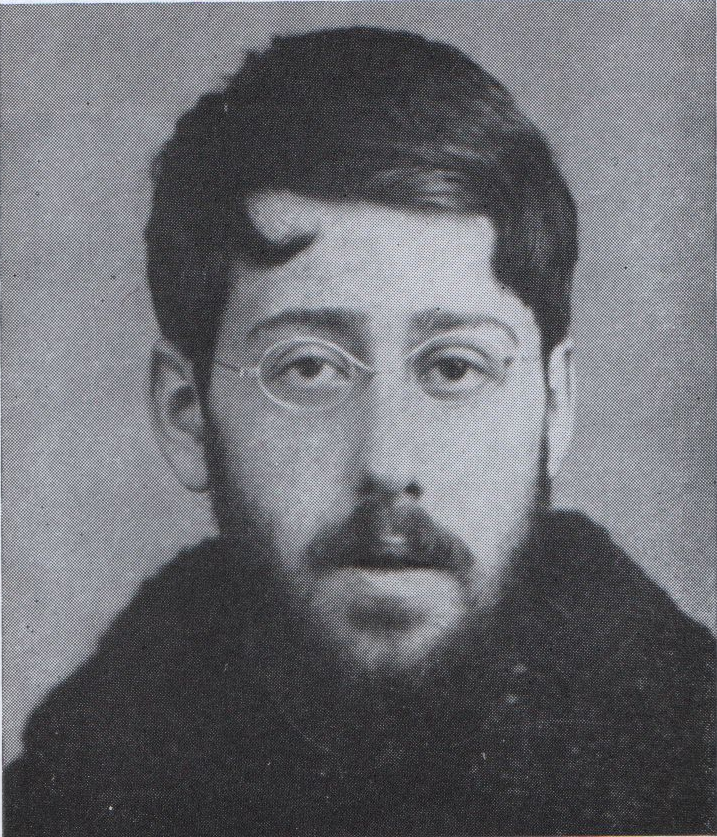
Julius Martov, chef des mencheviks, ami puis rival politique de Lénine.

Le second congrès du Parti ouvrier social-démocrate de Russie s'ouvre finalement le 30 juillet 1903. Les sociaux-démocrates russes sont d'accord quant à la nécessité de bâtir un parti puissant, pour lutter non seulement contre le tsarisme mais aussi contre la concurrence du Parti socialiste révolutionnaire : les tensions sont cependant fortes au sein de l'équipe de l'Iskra. Plekhanov, soutenu par Pavel Axelrod et Véra Zassoulitch, continue d'être contesté par Lénine, que soutiennent Martov et Potressov. Le congrès réunit des représentants de vingt-cinq organisations social-démocrates de Russie, ainsi que ceux de l'Union générale des travailleurs juifs (dite Bund). Le risque, contenu dans les points du programme présenté par l'Iskra, d'une contradiction entre les libertés publiques et l'intérêt du parti, inquiète certains délégués : Lénine reçoit cependant sur ce point l'appui de Plekhanov. La véritable division du congrès a cependant lieu autour des statuts du Parti : Lénine estime que les conditions d'adhésion au Parti doivent impliquer une participation active à sa vie interne, soit la détention d'une place précise dans l'organisation hiérarchisée qu'il prône ; Martov est au contraire partisan de conditions d'adhésion plus souples. Les deux hommes s'opposent vivement au cours du congrès, Trotski soutenant pour sa part Martov. La motion de ce dernier sur les conditions d'adhésion obtient davantage de voix (vingt-huit contre vingt-trois) que celle de Lénine, qui connaît là son premier échec depuis son accession à la notoriété. La rupture est consommée entre les deux amis : Martov se montre inquiet devant la violence verbale et l'autoritarisme de Lénine, chez qui il ne perçoit plus que la « passion du pouvoir » ; Lénine, de son côté, se juge trahi. Le congrès se poursuit sur la question du rôle du Bund, qui réclame le statut d'organisation autonome au sein du POSDR. La majorité des congressistes votent contre la demande du Bund : sept délégués quittent alors la salle, cinq « bundistes » et deux membres de la tendance des « économistes » qui réclamait un statut similaire. Ce départ permet aux partisans de Lénine, battus lors du précédent vote, d'être désormais majoritaires au congrès : ils sont désormais désignés sous le nom de « bolcheviks » (majoritaires), tandis que les partisans de Martov sont surnommés les « mencheviks » (minoritaires). Lénine remporte une autre victoire en s'assurant du contrôle de l'Iskra, dont il obtient de faire réduire le nombre des rédacteurs à trois : le congrès vote pour Lénine, Plekhanov et Martov, mais ce dernier refuse de participer à une publication dont il pressent qu'elle sera dominée par Lénine. Le Parti est en outre réorganisé par Lénine, qui confie sa direction à deux centres d'autorité, d'une part le Comité central, installé en Russie, et d'autre part le Comité d'organisation, à savoir l'Iskra, dont les membres sont en position de force, du fait de leur exil à l'étranger à l'abri des persécutions.
La victoire de Lénine est cependant de courte durée : soutenu par Trotski, Martov attaque avec virulence la mainmise des bolcheviks sur l'Iskra. Plekhanov, quant à lui, regrette la division du Parti et plaide pour une conciliation avec les mencheviks et le retour à une équipe de rédacteurs de six membres au lieu de trois. À la fin de l'année 1903, Lénine, découragé, présente sa démission de l'Iskra et de la direction du Parti ; il écrit la brochure Un pas en avant, deux pas en arrière - La crise dans notre Parti pour présenter son point de vue sur la division du POSDR. Ses nerfs sont rudement éprouvés et il sombre un temps dans un état dépressif. Une partie de la tendance bolchevik du Parti échappe à son autorité et vise à se réconcilier avec les mencheviks ; au niveau européen, Lénine est tout aussi isolé : des sociaux-démocrates allemands prestigieux condamnent ses excès de pensée et de langage. Karl Kautsky lui ferme ainsi les colonnes du Neue Zeit dans lequel il entendait exposer son point de vue. Rosa Luxemburg dénonce également l'attitude de Lénine,. Trotski, quant à lui, condamne vigoureusement les thèses de Lénine et l'accuse de ne pas préparer la dictature du prolétariat mais la « dictature sur le prolétariat », où les directives du Parti primeraient sur la volonté des travailleurs.
Une fois remis à l'été 1904, Lénine s'emploie à sortir de son isolement politique en nourrissant de nouveaux projets et en attirant de nouveaux sympathisants, parmi lesquels Alexandre Bogdanov, Anatoli Lounatcharski et Leonid Krassine. Lénine réorganise ses partisans et constitue avec eux le « comité de la majorité », qui fait figure au sein du POSDR d'organisation parallèle destinée à lui permettre d'affronter aussi bien les mencheviks que les bolcheviks insubordonnés. Bogdanov, rentré en Russie, s'emploie à y organiser les groupes bolcheviks subordonnés au comité. Avec l'aide de ses partisans, Lénine publie en décembre 1904 le premier numéro d'un nouveau journal, V Period, dont il contrôle intégralement le contenu. Il travaille également à l'organisation d'un troisième congrès du Parti, dont la tenue est prévue à Londres au printemps 1905,.
À l'approche du congrès, les chances de Lénine sont renforcées de façon inattendue quand, en Russie, la police arrête neuf des onze membres de l'instance dirigeante du Parti. Lénine est dès lors délivré de la présence de ceux qui, sur le terrain, s'opposaient à sa volonté. Le IIIe congrès s'ouvre à Londres avec des effectifs réduits, les 38 délégués présents, venus de Russie pour la plupart, étant dans leur majorité favorable aux thèses de Lénine. Les mencheviks ont fait appel à August Bebel pour jouer les médiateurs, mais Lénine repousse tout net les efforts de ce dernier. Les mencheviks réunissent alors leurs propres partisans de leur côté, à Genève. À Londres, Lénine s'appuie sur Krassine, Bogdanov et Lounatcharski, mais bénéficie également de l'appui de nouveaux venus comme Lev Kamenev. Un autre jeune militant, Alexeï Rykov, représente les militants de Russie. Lénine fait condamner par le congrès les thèses des mencheviks, qui peuvent rester membres du Parti s'ils en reconnaissent la discipline, ainsi que la légitimité du IIIe congrès. Bien que conservant le contrôle de l'Iskra, les mencheviks se trouvent dès lors marginalisés. Le congrès élit en outre un nouveau comité central, formé de Lénine, Bogdanov, Krassine et Rykov.
Malgré sa victoire apparente lors du congrès, l'autorité de Lénine sur le Parti est moins assurée qu'il n'y parait. L'Internationale ouvrière, en outre, se montre sévère à l'égard de l'attitude extrémiste des bolcheviks et préfère la position de Plekhanov, théoricien prestigieux, à celle de Lénine, qui apparaît comme un personnage brutal. À la fin du congrès, en avril 1905, le POSDR doit par ailleurs se pencher sur la situation en Russie, où la révolution a éclaté.

### Révolution de 1905

#### Début de la révolution et retour en Russie

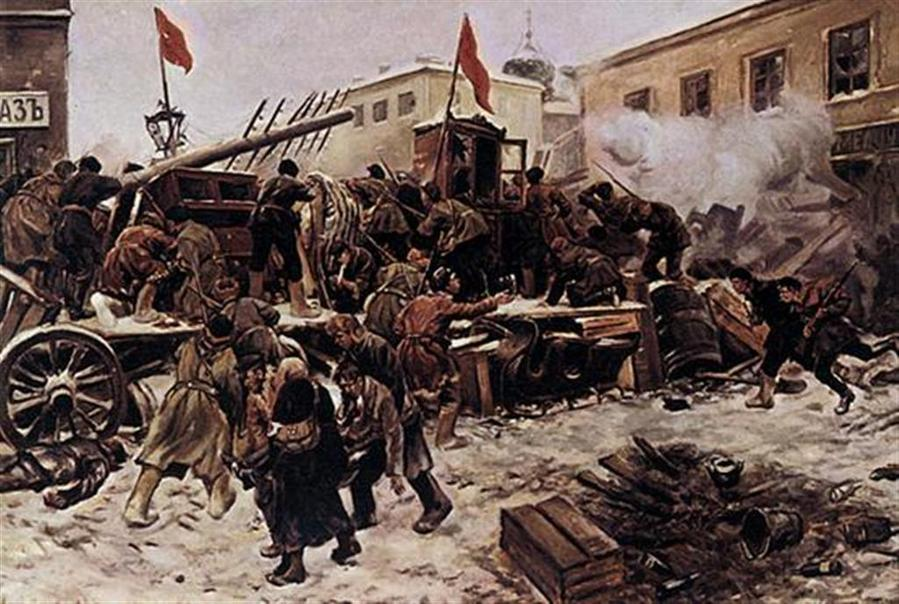
Barricade érigée lors d'affrontements à Moscou.

Au début de 1905, l'Empire russe est dans une situation explosive : le désastre de la guerre russo-japonaise indigne la population et contribue à susciter l'agitation politique, le mécontentement populaire s'exprimant désormais au grand jour. En janvier, la dramatique répression d'une manifestation, lors du dimanche rouge, discrédite Nicolas II. L'agitation ouvrière des villes gagne les provinces et prend un tour de plus en plus ouvertement politique. Les ouvriers et paysans se constituent en conseils, baptisés soviets. Dans la capitale, Saint-Pétersbourg, un soviet est constitué le 14 octobre. Trotski, alors proche des mencheviks, en est le vice-président, avec le socialiste révolutionnaire Avksentiev. De janvier à décembre 1905, Lénine et les bolcheviks observent avec inquiétude des évènements qu'ils n'avaient nullement prévus et dans lesquels ils ne jouent quasiment aucun rôle. La majorité des émigrés russes n'osent tout d'abord pas revenir en Russie, où ils risquent d'être arrêtés ; Lénine, persuadé que le renversement du tsarisme offrira des perspectives inédites au prolétariat du monde entier, enrage de ne recevoir que des informations incomplètes sur les évènements en Russie,. Il théorise à l'époque que la faiblesse de la bourgeoisie libérale russe oblige le prolétariat à prendre lui-même le pouvoir en s'appuyant sur la paysannerie, non pas pour transformer l'économie dans un sens socialiste, mais plutôt pour permettre une marge de développement du capitalisme en Russie, développement qui serait contrôlé, encadré et forcé. Les thèses de Lénine sur la paysannerie constituent une nouveauté par rapport aux autres auteurs marxistes. Marx et Engels, ainsi que les marxistes en général, avaient négligé la paysannerie - les paysans, en tant que petits propriétaires, étant relégués dans le camp de la bourgeoisie ; Lénine, au contraire, réfléchit en fonction de la situation particulière de la Russie et souligne le fait que, convenablement encadrés par le prolétariat et son Parti, les paysans peuvent devenir une force révolutionnaire.
Lénine ne réalise que progressivement la nécessité d'un changement de stratégie ; après le dimanche rouge, et pendant le congrès du Parti, il considère toujours que bolcheviks et mencheviks doivent continuer de former des organisations séparées. En outre, les participants au congrès jugent qu'il n'est pas tenable de continuer à diriger le Parti depuis l'étranger : il est décidé de transférer le Comité central et le nouveau journal du Parti - qui doit s'appeler Proletari - sur le sol russe. Tout en souhaitant mieux s'informer sur ce qui se passe en Russie, Lénine refuse cependant toujours de se rendre en Russie et veut continuer d'envoyer des instructions depuis la Suisse. En septembre, du fait de l'accélération des évènements, Bogdanov presse Lénine de se rendre en Russie. Mais ce n'est qu'après la publication par le tsar du manifeste d'octobre que Lénine juge la situation suffisamment sûre pour revenir. Le 8 novembre, après avoir traversé le Grand-duché de Finlande, lui et sa femme arrivent à la Gare de Finlande de Saint-Pétersbourg.
Lénine et Kroupskaïa sont hébergés à Saint-Pétersbourg par des sympathisants, dans une succession de refuges. Lénine se rend rapidement à la rédaction du journal Novaïa Jizn que les militants du POSDR viennent de créer : il en prend d'autorité la direction et en fait immédiatement l'organe des bolcheviks. Il entretient des contacts avec les militants qui travaillent en liaison avec les soviets et les syndicats, écrit des articles, et s'emploie à organiser l'appareil bolchevik en Russie tout en renforçant son influence sur le Parti. Lénine préconise de donner des armes à des détachements d'ouvriers et d'étudiants et d'organiser des actions contre des banques pour s'emparer des ressources financières nécessaires à la révolution ; le manifeste d'octobre devant être suivi de l'élection des députés de la Douma d'État, il encourage par ailleurs le POSDR à présenter des candidats, pour que la propagande du Parti bénéficie d'une tribune, alors que le mouvement révolutionnaire s'essouffle. Bogdanov et Krassine sont quant à eux partisans du boycott du scrutin. Devant l'évolution de la situation, Lénine prône en outre maintenant une réconciliation avec les mencheviks. En décembre, une réunion des bolcheviks a lieu à Tampere, en Finlande, mais le changement de stratégie de Lénine à l'égard des mencheviks est désapprouvé par les militants. C'est à Tampere que Lénine rencontre pour la première fois un militant géorgien, Joseph Vissarionovitch, alias « Koba », qui prendra plus tard le surnom de Staline,.

#### Échec de la révolution et nouvel exil
Dès février 1906, pour échapper à la surveillance policière, Lénine s'installe en Finlande qui, bien que toujours possession russe, jouit alors d'une large autonomie. Avec Bogdanov et d'autres militants, il s'installe dans une grande villa située à une soixantaine de kilomètres de Saint-Pétersbourg, et d'où il continue de diriger le Parti et ses journaux. Kroupskaïa se rend régulièrement dans la capitale pour assurer les liaisons. En mai, Lénine refait une tentative d'installation à Saint-Pétersbourg, mais renonce rapidement et retourne en Finlande, où il réside près d'un an. En avril, le POSDR tient à Stockholm un congrès réunissant bolcheviks et mencheviks, mais aussi le Bund, ainsi que les sociaux-démocrates polonais et lettons. Lénine y prône une nationalisation des terres par une « dictature révolutionnaire provisoire », tandis que les mencheviks souhaitent une « municipalisation » des terres qui aurait pour effet une administration moins centralisée que celle dont Lénine se fait l'avocat. Les bolcheviks se trouvent cette fois mis en minorité : un nouveau comité central est élu, qui compte trois bolcheviks contre sept mencheviks ; Lénine n'en fait pas partie, et ses camarades bolcheviks l'informent de leur désaccord au sujet de la nationalisation des terres. Lénine quitte le congrès dans un état de grande fatigue nerveuse. Sa position s'améliore cependant quand les bolcheviks décident de conserver une organisation séparée du comité central du POSDR. Lénine fait à nouveau partie de leur direction, avec Bogdanov et Krassine. Entretemps, la révolution s'éteint en Russie. En avril 1906, les élections, boycottées par les bolcheviks contre l'avis de Lénine, se soldent par l'élection de 18 mencheviks à la Douma. L'année suivante, quelques élus bolcheviks entrent à la deuxième Douma. Celle-ci est dissoute à l'automne, et Lénine se montre favorable à la participation aux élections de la troisième Douma, dont il juge qu'elle permettra de faire entendre les idées socialistes. Bogdanov et Krassine exigent au contraire des députés sociaux-démocrates qu'ils démissionnent une fois élus,. C'est à cette époque que Lénine élabore le concept de centralisme démocratique, qu'il définit alors comme l'alliance de la « liberté de discussion » et de l'« unité d'action » - soit le moyen de faire exister la « lutte idéologique » en sein du parti unifié : la base suivra strictement les consignes émises, après débat interne, par les organes de direction. Tout en prônant un parti strictement hiérarchisé, Lénine veut conserver les moyens de polémiquer avec les mencheviks s'il continue de cohabiter avec ceux-ci au sein d'un même mouvement.
À l'été 1906, Lénine espère encore, malgré l'essoufflement de la révolution, que la « guerre de partisans » se développera en Russie : la lutte armée est à ses yeux la forme révolutionnaire de la terreur, qu'il faut encourager. Le choix de la violence organisée est, pour Lénine, un trait de la « morale du révolutionnaire » : la « terreur exercée par les masses » doit être admise par les sociaux-démocrates, qui doivent l'incorporer à leur tactique, tout en l'organisant et en la subordonnant aux intérêts du mouvement ouvrier et de la lutte révolutionnaire en général. Lénine considère que « la terreur authentique, nationale, véritablement régénératrice, celle qui rendit la Révolution française célèbre », est un élément essentiel du mouvement révolutionnaire ; le terrorisme individuel, acte de désespoir, doit céder la place à la terreur de masse contrôlée par le Parti. Si pour Lénine, la période de la Révolution française, et tout particulièrement celle de la Terreur, reste une référence historique majeure, il cite aussi régulièrement l'exemple de la Commune de Paris, dont la faute a été à ses yeux de ne pas suffisamment réprimer ses opposants : l'historien Nicolas Werth souligne que la notion de « terreur de masse (dans son double sens - terreur exercée par les masses et terreur massive) », « centrale dans la pensée de Lénine », est élaborée chez lui dès 1905-1906 : dans le contexte d'un pays marqué par une très grand violence politique et sociale, il s'agit pour Lénine d'« armer les masses face à la violence du régime tsariste ». Aux yeux de Lénine, la violence est le moteur de l'histoire et de la lutte des classes : il faut par conséquent l'encourager pour détruire le « vieux monde » et, surtout, l'organiser et la subordonner aux intérêts du mouvement ouvrier et de la lutte révolutionnaire.
La police tsariste renforce sa surveillance, et s'intéresse désormais de près aux activités de la direction des bolcheviks en Finlande. En novembre 1907, après avoir été prévenu de la présence de policiers, Lénine quitte sa datcha finlandaise ; le mois suivant, il passe en Suède, d'où il rejoint l'Allemagne, puis la Suisse, à Genève. De l'expérience révolutionnaire de 1905, qui débouche pour lui sur une nouvelle période d'exil destinée à durer 10 ans, Lénine tire plusieurs leçons. Outre la nécessité d'une alliance entre la paysannerie et le prolétariat - le potentiel révolutionnaire des revendications paysannes étant pour lui primordial en Russie - il juge qu'une « révolution démocratique » en Russie enflammera les pays occidentaux, permettant par là même l'accélération du processus révolutionnaire russe qui échappera ainsi à l'isolement. La révolution de 1905 a également conduit Lénine à se brouiller, non seulement avec Bogdanov qui ne partage pas ses analyses, mais également avec Trotski : ce dernier juge que le soviet est un élément essentiel de la révolution car il permet de réaliser un large front révolutionnaire ; il faut donc réfléchir à un partage des tâches entre le soviet et le Parti, qui ne saurait dominer le prolétariat en tant que force politique. Lénine, au contraire, juge que le Parti doit conserver une place primordiale dans le mouvement ouvrier. Sur le plan personnel, la période 1905-1907 a été le révélateur de la fragilité nerveuse de Lénine, qui a subi à plusieurs reprises des périodes dépressives,.

### Deuxième période d'exil

#### De l'après-révolution à la guerre mondiale

##### Polémiques et divisions du mouvement socialiste russe
Revenu à Genève, Lénine a le sentiment de se trouver « dans un tombeau ». Le mouvement révolutionnaire russe est alors en plein reflux, et les effectifs militants des bolcheviks fondent. Lénine déménage à plusieurs reprises, d'abord à Paris où il reste quatre ans, puis à Cracovie. Contrairement à une légende ultérieure qui le veut alors réduit à la misère, il vit dans un relatif confort, toujours accompagné, au gré de ses déménagements, de son épouse mais aussi de sa mère ou, selon les périodes, de l'une ou l'autre de ses sœurs. Il bénéficie à titre personnel, pour vivre et publier, de diverses aides financières. Le Parti, par contre, est financé non seulement par des sympathisants comme l'écrivain Maxime Gorki, mais aussi et surtout d'« expropriations », soit d'attaques à main armée, dont Krassine est le maître d'œuvre et où s'illustrent en Russie des militants comme « Kamo » et « Koba » (futur Staline). La position de Lénine à l'intérieur du parti reste cependant menacée par la tendance « gauchiste », représentée notamment par Bogdanov et qui demeure partisane du boycott de la Douma. Lénine, au contraire, juge qu'il est nécessaire d'utiliser toutes les possibilités légales. En avril 1908, Lénine répond à l'invitation de Maxime Gorki et passe un séjour dans sa propriété sur l'île italienne de Capri. À cette occasion, il essaie en vain de persuader Gorki de prendre ses distances avec la ligne de Bogdanov et de Lounatcharski. Le conflit entre ces derniers et Lénine se situe en effet à l'époque, non seulement au niveau politique, mais sur le terrain philosophique. Bogdanov vise alors dans ses écrits, à réconcilier le socialisme et le marxisme avec la sensibilité religieuse ; Lénine, attaché à l'athéisme, s'oppose vivement à ce courant dit de la « Construction de Dieu »,,.
La question du financement du mouvement entraîne par ailleurs de nouvelles graves dissensions entre bolcheviks et mencheviks, notamment à l'occasion de l'affaire de l'héritage des sœurs Schmidt. Après le décès d'un jeune sympathisant révolutionnaire, deux militants bolcheviks se chargent en effet de séduire et d'épouser ses deux sœurs et héritières, afin de détourner l'héritage au profit du Parti. Lénine, qui a contribué à mettre au point la manœuvre, ne récupère pas l'intégralité des fonds à la suite d'une indélicatesse de l'un des militants, mais il réussit néanmoins à mettre la main sur une somme importante. L'héritage Schmidt lui permet d'assurer l'indépendance financière de sa faction. Les sommes sont censées au départ être partagées entre les différentes tendances du POSDR, les sociaux-démocrates allemands se proposant comme médiateurs pour répartir l'argent : or, l'argent est finalement accaparé par Lénine, qui le réserve à l'usage des seuls bolcheviks. Avec les fonds Schmidt, Lénine peut fonder le journal Proletari, par le biais duquel il lance de vives attaques contre les mencheviks et les « conciliateurs »,.
La nouvelle aisance financière de Lénine lui donne les moyens de se mesurer à Alexandre Bogdanov - avec qui il reste en désaccord quant à l'opportunité de participer ou non à la Douma - dans le but d'écarter ce dernier de la direction des bolcheviks. Lénine mène le combat contre son rival sur les plans à la fois politique et philosophique : pour compenser un bagage philosophique encore léger — s'il connaît bien Marx et Diderot, il n'a alors fait que feuilleter des auteurs comme Hegel, Feuerbach et Kant —, il lit de nombreux ouvrages à un rythme accéléré. Dans le courant de 1908, il rédige Matérialisme et empiriocriticisme, ouvrage dans lequel il réfute le positivisme dont se réclame Bogdanov et expose, de manière délibérément polémique, sa propre théorie de la connaissance ; Lénine considère en effet qu'une vision politique et économique doit être soutenue par un prisme épistémologique cohérent : pour lui, Bogdanov, en adoptant une démarche relativiste et idéaliste qui le pousse à des compromissions avec la religion, s'éloigne du marxisme authentique et abandonne toute perspective révolutionnaire. Lénine affirme qu'il convient d'adopter l'« esprit de parti en philosophie », ce qui implique de choisir son « camp » entre « droite » et « gauche ». Pour lui, le « développement des sciences » ne peut que confirmer le matérialisme, et le matérialisme dialectique permet de parvenir à une représentation de la « réalité objective » : la pensée humaine est « capable de nous donner et nous donne effectivement la vérité absolue qui n'est qu'une somme de vérités relatives ». Pour Lénine, la « philosophie marxiste » doit être considérée comme composée d'un seul et même bloc : il transpose ainsi sur le terrain philosophique sa conception de la raison politique, basée sur la séparation en deux camps et sur une stricte discipline du camp révolutionnaire. En juin 1908, Bogdanov quitte la rédaction de Proletari ; en août, lui et Krassine sont écartés du centre bolchevik et de la commission financière du mouvement. Lénine reçoit le soutien de Plekhanov, qui se montre comme lui favorable à la coexistence du travail légal dans le cadre des institutions tsariste (au premier chef desquelles la Douma) et du travail illégal. En juin 1909, la rédaction de Proletari se réunit dans un café de Paris, avec des membres de la direction du Parti. Bogdanov dénonce Matérialisme et empiriocritisme comme un ouvrage opportuniste, par lequel Lénine cherche à consolider son alliance avec Plekhanov. Lénine, qui s'est assuré de la présence de nombreux partisans, met quant à lui Bogdanov en accusation, lui reprochant ses déviations vis-à-vis du marxisme révolutionnaire. Bogdanov et Krassine sont, cette fois, exclus du centre du Parti pour « révisionnisme », participation au mouvement de la Construction de Dieu et activités fractionnelles. Ils fondent de leur côté un journal appelé V Period, comme celui précédemment dirigé par Lénine, afin de revendiquer la légitimité de la faction bolchevik,,.
Si Lénine réussit, grâce à ses nouveaux moyens financiers, à faire vivre sa faction, ses méthodes contribuent à l'isoler. Sa rupture avec Krassine, Bodganov, Lounatcharski et Gorki est cependant compensée par l'arrivée à ses côtés de nouveaux alliés, Grigori Zinoviev et Lev Kamenev. En 1908, Lénine fait adopter par une conférence du Parti des positions hostiles aux « liquidateurs de gauche » ; l'année suivante, il fait condamner les « expropriations » sur lesquelles il avait jusqu'alors fermé les yeux tout en en profitant financièrement. Il demande également la dissolution des derniers groupes de boieviki (combattants clandestins). Lénine se coupe ainsi d'une partie de ses soutiens, ce qui renforce son isolement.
En janvier 1910, le comité central se réunit à Paris : Lénine tente d'obtenir la réunification, sous sa direction, des diverses tendances. Mencheviks et bundistes, qui lui reprochent ses échecs en Russie et son manque de scrupules, refusent de lui céder la direction du Parti. L'attitude de Lénine lui vaut d'être vivement attaqué au congrès de l'Internationale ouvrière, où il est accusé d'être le « fossoyeur » du mouvement socialiste russe. Des militants russes se rapprochent de Trotski, qui édite à Vienne le journal Pravda, ou de Bogdanov, qui édite V Period. En 1911, à nouveau épuisé nerveusement par les luttes intestines, Lénine se repose à Longjumeau, où il est hébergé par Grigori Zinoviev et son épouse. Zinoviev anime à l'époque en région parisienne une « école de cadres » pour former les militants bolcheviks.

##### Relation avec Inessa Armand

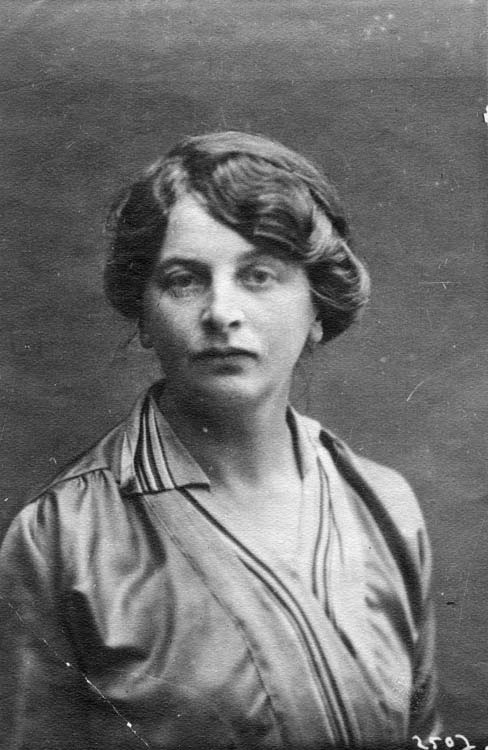
Inessa Armand.

Vers 1910-1912, Lénine a une relation sentimentale avec la militante française Inès — dite « Inessa » — Armand, qui collabore étroitement avec lui dans l'organisation du mouvement. Après la mort de Lénine, les autorités soviétiques occultent la nature de leurs relations, mais les deux militants semblent avoir dépassé le stade du flirt et vécu une véritable liaison. Les relations entre Nadejda Kroupskaïa et Lénine souffrent du rapport de ce dernier avec Inessa Armand ; Kroupskaïa semble avoir envisagé de se séparer de son mari. Mais Lénine demeure attaché à son épouse - qui souffre à l'époque de la maladie de Graves-Basedow, ce qui semble par ailleurs l'avoir empêchée d'avoir des enfants - et préfère rester à ses côtés ; ils forment pendant six ans un ménage à trois qui semble leur convenir. La liaison entre Lénine et Inessa Armand semble avoir pris fin vers 1914[réf. nécessaire]. Rentrées en Russie avec Lénine, Inessa Armand et Nadejda Kroupskaïa conservent entre elles de bonnes relations, et collaborent au sein de l'école des cadres du Parti, notamment à la publication du premier magazine Rabotnitsa (« Ouvrière ») en mars 1914 (la guerre interrompt rapidement la publication) et, un an plus tard, à la « Conférence internationale des femmes » organisée à Berne.

##### Situation des bolcheviks avant 1914
Entretemps, la situation sociale se tend en Russie, où des grèves ouvrières, de plus en plus nombreuses, éclatent en 1910, 1911 et 1912. Les révolutionnaires visent à profiter de la situation et Sergo (Grigory) Ordjonikidze, représentant des militants bolcheviks actifs en Russie, s'accorde avec Lénine pour organiser une conférence destinée à réorganiser le mouvement. La réunion se tient en janvier 1912 à Prague et Lénine vise, à cette occasion, à reconquérir la majorité au sein du mouvement social-démocrate russe. Tout est calculé pour que les bolcheviks soient plus nombreux que les mencheviks : certains mencheviks, proches de Plekhanov, reçoivent des invitations, mais d'autres ne sont pas tenus au courant de la réunion. Trotski, indigné, organise à Vienne une réunion concurrente, à laquelle assistent la plupart des militants mencheviks, qui boycottent celle de Prague. La conférence de Prague se tient finalement en présence de dix-huit délégués, dont seize bolcheviks. Les mencheviks présents s'offusquent de la situation et réclament que les autres courants soient représentés : Ordjonikidze est prêt à accéder à leur demande en envoyant des invitations de dernière minute, mais Lénine s'y oppose vivement. Venu avec le soutien de plusieurs militants formés à Longjumeau par Zinoviev, Lénine fait élire un comité central où il siège aux côtés de Zinoviev, Iakov Sverdlov, Ordjonikidze et Roman Malinovski. Le nouveau comité central se présente comme la seule autorité légitime pour l'ensemble du POSDR, mais ne compte qu'un seul membre menchevik ; la réunion de 1912 est dès lors fréquemment considérée comme la naissance du « Parti bolchevik » en tant qu'entité véritablement séparée. Lénine triomphe sur ce point, mais il doit cependant abdiquer une partie de son autorité au bénéfice des militants présents en Russie : le Comité de l'étranger, que gérait jusque-là Inessa Armand, cesse de représenter le Comité central hors de Russie, et la nouvelle direction du Parti ne compte plus que deux émigrés, en la personne de Lénine et Zinoviev. Lénine a néanmoins réussi son « coup d'État » interne au Parti, et réorganisé le mouvement pour en être le véritable dirigeant. Il fait notamment approuver son mot d'ordre de participation à la Douma et aux autres organisations légales en Russie,,.

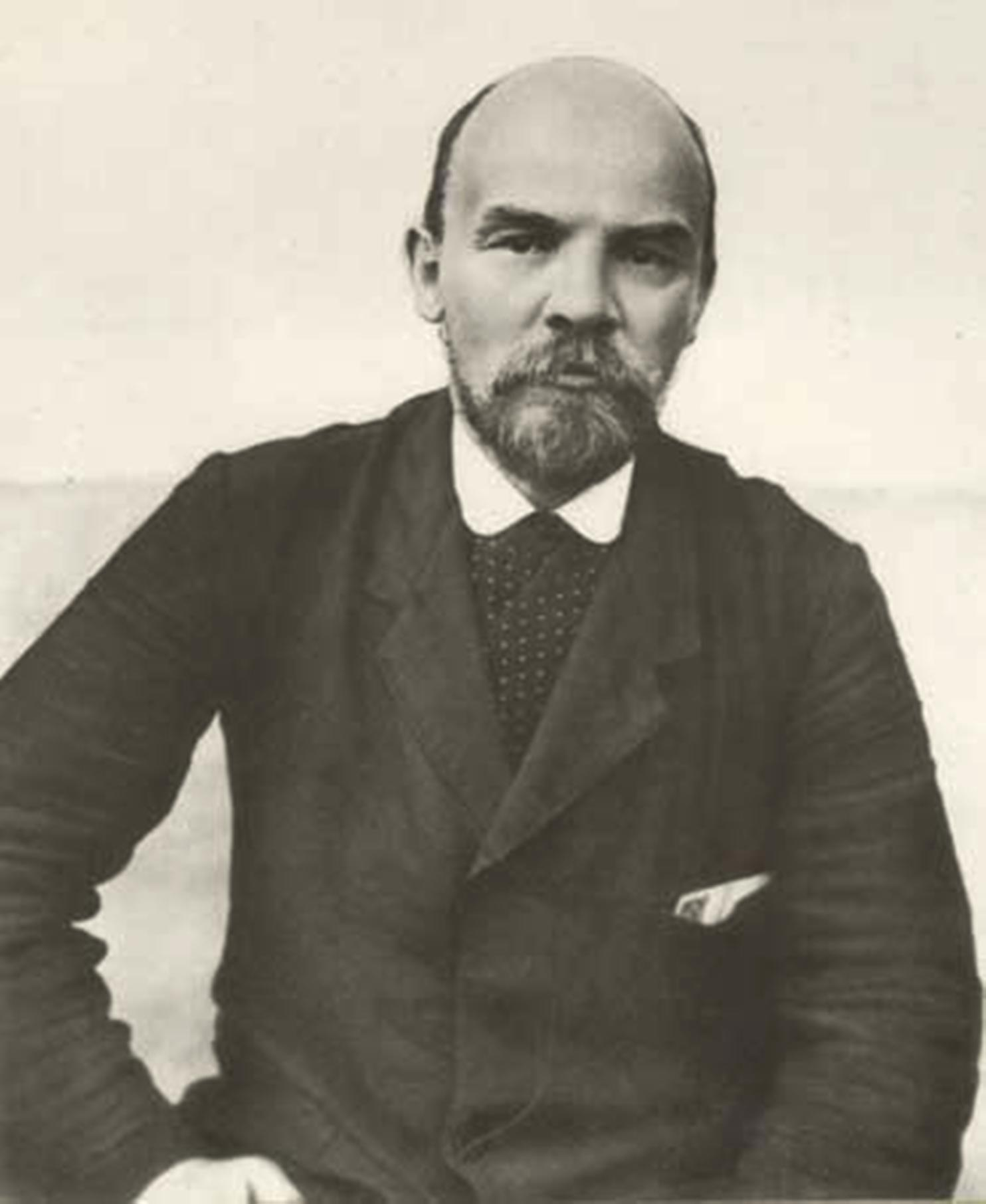
Lénine en 1914.

Le congrès décide en outre de la création d'un quotidien, dont Lénine confie la direction à Malinovski : le journal, dont le premier numéro paraît en avril 1912, s'appelle la Pravda (la Vérité), comme la publication lancée précédemment par Trotski ; ce dernier se trouve dès lors dépossédé de son titre. Quotidien légal, tiré en Russie à plusieurs milliers d'exemplaires, la Pravda paraît jusqu'en juillet 1914. Lénine utilise au mieux les possibilités de l'action légale : les bolcheviks cherchent à s'implanter dans les syndicats et disposent désormais de quelques milliers de militants en Russie. Entretemps, bolcheviks et mencheviks demeurent irrémédiablement divisés : à la Douma, ils parviennent un temps à présenter une unité de façade mais, à l'été 1913, le groupe social-démocrate cesse d'exister. La fraction bolchevique de la Douma est dès lors présidée par Malinovski, qui sert de relais à Lénine et contribue à entretenir la division avec les mencheviks, qu'il invective régulièrement à l'assemblée. Or, à l'insu de Lénine, Malinovski est un agent double payé par l'Okhrana. L'arrestation d'autres membres du Comité central à leur retour en Russie permet à Malinovski d'affirmer son autorité, et du même coup le contrôle de Lénine sur le Parti. L'Okhrana, qui est informée par Malinovski des moindres activités des bolcheviks, favorise la montée en puissance de Lénine, qu'elle considère comme un facteur de division du mouvement révolutionnaire russe,.
Entre 1905 et 1917, Lénine se penche sur les questions nationales et intègre de plus en plus dans sa stratégie la liaison de la lutte révolutionnaire avec les luttes nationales, y compris le statut des nationalités dans l'Empire russe. Il n'accorde cependant pas aux revendications nationales le même statut qu'à la lutte des classes et s'affirme « jacobin » et centraliste. Il n'est cependant pas hostile aux revendications d'autonomie culturelle avancées par certains groupes comme le Bund et son attitude se distingue de celle de militants comme Karl Radek ou Rosa Luxemburg, pour qui les luttes nationales sont illégitimes pour un révolutionnaire prolétarien. En 1913[Information douteuse], devant la montée des revendications nationales au sein de la social-démocratie de l'Empire russe — du fait du Bund, ainsi que des partis de Lettonie, du Caucase, de Pologne et de Lituanie —, Lénine commande à Staline un article sur la question des nationalités, destiné à réfuter les thèses du Bund, des mencheviks caucasiens et, partant, de l'ensemble des mencheviks : Lénine vise ainsi à accélérer la rupture avec les autres courants. Lénine profite également de ce travail pour tester la compétence de Staline, et lui accordera dès lors sa confiance. Dans les années qui précèdent le premier conflit mondial, Lénine a élaboré, sur le sujet du droit des peuples à disposer d'eux-mêmes, une doctrine limitée : il s'oppose à la fois à l'internationalisme radical et au principe des nationalités qui donnerait au combat national la précédence sur la révolution prolétarienne. Lénine est partisan d'une autonomie culturelle des peuples, et du droit des nations à disposer d'elles-mêmes, le cas échéant. S'agissant plus spécifiquement de la question juive, il dénonce l'oppression que subissent les Juifs en Russie, mais il ne croit pas à l'existence d'une « culture nationale juive » qui reviendrait à considérer que les Juifs constituent une nation et exalte au contraire les « traits universellement progressistes de la culture juive ». S'agissant du combat des « petites nations » — comme l'Irlande lors de l'insurrection de 1916 — Lénine juge que l'action révolutionnaire du prolétariat opprimé par l'impérialisme permettra de briser le cadre des nationalités et de renverser la « bourgeoisie internationale ». Lénine est résolument internationaliste et hostile à la plupart des formes de patriotisme en Russie, d'autant plus qu'il montre peu d'estime pour les Russes moyens, qu'il considère comme un peuple encore insuffisamment développé ; il juge cependant que l'internationalisme, pas plus que la conscience de classe, n'est pas inné dans le prolétariat. Contrairement à ceux qui, comme Rosa Luxemburg, voient avant tout la finalité et nient tout rôle à la question nationale, il estime que la lutte nationale, si elle reste subordonnée à la lutte des classes, est un moyen de susciter celle-ci en accélérant la révolution. Prenant en compte le contexte multinational de l'Empire russe, Lénine juge que le droit à l'autodétermination permettra aux nations de l'empire, au moment de la révolution, de choisir si elles partageront le destin révolutionnaire de la Russie ou bien si elles s'en détacheront. A contrario, des nations pourront choisir de rejoindre l'État socialiste, où ne subsisteront plus de barrières ethnico-culturelles ou de classe.
En 1912-1913, les soupçons pesant de longue date sur Malinovski sont ravivés par une série d'arrestations, comme celles de Sverdlov et de Staline. Lénine, qui réside alors à Cracovie, refuse de tenir compte des avertissements qui lui sont adressés au sujet de Malinovski, et défend la probité de ce dernier ; il accepte de participer, avec Zinoviev, à une commission d'enquête sur les activités de Malinovski. Lénine comme Zinoviev continuent d'accorder à Malinovski le bénéfice du doute, et l'agent double sort blanchi de la procédure. L'affaire Malinovski contribue à empoisonner le climat au sein du mouvement social-démocrate russe ; Malinovski continue de gérer la trésorerie de la Pravda ; le rédacteur en chef du journal, Tchernomazov, est également un agent double de l'Okhrana. Lénine continue d'utiliser le journal dans sa lutte contre les mencheviks, qu'il attaque dans ses articles de manière virulente,.
Entre 1907 et 1912, l'Internationale ouvrière tient une place croissante dans les activités de Lénine : en 1907, il assiste pour la première fois à son congrès à Stuttgart. Il trouve là une tribune pour dénoncer le réformisme et fait alors bloc avec Rosa Luxemburg sur de nombreux points. Représentant de la fraction bolchevik au Bureau Socialiste International (BSI), l'organe de coordination de l'Internationale, il propose en 1910 d'y adjoindre Plekhanov : ce dernier accepte alors de coopérer avec les bolcheviks. Mais la position de Lénine au sein de l'Internationale ouvrière se dégrade ensuite : la querelle incessante entre mencheviks et bolcheviks indispose en effet les rangs de l'organisation, de même que l'attitude de Lénine qui refuse avec violence les médiations proposées, notamment celle de Clara Zetkin. Rosa Luxemburg contribue également à saper les positions de Lénine, qu'elle juge responsable des divisions de la social-démocratie russe. La proximité de Lénine avec Karl Radek, adversaire de Rosa Luxemburg au sein du mouvement socialiste polonais, contribue également à dresser cette dernière contre lui. À partir de 1913, Lénine, de plus en plus mal vu au sein du BSI, n'assiste plus aux réunions et se fait représenter par Kamenev. En 1914, l'Internationale ouvrière convoque à Bruxelles une conférence spéciale pour tenter de rassembler l'ensemble des organisations et fractions socialistes russes. Lénine prépare avec soin un rapport sur l'unité social-démocrate en Russie, mais commet l'erreur de ne pas se rendre lui-même à la conférence et de faire lire son rapport par Inessa Armand. Son absence irrite les cadres de l'Internationale et Karl Kautsky, soutenu par Rosa Luxemburg, fait adopter une résolution condamnant l'attitude des bolcheviks. La question de l'éventuelle unité est renvoyée au congrès suivant de l'Internationale, prévu à Vienne en août 1914.

#### Première Guerre mondiale

##### «Défaitisme révolutionnaire»et conférence de Zimmerwald
Alors que se déclenche la crise de la Première Guerre mondiale, Lénine ne réalise tout d'abord pas la gravité de la situation internationale mais, dès le mois de juillet 1914, il juge que la guerre qui s'annonce pourra amener la révolution en Russie. Lénine réside alors en Galicie, alors territoire polonais de l'Empire austro-hongrois ; jugé suspect par les autorités, il est arrêté au début du mois d'août et emprisonné. Des militants socialistes autrichiens et polonais interviennent aussitôt en sa faveur : Victor Adler assure aux autorités austro-hongroises que Lénine est un « ennemi juré » des Romanov et ne risque donc pas d'être un agent tsariste. Libéré au bout de quelques jours, Lénine quitte rapidement la Galicie avec son épouse, alors que les armées russes avancent vers le territoire des Habsbourg. Le couple se réfugie à Berne, en Suisse. Apprenant que les sociaux-démocrates allemands ont voté les crédits de guerre de leur gouvernement, Lénine conclut à la mort de la Seconde Internationale. Dans l'ensemble de l'Europe, les partis socialistes et sociaux-démocrates adhèrent à la politique belliciste de leurs gouvernements respectifs : si Lénine est d'accord avec Martov pour condamner l'attitude de l'ensemble des socialistes, il se singularise en accordant une attention particulière à la situation en Russie. Alors que Martov condamne sans distinction tous les gouvernements « impérialistes », Lénine mise sur une victoire de l'Empire allemand contre son propre pays : la défaite militaire de l'Empire russe lui semble en effet pouvoir être l'élément déclencheur de la révolution en Russie. Cependant, sa vision n'est guère partagée au début du conflit, ni au sein de l'Internationale ouvrière, ni parmi ses compatriotes. En Suisse, Lénine vit durant la Première Guerre mondiale des années difficiles : il est coupé du reste du mouvement socialiste russe et la Pravda est interdite en Russie, le privant à la fois d'un moyen d'influence et d'une source de revenus. En février 1916, il doit quitter son domicile de Berne et doit louer un nouveau logement à Zurich, dans des conditions de confort très médiocres. Alors qu'il connaît de relatives difficultés matérielles, sa vie privée est également affectée par des décès successifs : la mère de Nadejda Kroupskaïa, qui contribuait beaucoup à l'organisation de la vie domestique du couple, meurt en mars 1915 ; sa propre mère, Maria Oulianova, meurt en juillet 1916,.

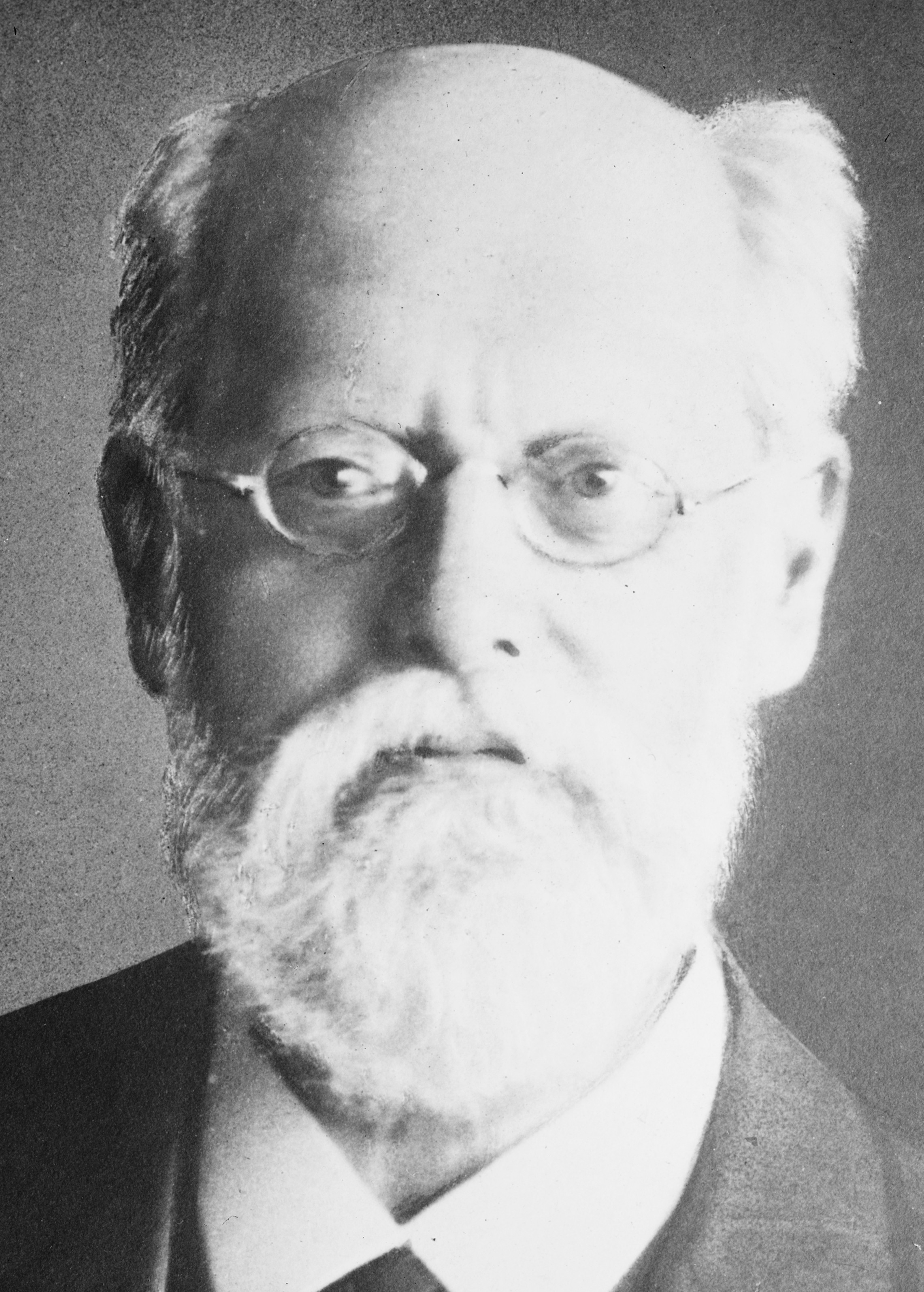
Le théoricien marxiste allemand Karl Kautsky est d'abord l'une des inspirations de Lénine, qui devient ensuite son ennemi politique.

L'incapacité de l'Internationale ouvrière à empêcher la guerre convainc Lénine, et d'autres socialistes avec lui, de reconstruire une nouvelle Internationale. En septembre 1915, une conférence est organisée, à l'initiative des Italiens, dans le village suisse de Zimmerwald. Lors de cette conférence de Zimmerwald, qui réunit 38 participants représentant 11 pays, Lénine plaide pour son programme de rupture avec la Deuxième Internationale, de constitution d'une « nouvelle instance de la classe ouvrière » et d'appel à la guerre civile. Sa conception du « défaitisme révolutionnaire », selon laquelle les travailleurs doivent lutter contre leur propre gouvernement - sans craindre l'éventualité de précipiter sa défaite militaire, qui favorisera au contraire la révolution - est encore minoritaire, et n'est suivie que par 5 délégués. Lénine peut néanmoins faire connaître ses idées : sa tendance, surnommée la « gauche zimmerwaldienne », gagne en influence dans les rangs socialistes à mesure que le conflit, de plus en plus meurtrier, s'éternise,,. Bien que les idées de Lénine progressent en Europe occidentale, les bolcheviks sont très affaiblis en Russie, où les députés bolcheviks de la Douma et leurs assistants, dont notamment Lev Kamenev, sont arrêtés pour trahison et envoyés en déportation,.
En avril 1916, les participants de Zimmerwald opposés à la guerre se réunissent à nouveau lors de la conférence de Kiental, à laquelle se rendent 43 délégués : Lénine y plaide avec vigueur pour la rupture totale avec la IIe Internationale discréditée, mais sa ligne demeure minoritaire,. Il se livre également à une violente attaque contre Kautsky - absent de la conférence - qu'il qualifie de prostituée politique.

##### Réflexions sur la révolution
Durant les années de guerre, Lénine réfléchit sur les questions de l'État et de la forme de gouvernement dans le contexte d'une révolution socialiste. Il est tout d'abord amené à contester les thèses de Nikolaï Boukharine ; ce dernier s'oppose en effet aux idées de Kautsky, qui considère que les structures de l'État peuvent être conservées par les socialistes une fois l'« ancien régime » abattu ; Boukharine plaide au contraire pour la destruction complète de l'État capitaliste et la construction d'un État révolutionnaire. Lénine critique d'abord les idées de Boukharine, qui lui paraissent relever de l'anarchisme, mais finit par conclure que ce dernier, en relevant que les structures existantes de l'État ne pourraient qu'entraver le processus révolutionnaire, a identifié une faiblesse fondamentale de la pensée de Kautsky. Se basant sur l'expérience de 1905, Lénine conclut que le soviet est la structure la plus adaptée pour fournir la matrice de l'État nouveau. Poussant sa réflexion sur le terrain philosophique, Lénine étudie les textes d'Aristote, Hegel et Feuerbach et en vient à la conclusion qu'il est impossible de comprendre Marx sans avoir d'abord assimilé Hegel. Dans ses notes de l'époque, Lénine en arrive à redéfinir de manière radicale sa théorie de la connaissance, contredisant une partie des théories exprimées dans Matérialisme et empiriocriticisme. Là où il affirmait le caractère absolu de la réalité telle que perçue par l'esprit humain, Lénine juge désormais que la connaissance est le reflet de la nature telle que la perçoit l'homme, par le biais de nombreux concepts issus de l'esprit humain, qui est lui-même conditionné par une réalité mouvante. La réalité n'est dès lors pas uniquement déterminée par des préceptes scientifiques, mais avant tout par la pratique. La pensée politique se doit dès lors d'être flexible et la pensée marxiste doit s'adapter au caractère mouvant de la réalité : Lénine trouve ainsi l'argument central pour réfuter les écrits de Kautsky.
Alors que la Première Guerre mondiale poursuit son cours, Lénine continue de réfléchir à ses possibles répercussions révolutionnaires. Sur la situation du capitalisme international, Lénine est notamment en désaccord avec la thèse de Boukharine qui considère que le capitalisme international se développe pour former un « trust » économique mondial : pour Lénine, au contraire, il faut tenir compte de l'axiome marxiste sur l'instabilité inhérente du capitalisme. Pour soutenir sa thèse, Lénine rédige L'Impérialisme, stade suprême du capitalisme, qu'il achève en juillet 1916 : dans cette brochure, Lénine analyse l'impérialisme comme un capitalisme « parasitaire ou pourrissant » marqué par la domination du capital financier sur le capital industriel. L'impérialisme renforce et accroît les différentes et inégalités de développement entre pays : le capitalisme entre dès lors en « putréfaction » du fait du développement du pillage et de la spéculation, ainsi que de la lutte entre capitalismes nationaux et du développement du capital fictif sans lien avec les forces productives. Lénine voit dans la guerre mondiale une lutte entre impérialismes rivaux pour le partage du monde et pronostique la transformation de la guerre entre nations en une guerre entre bourgeois et prolétaires. Plus largement, il analyse la guerre mondiale comme étant l'expression du début du pourrissement du régime capitaliste, qui amène les principales puissances à se faire une guerre sur une échelle et avec des conséquences sans précédent. Il voit aussi dans l'impérialisme le signe de la maturation des conditions de la transition vers le socialisme. À la vision traditionnelle de Marx, chez qui la révolution socialiste consiste en une expropriation des grands capitalistes, Lénine substitue une vision apocalyptique de l'agonie du capitaliste, dans le cadre de conflits gigantesques. Lénine souligne également le potentiel révolutionnaire des masses colonisées, qui cherchent leur salut dans la lutte de libération nationale, laquelle affaiblira les gouvernements colonisateurs et donnera au prolétariat une force nouvelle : l'un des aspects positifs de l'impérialisme est donc, à ses yeux, le fait qu'il développe les sentiments nationaux dans le cadre colonial. Les capitalistes sont désormais confrontés, non seulement à leur propre prolétariat, mais aussi aux peuples étrangers qu'ils exploitent, et ce quels que soient le type de société et le stade de développement des peuples en question. La réflexion aboutit ainsi à résoudre le paradoxe d'une révolution qui surgirait dans un pays économiquement arriéré comme l'Empire russe et non, comme le prévoit la pensée marxiste, dans un grand pays industrialisé : dans la perspective de Lénine, la Russie devient le « maillon le plus faible » du capitaliste, soit un pays où coexistent diverses formes d'exploitation capitaliste, à la fois un capitalisme proprement russe, mais aussi des modes d'exploitation coloniale et semi-coloniale. Le capitalisme russe est donc particulièrement contradictoire et instable, ce qui permet d'espérer une révolution en Russie. Les théories de Lénine trouvent une partie de leur raison d'être dans la situation particulière de la Russie, peuplée pour l'essentiel de paysans, et où les ouvriers ne sauraient à eux seuls constituer une force révolutionnaire suffisante.
Les idées de Lénine sur la question nationale suscitent une réplique de Rosa Luxemburg qui, en désaccord complet avec lui, publie sous le pseudonyme de Junius une brochure dans laquelle elle juge que la révolution ne pourra venir que d'Europe, soit des pays capitalistes les plus anciens. Lénine réagit en écrivant un texte intitulé Réponse à Junius, dans lequel il réplique de manière cinglante à Rosa Luxemburg et réaffirme le caractère révolutionnaire des guerres nationales contre les puissances impérialistes.
Si Lénine poursuit ses travaux théoriques, il apparaît encore, au début de 1917, loin de toute perspective d'accès au pouvoir. Ses conditions d'existence à Zurich, où il trouve la vie très chère, demeurent médiocres. Il semble avoir, un temps, songé à émigrer aux États-Unis. En janvier 1917, devant un groupe de jeunes socialistes de Zurich, il juge que, si l'Europe est « grosse d'une révolution » et que la révolte des peuples d'Europe contre « le pouvoir du Capital financier » est inévitable à terme, la révolution pourrait ne pas arriver avant de longues années. Lénine déclare à cette occasion : « Nous, les vieux, nous ne verrons peut-être pas les luttes décisives de la révolution imminente ».

### Retour en Russie et prise du pouvoir

#### Révolution russe

Carte du trajet de Lénine en « train plombé ».

Au début de 1917, comme l'ensemble des exilés politiques russes, Lénine, qui se trouve toujours en Suisse, est pris de court lorsque la révolution de Février éclate : discrédité par son incurie et par les difficultés de l'armée russe sur le front de l'Est, le régime tsariste s'effondre. Comme en 1905, des soviets apparaissent dans tout le pays ; si les socialistes-révolutionnaires et les mencheviks participent à la révolution, les bolcheviks n'y tiennent quasiment aucun rôle ; après l'abdication de Nicolas II, un Gouvernement provisoire est formé, mais son autorité est bientôt en compétition avec celle du Soviet de Petrograd,. Dans le courant du mois de mars, Lénine envoie à la Pravda, qui peut reparaître en Russie, une série de textes — appelés par la suite les « lettres de loin » — dans lesquels il prône le renversement du Gouvernement provisoire : la rédaction du journal (Kamenev et Staline, tout juste libérés de leur exil sibérien), gênée par le radicalisme des lettres de Lénine, s'abstient de les publier, à une exception près. Lénine tente de trouver le moyen de rentrer le plus vite possible en Russie : il pense tout d'abord à demander de l'aide au Royaume-Uni, où vivent nombre de ses amis socialistes, mais les Alliés ne sont guère disposés à lui faciliter les choses, le maintien de la Russie dans la guerre étant essentiel pour eux. L'aide décisive pour Lénine vient finalement des empires centraux et plus précisément de l'Allemagne. Après que Martov a lancé l'idée de demander l'aide de l'Allemagne, les bolcheviks prennent contact, via l'intermédiaire de socialistes suisses, avec des agents allemands. Zinoviev représente ensuite Lénine durant les négociations avec ceux-ci ; Lénine pose comme condition que le wagon du train qui transportera les révolutionnaires russes bénéficie d'un statut d'extraterritorialité, afin d'éviter toute accusation de coopération avec l'Allemagne : le voyage en train passe ensuite à la postérité sous le nom du « wagon plombé », inventé par la propagande bolchévique pour tenter de démontrer l'indépendance de Lénine à l'égard de l'Empire allemand. Il s'agissait en réalité d'un train ordinaire. L'accord avec les autorités allemandes consistait simplement en ce que les passagers traversant le pays devaient refuser catégoriquement de rencontrer ou de parler à qui que ce soit,, — et suscite par la suite une polémique, certains accusant Lénine d’avoir été acheté par le gouvernement allemand,, voire d'être un traître à la Russie. En 1918, le journaliste américain Edgar Sisson, représentant en Russie du Committee on Public Information, publie aux États-Unis une série de documents ramenés de Russie et prouvant que Trotski, Lénine et les autres révolutionnaires bolcheviks étaient des agents du gouvernement allemand. George Kennan, en 1956, démontre que ces documents (en) étaient en quasi-totalité des forgeries,.
Dans la réalité, Lénine et les Allemands ont consciemment tiré avantage les uns des autres, chacun profitant de cette alliance momentanée pour favoriser ses propres intérêts : l'Empire allemand voit surtout d'un très bon œil le retour en Russie d'agitateurs politiques, et compte sur Lénine et les autres pour désorganiser un peu plus la Russie ; Lénine, quant à lui, use de tous les moyens disponibles pour atteindre son objectif révolutionnaire,. Les révolutionnaires quittent Zurich le 27 mars ; outre Lénine, le train transporte une trentaine de bolcheviks et d'alliés de Lénine, dont Grigori Zinoviev, Inessa Armand et Karl Radek. Un second train, par la même voie, emmène plus tard Martov, le chef des mencheviks et plusieurs de ses proches comme Axelrod, Riazanov, Lounatcharski et Sokolnikov, dont plusieurs se rallieront aux bolcheviks après leur arrivée en Russie,. En chemin, Lénine rédige un document, connu par la suite sous le nom des Thèses d'avril : dans cette série de dix textes, il établit un plan d'action radical, contredisant la notion marxiste selon laquelle une révolution bourgeoise est un stade nécessaire pour le passage au socialisme et prônant le passage direct, en Russie, à une révolution prolétarienne ; dans la perspective de la transformation de la révolution russe en révolution socialiste, les paysans pauvres devront faire partie de la nouvelle vague révolutionnaire.
Le 3 avril, Lénine arrive à la gare de Finlande de Petrograd, où il est accueilli par une foule de sympathisants, au son de La Marseillaise. Lénine ne prête guère attention à Nicolas Tcheidze (Nicolas Tchkhéidzé), le président menchevik du Soviet de Petrograd venu l'accueillir, et se lance aussitôt dans un discours prônant une révolution socialiste mondiale. Avec son épouse, il se rend ensuite chez sa sœur Anna, qui héberge le couple dans la capitale. Le lendemain, Lénine se rend au Palais de Tauride, devenu le siège du Gouvernement provisoire et du Soviet de Petrograd : devant une assemblée de sociaux-démocrates interloqués, il plaide pour la prise de contrôle des soviets et la transformation de la guerre en guerre civile, dans l'optique d'une révolution mondiale. Refusant de soutenir le Gouvernement provisoire russe, Lénine perçoit que les soviets, s'ils sont pénétrés et contrôlés par le Parti, sont l'instrument adéquat pour prendre le pouvoir ; s'il adopte désormais le slogan « Tout le pouvoir aux soviets ! », c'est en vue de leur imposer une majorité, voire une domination, des bolcheviks. Cependant, la majorité des bolcheviks penche alors pour une tactique de conciliation et d'unité entre révolutionnaires : Lénine, au contraire, prône un passage à l'action immédiate, avec l'arrêt de tout effort de guerre, la fin du soutien au Gouvernement provisoire et le transfert de tous les pouvoirs aux soviets, le remplacement de l'armée par des milices populaires, la nationalisation des terres et le contrôle de la production et de la distribution par les soviets. De nombreux cadres du Parti sont choqués par la violence de ses thèses. Bogdanov compare les propos de Lénine au délire d'un fou ; un autre militant, Goldenberg, conclut que Lénine se prend pour l'héritier de Bakounine et se place en dehors de la social-démocratie,.
Lénine a des difficultés à faire accepter ses thèses jusque dans la Pravda : le 7 avril, le journal accepte de publier les Thèses d'avril, mais précédées d'une note de Kamenev qui en désapprouve le contenu. Le lendemain, le comité du Parti de la capitale se réunit et vote à une forte majorité contre les propositions de Lénine. Ce dernier prépare dès lors avec soin la Conférence panrusse du Parti, qui doit se réunir dix jours plus tard : il bénéficie alors de la présence de délégués de base, séduits par son esprit de décision. Le fait que l'espoir de paix semble s'éloigner après que le ministre Milioukov a réaffirmé les buts de guerre de la Russie contribue également à faire pencher les militants en faveur de Lénine. Celui-ci reçoit également, contre Kamenev, l'appui de Zinoviev et de Boukharine. Lors du congrès, Lénine présente ses thèses, en réclamant la paix immédiate, le pouvoir aux soviets, les usines aux ouvriers et les terres aux paysans. Lénine réaffirme également son rejet de la démocratie « bourgeoise » et du parlementarisme : il estime que cette forme de démocratie, qui a cours en Occident, concentre en réalité les pouvoirs entre les mains de la classe capitaliste et appelle à lui substituer une démocratie issue directement des soviets ouvriers et paysans,.
Alors que la foule manifeste contre la guerre dans la capitale, les résolutions de Lénine obtiennent une forte majorité au congrès — notamment celle sur la paix — à l'exception de celle préconisant une révolution socialiste immédiate. Le mot d'ordre « Tout le pouvoir aux Soviets ! » est officiellement adopté. Lénine ne parvient cependant pas encore à obtenir l'abandon du vocable « social-démocrate », qu'il juge désormais synonyme de trahison, et son remplacement par « communiste ». Par ailleurs, les congrès des bolcheviks espèrent encore réaliser l'unité avec les mencheviks. Dans le courant du mois de mai, Lénine gagne un nouvel allié de poids en la personne de Trotski, lui aussi revenu en Russie, et qui se rallie à ses idées. Martov, quant à lui, partage les idées de Lénine sur la volonté de paix et plaide en vain contre la participation des mencheviks au Gouvernement provisoire ; il refuse cependant de rallier son ancien ami, qu'il voit désormais comme un cynique dont la seule passion est le pouvoir. Lénine multiplie les apparitions publiques dans la capitale : bien que moins bon orateur que Trotski, et malgré un léger défaut de prononciation — il est incapable de prononcer les « R » à la russe — il montre dans ses discours une énergie et une conviction qui contribuent à sa notoriété. Au printemps 1917, il est désormais la personnalité la plus influente au sein d'un Parti dont la presse, grâce en partie à l'argent fourni par l'Allemagne, bénéficie de moyens sans commune mesure avec ceux des autres mouvements. Pour gagner en influence au sein du monde ouvrier, et contrer celle des mencheviks dans les syndicats, Lénine encourage la formation de comités d'usine, au sein desquels les bolcheviks se livrent à une intense propagande.

#### Échec des journées de juillet

Aleksandr Kerenski, chef du gouvernement provisoire à partir de juillet 1917.

En juin, Lénine assiste au premier congrès panrusse des Soviets où il prend la parole, dénonçant avec virulence le gouvernement provisoire et annonçant que les bolcheviks sont « prêts à prendre le pouvoir immédiatement ». Les congressistes votent cependant la confiance au gouvernement provisoire et repoussent la résolution des bolcheviks qui exigeait le transfert immédiat du pouvoir aux soviets. Les bolcheviks continuent d'entretenir l'agitation politique ; l'accumulation des problèmes économiques et militaires de la Russie joue contre le gouvernement provisoire de coalition. Le maintien de la Russie dans le conflit contribue notamment à rendre le gouvernement impopulaire. À la fin du mois de juin, après le désastre de la contre-offensive décidée sur le front de l'Est par le ministre de la guerre Aleksandr Kerenski, leur propagande auprès des ouvriers et des soldats s'intensifie. Lénine, fatigué, part se reposer fin juin en Finlande : le 4 juillet, il est informé par un émissaire du comité central que les manifestations contre le gouvernement provisoire ont dégénéré au point de tourner à l'insurrection, ce qui pourrait conduire à des mesures draconiennes contre les bolcheviks. Revenu à Petrograd, Lénine lance des appels au calme, mais le gouvernement est décidé à en finir avec les menées des révolutionnaires : Kerenski fait diffuser des documents accusant Lénine d'être un traître et un agent allemand. En compagnie de Zinoviev, Lénine doit à nouveau quitter la capitale pour échapper à l'arrestation. Kamenev, Trotski, Lounatcharski et Alexandra Kollontaï sont arrêtés. La fuite de Lénine cause une certaine controverse au sein des bolcheviks, dont certains prônaient sa reddition ; les accusations de trahison au profit de l'Allemagne convainquent cependant Lénine de ne pas risquer de tomber entre les mains des autorités. Kerenski prend la tête d'un nouveau gouvernement et, assailli par les critiques du Soviet de Petrograd qui juge les arrestations superflues, ne met pas à exécution son projet de révéler l'affaire des fonds allemands dont a bénéficié Lénine,.
À la fin du mois de juillet, les bolcheviks se réorganisent lors de leur 6e congrès : Staline parle au nom de Lénine — absent car caché en banlieue de la capitale à Razliv — et prône l'affrontement avec le gouvernement provisoire, la « période pacifique » de la révolution étant terminée. Le slogan « tout le pouvoir aux soviets » disparaît, remplacé par un mot d'ordre appelant à la « dictature révolutionnaire des ouvriers et des paysans ». Le secret de sa cachette ayant été éventé, Lénine se réfugie en Finlande, aidé par Staline, qui le dissimule et l’escorte jusqu’à ce qu’il soit mis en sécurité. Il profite de son éloignement forcé pour rédiger L'État et la Révolution, un traité marxiste dans lequel il expose son point de vue sur le processus révolutionnaire et aborde la question — non détaillée par Marx et Engels — des formes que doivent prendre l'État et le gouvernement sous la dictature du prolétariat. Au passage, il revient sur la nécessité, pour le Parti, d'adopter un nouveau nom — celui de bolcheviks, né lors du congrès de 1903, étant « purement accidentel » — qui pourrait être Parti communiste, en gardant entre parenthèses la mention « bolchevik ». Dans ce livre, qui restera inachevé du fait de la révolution d'Octobre, Lénine présente de manière schématique le processus historique qu'il déduit de sa lecture des œuvres de Marx et d'Engels, et selon lequel la société passera tout d'abord par la phase « inférieure » de la société communiste, c'est-à-dire celle de la dictature du prolétariat : le renversement du capitalisme par le biais d'une révolution violente aboutira à cette première phrase, dite du « socialisme » ou plus précisément du collectivisme économique, durant laquelle l'État prendra possession des moyens de production. Durant la dictature du prolétariat, qui aidera à consolider la révolution — Lénine ne précise pas la durée de cette phase — l'État subsistera sous la forme d'un « État prolétarien ». Le stade du socialisme impliquera le maintien d'une certaine inégalité sociale, mais progressivement la société évoluera vers l'égalité absolue, pour atteindre finalement la phase « supérieure », soit celle du communisme intégral, qui correspondra à une société sans classes où la propriété privée n'aura plus de raison d'être ; l'État, devenu inutile, disparaîtra alors de lui-même. Les éventuels « excès » commis par certaines personnes seront réprimés par « le peuple », qui exercera la répression en lieu et place de l'ancien appareil d'État,,.

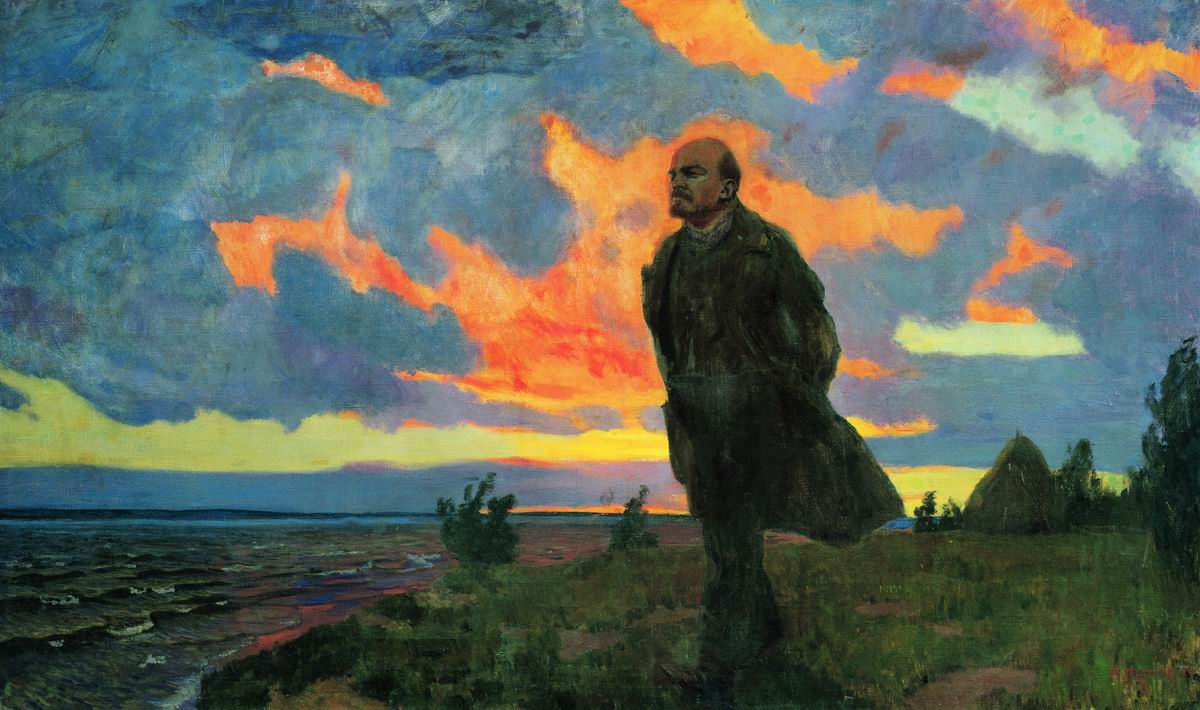
V. I. Lénine à Razliv en 1917, tableau d’Arkadi Rylov.

Cet écrit de Lénine suscite par la suite les critiques de marxistes comme Kautsky et Martov, qui arguent que Marx n'a pas non plus exclu un processus de révolution non-violente et n'a utilisé que rarement le concept de dictature du prolétariat dont Lénine fait un grand usage, apparemment sans réaliser que ce système se traduirait inévitablement par l'oppression d'une partie de la population par une autre. L'État et la Révolution est parfois présenté par la suite, comme le signe d'une pensée « libertaire » et « démocratique » chez Lénine ; certains de ses partisans présentent l'ouvrage comme le couronnement de sa pensée, tandis que des jugements critiques y voient un pamphlet simpliste et improbable. Cependant, dans cet écrit où l'ensemble des jugements sont portés à l'aune de la lutte des classes, Lénine se positionne radicalement à l'encontre de la démocratie parlementaire et ignore aussi bien la notion de pluralisme politique, que la nécessité d'institutions capables de défendre les libertés dont il prône l'application,.

#### Révolution d'Octobre

Lénine, grimé et rasé lors de son retour incognito en Russie.

Fin août, la tentative de putsch du général Kornilov, commandant en chef de l'armée russe, souligne à la fois la fragilité du gouvernement de Kerenski et la capacité de réaction des partis de gauche (bolcheviks mais aussi mencheviks et S-R), qui se sont mobilisés contre les menées de Kornilov. Les bolcheviks sortent grands vainqueurs de l'affaire, dans laquelle ils ne jouent qu'un rôle mineur mais qui consacre leur retour sur la scène politique. Les mois qui séparent l'échec du coup de force de Kornilov de l'arrivée au pouvoir des bolcheviks sont marqués par une décomposition accélérée de l'autorité politique sur fond de crise économique ; le discours des bolcheviks progresse rapidement au sein des Soviets, notamment les comités d'usine et les comités de quartier dans la capitale — ainsi que chez les soldats — qui souhaitent cesser de se battre et revenir au pays pour partager les terres — et chez les ouvriers. Lénine, depuis sa retraite de Finlande, considère que, du fait du vide institutionnel en Russie, le pouvoir est à portée de main,.
Se conformant aux instructions envoyées par Lénine, les bolcheviks prennent le contrôle des instances de pouvoir dans la capitale et en province. Une motion bolchevik appelant à la constitution d'un gouvernement sans participation « bourgeoise » obtient la majorité au Soviet de Petrograd ; le comité exécutif à majorité menchevik/S-R est mis en minorité et Trotski, sorti de prison depuis peu, est élu président du Soviet. La majorité est également conquise à Moscou. D'abord prudent dans ses écrits, Lénine — à qui sa sœur Maria sert de messagère — passe à des propositions plus radicales et envoie au Comité central plusieurs directives qui prônent de prendre rapidement le pouvoir. Il souligne la menace que font peser les troupes allemandes sur la capitale et assure que la situation militaire risque de donner à Kerenski les moyens d'écraser les bolcheviks. En outre, l'impatience de Lénine est principalement motivée par l'approche du scrutin, plusieurs fois repoussé et désormais prévu en novembre, en vue d'élire une assemblée constituante. Une fois l'assemblée élue, un nouveau centre de pouvoir risque d'empêcher les bolcheviks de revendiquer pour eux seuls le statut de représentants du peuple. Alors que la majorité des bolcheviks sont d'accord pour participer à la Conférence démocratique destinée à former un pré-parlement avant l'élection de l'assemblée constituante, Lénine envoie un message exigeant que le lieu de la conférence soit assiégé et ses participants jetés en prison ; sa directive surprend le Comité central, qui s'abstient de la suivre. Au sein du CC, Kamenev est notamment en désaccord avec Lénine ; il considère que les conditions pour instaurer le socialisme en Russie ne sont pas remplies et prône une coalition de tous les partis socialistes. Cette option est un temps compromise par l'échec de la Conférence démocratique, mais Kamenev compte sur une prise du pouvoir par le biais d'un vote du Congrès des Soviets, qui se traduirait très probablement par un gouvernement de coalition socialiste, dont il pourrait apparaître comme une figure dominante. Afin de prendre de vitesse la formation de l'assemblée constituante, les bolcheviks font annoncer pour la fin octobre le second congrès des Soviets, dont ils manipulent la préparation afin d'y être majoritaires au sein des délégués. Lénine veut au contraire que les bolcheviks prennent le pouvoir avant le congrès des Soviets (qui amènerait à un partage du pouvoir avec les autres partis socialistes et risquerait de marginaliser Lénine au profit de Kamenev) ; il insiste dans ses lettres sur la nécessité d'un coup de force immédiat.
Le 15 septembre du calendrier julien (28 septembre du calendrier grégorien), le comité central engage la discussion sur deux lettres (intitulées Les bolcheviks doivent prendre le pouvoir et Le marxisme et l'insurrection) envoyées par Lénine depuis sa retraite de Finlande : toujours marqués par l'échec des journées de juillet, les dirigeants bolcheviks désapprouvent ces appels à la prise du pouvoir. Deux semaines plus tard, Lénine revient à la charge en publiant dans le journal du Parti un article intitulé La crise est mûre, où il affirme qu'attendre le congrès des Soviets serait « une idiotie et une trahison ». Exaspéré de ne pas voir ses instructions suivies — le Comité central refuse même une première fois de le laisser rentrer à Petrograd, Lénine finit par quitter incognito la Finlande pour revenir en Russie : rasé, grimé et coiffé d'une perruque, il arrive dans la capitale le 7 octobre (20 octobre du calendrier grégorien).
Trois jours après le retour de Lénine, les membres du Comité central se réunissent dans l'appartement du menchevik de gauche Nicolas Soukhanov (dont l'épouse est une militante bolchevik) : au bout de dix heures de discussions, et en partie grâce à l'appui de Sverdlov, qui assure qu'un complot militaire est en train d'être fomenté, Lénine parvient à retourner son auditoire et fait voter le principe d'une insurrection armée. Sur douze personnes présentes, seules deux (Kamenev et Zinoviev) votent contre ; la majorité se rallie à Lénine, notamment sur la foi des rumeurs qui prétendent que Kerenski est prêt à abandonner la capitale aux troupes allemandes.

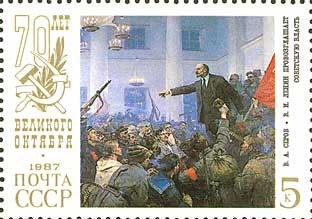
Timbre soviétique commémorant la révolution d'Octobre.

Les propositions de Lénine continuent cependant de susciter la réticence de certains ; lors d'une réunion tenue six jours plus tard en présence de représentants de l'organisation militaire des bolcheviks, du Soviet de Petrograd et des organisations de travailleurs, divers participants mettent en garde contre les risques d'une insurrection, dont le secret, médiocrement gardé, fuite rapidement dans la presse des mencheviks. Kamenev confirme lui-même la rumeur quand, à la grande fureur de Lénine, il publie dans le journal de Maxime Gorki un article condamnant le principe d'un soulèvement armé des bolcheviks,. Kerenski, de son côté, pense bénéficier du soutien de la troupe, des mencheviks et des socialistes révolutionnaires. Mais, le 21 octobre (3 novembre), la garnison se rallie au Comité militaire révolutionnaire que Trotski a créé au début du mois au sein du Soviet de Petrograd. Le coup d'État des bolcheviks est lancé trois jours plus tard, à la veille du congrès des Soviets. Les Gardes rouges, détachements armés des bolcheviks, s'assurent le contrôle des points stratégiques de la ville et, au matin du 25 octobre (7 novembre), quelques heures avant l'ouverture du congrès, Lénine fait publier un communiqué du Comité militaire révolutionnaire annonçant la destitution du gouvernement provisoire et convoquant dans la foulée le Soviet de Petrograd pour constituer « un pouvoir soviétique » : en agissant avant que ne s'ouvre le congrès, Lénine attribue le pouvoir à un comité militaire qui ne dépend en rien du pouvoir des Soviets, et exclut dans les faits tout partage du pouvoir avec les autres organisations socialistes. Dans l'après-midi, Lénine, toujours glabre et méconnaissable, fait sa première apparition publique depuis plusieurs mois lors de la session du Soviet de Petrograd, durant laquelle il proclame que « la révolution des ouvriers et des paysans » est désormais réalisée. Le palais d'Hiver, où se sont réfugiés les membres du gouvernement, tombe dans la nuit. Entre-temps, protestant contre le fait que les bolcheviks aient réalisé un coup de force avant toute décision du Soviet, les mencheviks et le Bund quittent le congrès. Martov et ses amis, qui cherchaient à constituer un gouvernement de coalition, sont réduits à l'impuissance et quittent eux aussi la salle, laissant le champ libre à Lénine et Trotski. Le congrès vote ensuite un texte rédigé par Lénine, qui attribue « tout le pouvoir aux Soviets », donnant à l'insurrection des bolcheviks les apparences de la légitimité,.
Peu après minuit, deux heures après l'arrestation des ministres du gouvernement provisoire, le Soviet ratifie deux décrets préparés par Lénine. Le Décret sur la paix invite « tous les peuples et leurs gouvernements » à négocier en vue d'une « juste paix démocratique », le but du texte — que les Alliés refuseront de prendre en compte — étant de susciter dans l'opinion internationale suffisamment de remous pour contraindre les gouvernements à rechercher la paix, tout en se plaçant délibérément dans la perspective d'une révolution européenne. Le second texte, le Décret sur la terre, légitime l'appropriation, effectuée depuis l'été par les paysans, des terres cultivables ayant appartenu aux grands propriétaires ou à la couronne, voire aux paysans aisés : ce deuxième décret, qui s'inspire nettement du programme des socialistes révolutionnaires, permet aux bolcheviks de s'assurer, au moins pour un temps, le soutien de la paysannerie. Après la ratification des décrets, un nouveau gouvernement, le Conseil des commissaires du peuple (ou Sovnarkom), est constitué, sous la présidence de Lénine.

### Victoire des bolcheviks et naissance du mouvement communiste international

#### Mise en place du régime soviétique

##### Affirmation du pouvoir bolchevik

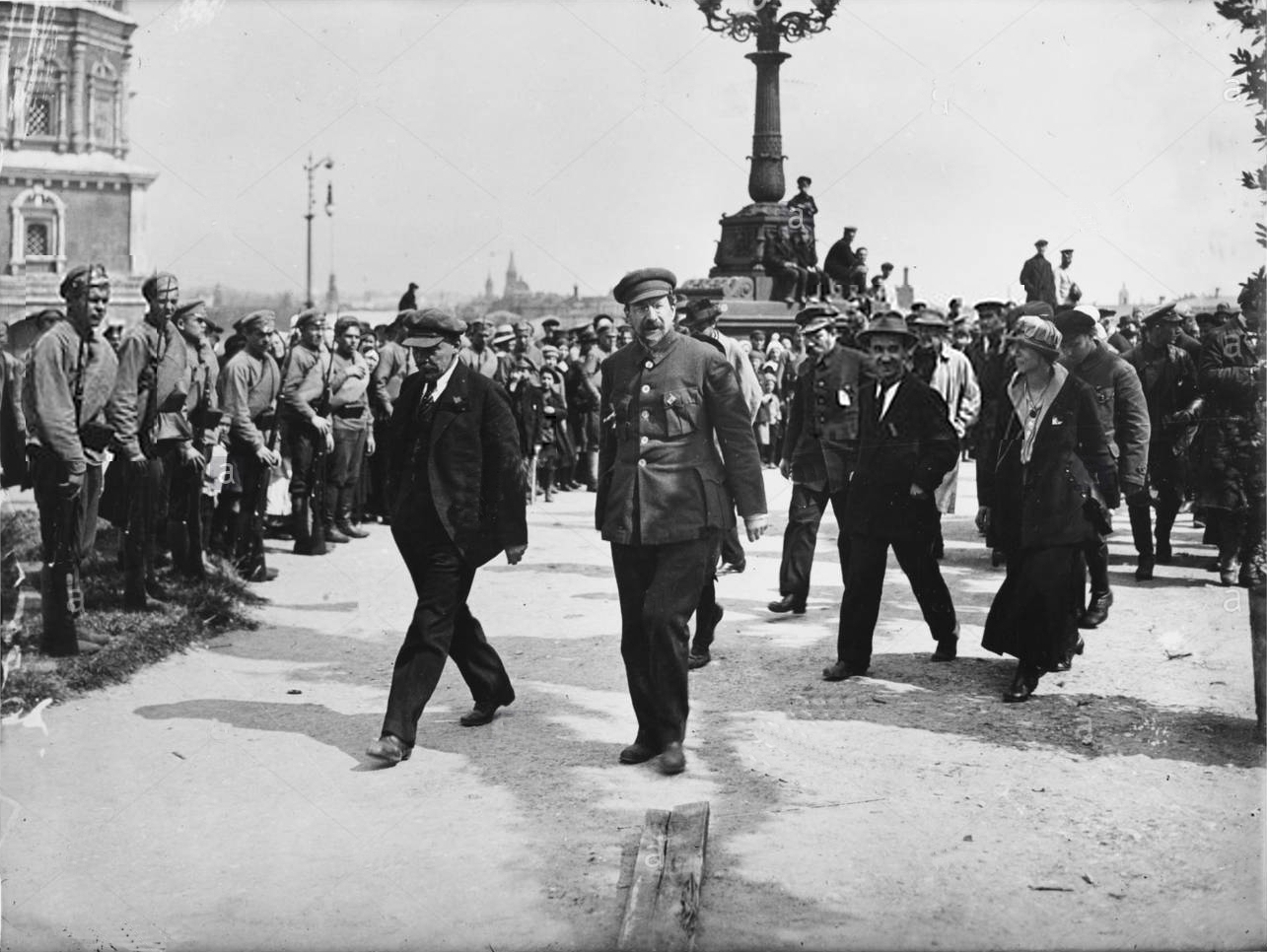
Lénine en 1920.

Le premier Conseil des commissaires du peuple ne compte que des bolcheviks, conformément à la volonté de Lénine de ne pas partager le pouvoir avec les autres formations révolutionnaires. Le nouveau comité exécutif du Soviet de Petrograd, dans lequel les mencheviks et les S-R refusent de siéger, est composé de bolcheviks et de socialistes révolutionnaires de gauche. Lénine aurait, selon les dires de Trotski, proposé dans un premier temps que la présidence du Sovnarkom soit confiée à ce dernier, eu égard à son rôle décisif dans la prise du pouvoir ; Trotski aurait cependant refusé, arguant de la légitimité révolutionnaire de Lénine.
Quelques jours après la prise du pouvoir, l'idée de former un nouveau gouvernement de coalition englobant des mencheviks et des S-R semble prévaloir, malgré l'hostilité de Lénine. Un groupe, composé de Zinoviev, Kamenev, Rykov et Noguine, négocie avec les autres socialistes en envisageant d'exclure Lénine et Trotski de la coalition ; Zinoviev, Kamenev et leurs alliés dénoncent notamment les tentatives de Lénine pour faire échouer les négociations, ainsi que son comportement à l'égard des autres socialistes. Dès le 27 octobre, en effet, Lénine fait fermer les journaux d'opposition, ; il légalise cette mesure en faisant adopter un décret qui donne aux bolcheviks le monopole de l'information (dont le contrôle de la radio et du télégraphe) et donne le droit aux autorités de fermer tout journal qui sème « le trouble » en publiant des nouvelles « volontairement erronées ». Kamenev — que Lénine fait condamner par le Comité central pour activités « anti-marxistes » — Zinoviev et plusieurs de leurs amis démissionnent du CC pour protester contre ce manquement aux promesses sur la liberté de la presse. Ils sont cependant rapidement réintégrés, et la question de la coalition oubliée, Lénine ayant réussi à imposer ses vues et à affirmer son autorité personnelle sur le Parti. D'emblée, Lénine envisage de soutenir la révolution par des mesures terroristes : dans l'article Comment organiser l'émulation ?, rédigé en décembre 1917, il appelle les masses à « poursuivre un but unique : épurer la terre russe de tous les insectes nuisibles, des puces (les filous), des punaises (les riches), etc. […] Ici, on mettra en prison une dizaine de riches, une douzaine de filous, une demi-douzaine d'ouvriers qui tirent au flanc […]. Là, on les enverra nettoyer les latrines. Ailleurs, on les munira, au sortir du cachot, d'une carte jaune afin que le peuple entier puisse surveiller ces gens nuisibles jusqu'à ce qu'ils soient corrigés. Ou encore on fusillera sur place un individu sur dix coupables de parasitisme »,.
Dans les jours qui suivent leur coup de force, le pouvoir des bolcheviks apparaît encore très instable. Des combats se poursuivent en effet à Moscou, où la prise du pouvoir est moins aisée qu'à Petrograd, et ils sont confrontés à une grève des fonctionnaires, qui refusent de se soumettre au nouveau gouvernement. Plusieurs semaines sont nécessaires pour briser la réticence de la bureaucratie, progressivement mise au pas via l'arrestation des meneurs de la grève et la nomination de commissaires politiques pour superviser les fonctionnaires ; les hauts fonctionnaires récalcitrants sont remplacés par des militants bolcheviks, ou par des fonctionnaires subalternes sympathisants de la révolution et promus pour l'occasion. Les combats à Moscou tournent à l'avantage des bolcheviks, et la tentative de Kerenski pour monter une contre-offensive échoue totalement. Les premières semaines de pouvoir des bolcheviks s'accompagnent également d'un dessaisissement du Soviet de Petrograd, auquel Lénine n'entend pas laisser de pouvoir réel. Le Sovnarkom prive rapidement les délégués soviétiques d'influence en s'arrogeant le droit de gouverner par décret en cas d'urgence et le Soviet se réunit de moins en moins fréquemment, alors que le gouvernement de Lénine se réunit plusieurs fois par jour.
Le lendemain de la révolution d'Octobre, Lénine annonce que le nouveau régime sera fondé sur le principe du « contrôle ouvrier » : les modalités de celui-ci sont fixées par décret fin novembre ; dans chaque ville est créé un Conseil du contrôle ouvrier, subordonné au Soviet local. Le Conseil national du contrôle ouvrier prévu par le décret est cependant, d'emblée, subordonné au Conseil suprême de l'économie nationale, qui dessaisit les ouvriers de tout pouvoir de contrôle réel. À la mi-décembre 1917, le Sovnarkom commence à nationaliser les entreprises industrielles. Un ensemble de décrets sont pris dans les mois qui suivent pour modifier la société russe : entre autres décisions, l'Église et l'État sont séparés, le divorce facilité et l'État-civil laïcisé. Au moment de la révolution d'Octobre, durant une absence de Lénine, la peine de mort a par ailleurs été abolie, au grand déplaisir du dirigeant bolchevik qui la juge indispensable dans le contexte de la Russie.
Le nouveau régime entreprend également de redéfinir les rapports entre les nationalités de l'ex-empire russe. Le Sovnarkom, où Staline occupe le poste de commissaire aux nationalités, tente de mettre en œuvre les conceptions de Lénine, qui vise une « unité socialiste des nations » : en novembre 1917, la Déclaration des droits des peuples de Russie affirme le principe de l'autodétermination des peuples et de l'« union volontaire et honnêtes des peuples de Russie », tous proclamés égaux. Le texte pose, sans y apporter de réponse, la question de l'organisation du nouvel État, dont on ne sait encore s'il doit être centralisé ou fédéral. En janvier 1918, la Déclaration des droits des masses laborieuses et exploitées, adoptée par le 3e congrès des Soviets, stipule que « toutes les nations » pourront décider si et sur quelles bases elles rejoindront les institutions fédérales soviétiques : le principe fédéral, que Lénine avait jusqu'alors repoussé, s'impose dans les faits pour éviter la désintégration de l'ex-empire, où se manifestent de nombreuses volontés d'indépendance. L'union des peuples au sein de l'État soviétique est décidée par le biais du congrès des Soviets de chaque nationalité ; Lénine conçoit la fédération comme une étape transitoire avant la révolution mondiale, le but devant être, à ses yeux, le dépassement des différences nationales en vue d'une union internationale des travailleurs au sein du mouvement révolutionnaire,,. Les espoirs de Lénine d'une union volontaire des peuples à la faveur de l'autodétermination ne se réalisent cependant pas : l'ancien empire se disloque rapidement, les indépendantismes tirant souvent profit des diverses interventions étrangères. Les différentes puissances européennes appuient en effet les indépendances locales, afin notamment de se protéger de la « contagion bolchévique » en constituant un « glacis » territorial aux frontières de la Russie. La Pologne se trouve en état d'indépendance de fait ; la Finlande emprunte également cette voie de même, grâce au soutien des Allemands, que les trois Pays baltes (Lettonie, Estonie, Lituanie) et l'Ukraine ; la Géorgie où les mencheviks locaux prennent le pouvoir proclame elle aussi son indépendance, tout comme les autres territoires du Caucase et des peuples comme les Kazakhs et les Kirghizes,,.

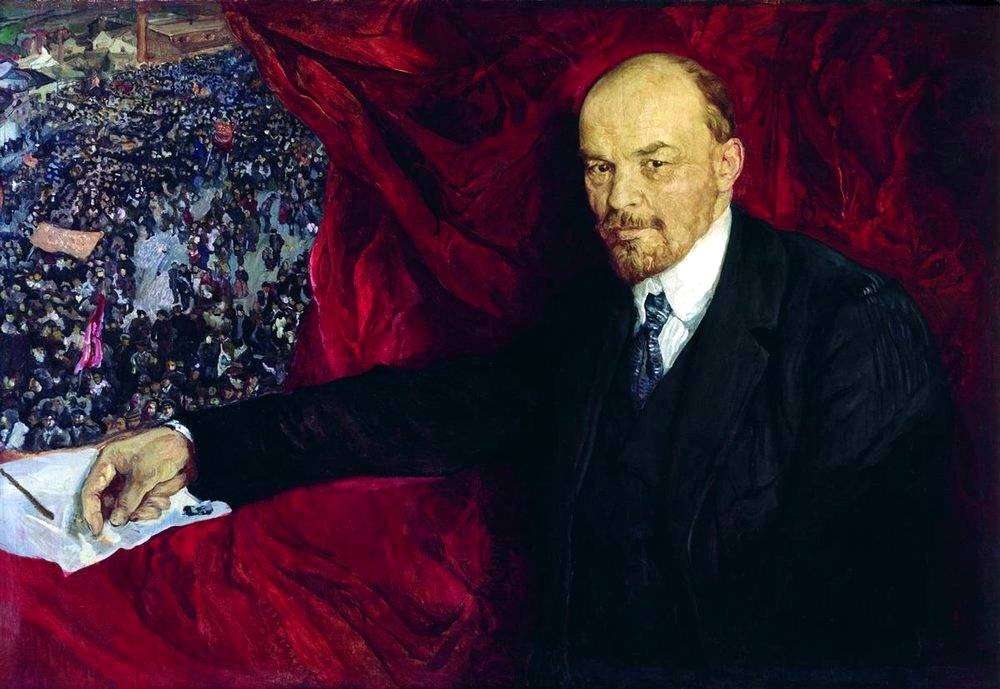
Portrait de Lénine, réalisé en 1919 par Isaak Brodsky.

En Russie même, les bolcheviks tirent profit d'un double processus, qui leur permet d'affermir progressivement leur maîtrise de l'État : tandis qu'ils centralisent les leviers du pouvoir exécutif, la délégation du pouvoir local aux Soviets, comités de soldats et organisations ouvrières contribue à démanteler les anciennes structures sociales. Durant six mois, les campagnes russes vivent une expérience unique de « pouvoir paysan » sur fond de redistribution des terres, la paysannerie étant confortée par le décret. Sur le front, l'action des comités de soldats, encouragés par les bolcheviks, vise à empêcher les officiers de l'ancienne armée tsariste d'agir contre le nouveau régime. Le 5 décembre, le Comité militaire révolutionnaire est dissous et remplacé par la Tchéka, nouvel organisme chargé de la sécurité, dirigé par Félix Dzerjinski.
Les bolcheviks avaient, durant les mois précédant la révolution d'Octobre, reproché au gouvernement provisoire de repousser l'élection d'une Assemblée constituante chargée de mettre en place les nouvelles institutions. Lénine, malgré son peu d'estime pour la démocratie électorale, honore la promesse de son parti et le scrutin est convoqué : l'élection de novembre se solde cependant par une nette victoire des socialistes révolutionnaires, qui restent le parti le plus populaire au sein de la paysannerie. Les bolcheviks et leurs alliés socialistes révolutionnaires de gauche envisagent dès lors de dissoudre l'assemblée,. Lénine rédige en décembre ses Thèses sur l'Assemblée constituante, dans lesquelles il affirme que, les intérêts de la révolution étant supérieurs à ceux de l'Assemblée, celle-ci doit se soumettre au gouvernement révolutionnaire ou bien disparaître. Le gouvernement commence par réduire une partie des opposants au silence : les principaux dirigeants du Parti constitutionnel démocratique sont arrêtés et décrétés « ennemis du peuple » : le parti est interdit, sort qui est par la suite celui de l'ensemble des autres formations politiques. L'Assemblée constituante se réunit finalement le 18 janvier (5 janvier du calendrier julien) 1918 ; quelques heures avant, les troupes des bolcheviks dispersent à coups de feu une manifestation qui protestait contre les menaces de coup de force, causant une dizaine de morts. L'Assemblée élit à sa présidence le S-R Viktor Tchernov, contre la S-R de gauche Maria Spiridonova que soutenaient les bolcheviks, et entreprend d'annuler les décrets d'octobre. Dès le lendemain, la constituante est déclarée dissoute et son bâtiment fermé par les Gardes rouges. Le Conseil des commissaires du peuples restreint ensuite les attributions du Congrès des Soviets et crée, comme organe permanent des Soviets, un Præsidium entièrement contrôlé par les bolcheviks : le « pouvoir par en bas » des Soviets cesse dès lors d'exister,. Les bolcheviks, qui assimilent la volonté de leur parti à la conscience populaire, sont désormais libres de décider seuls de la forme des institutions futures.

##### La paix de Brest-Litovsk
La principale urgence pour le nouveau régime demeure, fin 1917 - début 1918, la guerre qui continue contre les armées des empires centraux. Un armistice temporaire est conclu et des pourparlers entre le gouvernement bolchevik, l'Empire allemand, l'Autriche-Hongrie et l'Empire ottoman, s'engagent à Brest-Litovsk. La direction des bolcheviks est divisée sur la ligne à adopter lors des négociations pour aboutir à la paix : Lénine penche pour la signature immédiate d'une paix séparée pour « sauver la révolution », tandis que Boukharine refuse un tel traité et préconise une « guerre révolutionnaire », dont il pense qu'elle pourra susciter un soulèvement du prolétariat européen. Trotski, commissaire aux affaires étrangères, propose de proclamer que la Russie se retire du conflit, sans pour autant signer la paix. Lénine, opposé à cette solution, la préfère cependant à celle de Boukharine. Le 10 février, Trotski met fin aux pourparlers, en annonçant la fin de l'état de guerre. Conformément aux craintes de Lénine, les empires centraux relancent alors l'offensive : Lénine propose de demander une paix immédiate, mais son option est rejetée à une voix de majorité par le Comité central. Le prolétariat allemand, dont Trotski préconisait d'attendre la réaction, ne se soulève pas ; devant la rapidité de l'avance des troupes ennemies, Lénine réussit finalement à faire adopter sa ligne par le CC. Le traité de Brest-Litovsk est signé le 3 mars, contraignant la Russie à retirer ses troupes de l'Ukraine tenue par les indépendantistes et d'abandonner toute prétention sur la Finlande et les Pays baltes. Le 12 mars 1918, Lénine fait de Moscou sa capitale. Comme Boukharine, Lénine continue de viser la révolution à l'échelle mondiale ; il considère néanmoins cette paix comme indispensable pour éviter l'écrasement de la Russie soviétique, qui n'a pas encore les moyens de se défendre militairement. Le régime soviétique, sauvé du désastre, peut prendre plusieurs décisions : lors d'un congrès extraordinaire, les bolcheviks adoptent le nom de Parti communiste de Russie (bolchevik) ; Lénine craignant que les empires centraux ne reprennent tout de même leur avance, le siège du gouvernement est transféré de Petrograd à Moscou, où le Sovnarkom est installé au Kremlin. Lénine lui-même s'installe dans l'ancien bâtiment du Sénat, en compagnie de son épouse et de sa sœur Maria. La paix de Brest-Litovsk, si elle apporte au gouvernement révolutionnaire le répit qu'escomptait Lénine, vaut cependant à ce dernier d'être attaqué par la ligne des « communistes de gauche » réunis autour de la revue Kommunist, dirigée notamment par Boukharine. Les socialistes révolutionnaires de gauche, hostiles au traité, cessent également toute coopération avec les bolcheviks,,.
Dans le courant de l'année 1918, la proclamation, avec le soutien de la Russie soviétique, d'un gouvernement socialiste en Finlande, paraît confirmer les idées de Lénine : après l'autodétermination du pays, l'« autodétermination des travailleurs » montrera que les ouvriers sont capables de décider seuls de leur destin et de rejoindre le camp révolutionnaire. Mais les espoirs de Lénine sont rapidement déçus ; la défaite des Gardes rouges finlandais au cours de la guerre civile de 1918 met fin à l'expérience et la Finlande reste en dehors du champ d'influence de la Russie soviétique.

#### La Russie entre guerre civile et terreur

##### Début de la guerre civile

Lénine prononçant un discours en public.

Sauvé par le traité de Brest-Litovsk, le régime bolchevik demeure néanmoins confronté à une multitude de graves problèmes. La perte de l'Ukraine a privé la Russie d'un de ses principaux greniers à blé. Le pays souffre de la faim, problème qui va en s'aggravant avec la guerre civile et la désorganisation des infrastructures. L'arrêt des combats sur le front de l'Est ne signifie pas la fin des violences en Russie, où des Armées blanches, soutenues à partir de juin 1918 par une intervention internationale d'ampleur assez limitée, se soulèvent contre le régime bolchevik ; des S-R proclament en juin 1918 un gouvernement, le Comité des membres de l'Assemblée constituante, qui s'allie en Sibérie avec l'amiral Koltchak, l'un des chefs des « Blancs », avant d'être dissous par ce dernier en décembre. En juillet, les S-R de gauche entrent en rébellion contre leurs anciens alliés bolcheviks, mais leur tentative d'insurrection, maladroitement menée, est vite déjouée.

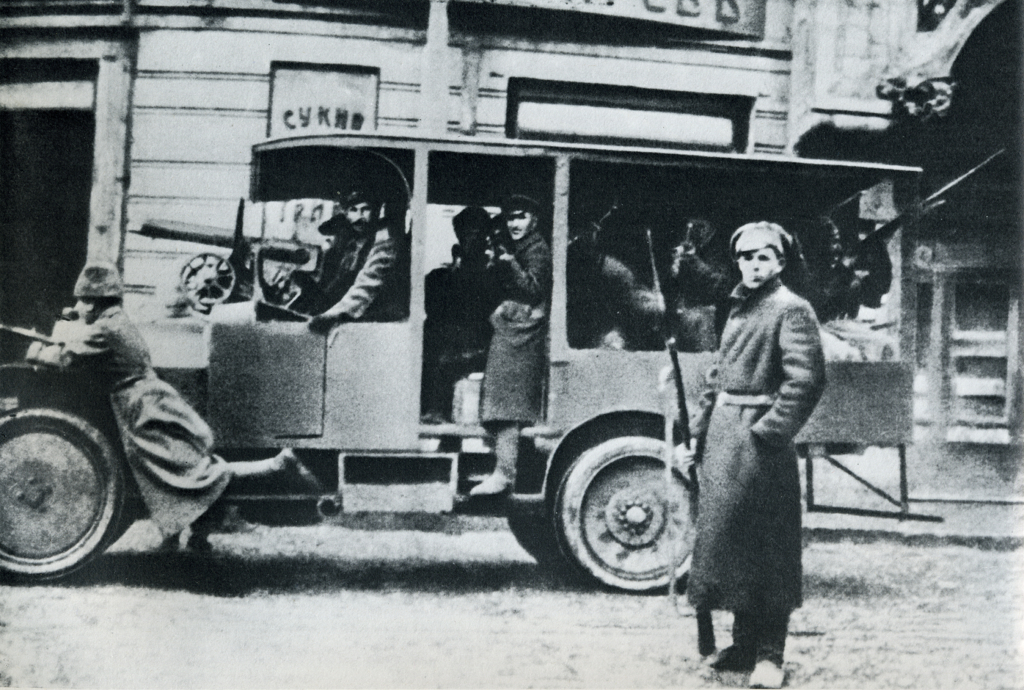
Des soldats d'un détachement de l'Armée rouge à Moscou, en 1918.

La Russie sombre dans une guerre civile d'une extrême violence, Rouges et Blancs se livrant à des campagnes de terreur contre le camp adverse. Durant le conflit, Lénine s'impose un rythme de travail éprouvant et mène une existence quasi « spartiate ». Face à la gravité de la situation et à la multiplication des soulèvements, le gouvernement bolchevik doit improviser une armée — l'Armée rouge, organisée notamment par Trotski, nommé commissaire du peuple à la Guerre — et un mode de fonctionnement économique qui sera ultérieurement nommé, le « communisme de guerre ». Toutes les entreprises ayant un capital de plus d'un demi-million de roubles sont nationalisées en juin 1918 (mesure étendue en novembre 1920 à toutes celles de plus de 10 ouvriers, cette dernière décision n'étant, dans les faits, qu'imparfaitement appliquée). Les villes étant frappées par la famine du fait du manque de blé, le Commissariat du peuple au ravitaillement reçoit des pouvoirs très étendus, le gouvernement voulant étendre la lutte des classes dans les campagnes pour assurer l'approvisionnement des villes. Lénine fait voter en juin 1918 la constitution de « Comités des paysans pauvres » (Kombedy), qui sont envoyés dans les campagnes et opérer les réquisitions des surplus agricoles : face aux problèmes de recrutement, ces Kombedy sont souvent formés non de paysans locaux, mais d'ouvriers au chômage et d'agitateur du Parti. Les bolcheviks décrètent la division de la paysannerie russe, selon un schéma marxiste simpliste, entre koulaks (paysans riches), paysans moyens et paysans pauvres ; les réquisitions, opérées de manière totalement inadaptée, touchent l'ensemble de la masse des populations paysannes, exacerbant les tensions et provoquant des soulèvements. Lénine envoie, en août 1918, une série de télégrammes ordonnant une répression impitoyable de l'opposition paysanne, qu'il attribue aux « koulaks ». Il envoie ainsi au Comité exécutif du Soviet de Penza un message intimant l'ordre de « 1) Pendre (et je dis pendre de façon que les gens les voient) pas moins de 100 koulaks, richards, buveurs de sang connus 2) publier leurs noms 3) s'emparer de tout leur grain 4) identifier les otages comme nous l'avons indiqué dans notre télégramme hier. Faites cela de façon qu'à des centaines de lieues à la ronde les gens voient, tremblent, sachent et se disent : ils tuent et continueront à tuer les koulaks assoiffés de sang. […] PS : Trouvez des gens plus durs ».
La spoliation dont ils font l'objet amène les paysans à réduire dramatiquement leur production, parfois à soutenir les ennemis des « rouges », armées blanches ou « vertes ». Parfois aussi, les détachements de réquisition prennent toute la nourriture, jusqu'aux graines nécessaires aux semailles des paysans qui résistent. En janvier 1919, les recherches désordonnées de surplus agricoles sont remplacées par un système centralisé de réquisition, qui continue de dresser la paysannerie contre le gouvernement. Le pouvoir réagit avec violence contre ses multiples opposants. Trotski donne aux troupes l'ordre de réprimer sans pitié les ennemis supposés : dans toute la Russie, on fusille les « Blancs » capturés, les paysans, ainsi que les soldats et officiers ayant manqué d'énergie à réprimer. En juillet 1918, Lénine décide de faire arrêter les dirigeants mencheviks. Durant l'été 1918, soit avant même le déclenchement officiel de la Terreur rouge, les dirigeants bolcheviks, au premier rang desquels Lénine et Dzerjinski, envoient un grand nombre de messages aux dirigeants locaux de la Tchéka, demandant des « mesures prophylactiques » pour éviter tout risque d'insurrection, notamment en prenant des otages parmi la bourgeoisie. Le 9 août, Lénine télégraphie à Penza l'ordre d'enfermer « les koulaks, les prêtres, les Gardes blancs et autres éléments douteux dans un camp de concentration ».
Durant la guerre contre les Blancs, malgré son manque d'expérience en matière militaire, Lénine acquiert rapidement des compétences dans ce domaine, et ne montre aucune hésitation à ordonner l'usage de la force. Contrairement à Trotski, qui se déplace quasiment en permanence sur le front, Lénine ne s'approche pas des combats et envoie ses directives depuis Moscou ; il n'en est pas moins l'un des dirigeants les plus influents sur la conduite des opérations. L'un de ses principaux bras droits est alors Iakov Sverdlov, qui joue un rôle clé dans l'organisation du Parti et de l'État, jusqu'à sa mort de la grippe espagnole en mars 1919. Lénine est privé d'un collaborateur précieux par le décès de Sverdlov : dans les années qui suivent, il tente de remplacer ce dernier par plusieurs apparatchiks successifs — parmi lesquels Preobrajenski et Molotov — avant que son choix ne se porte finalement sur Staline.

##### Dictature des bolcheviks et terreur rouge

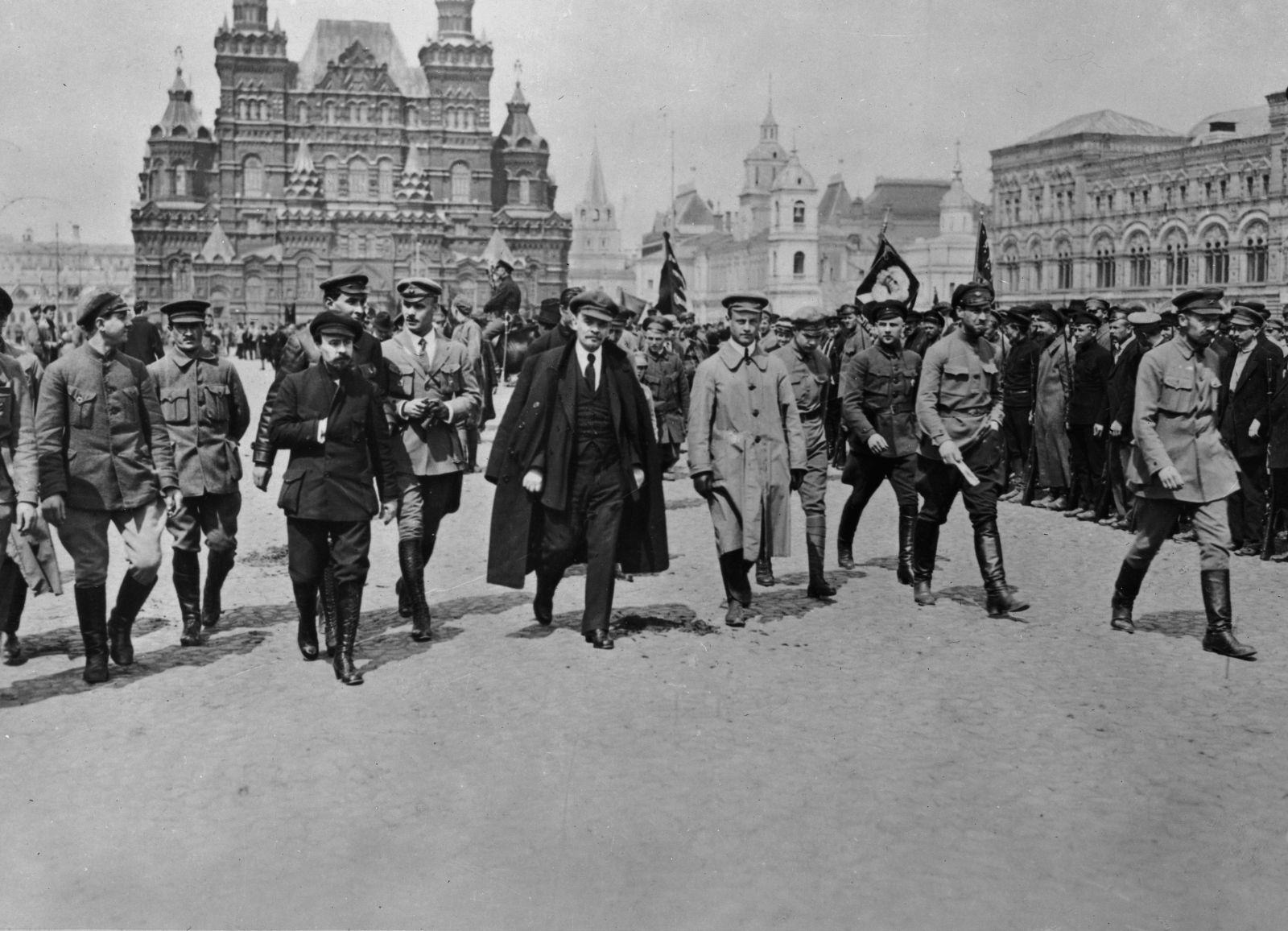
Les leaders bolchéviques et Lénine (au centre) sur la place Rouge de Moscou en 1919.

Le tsar déchu Nicolas II et sa famille sont, depuis la révolution, assignés à résidence à Iekaterinbourg. Lénine avait exprimé en 1911 sa volonté de « couper la tête à au moins Cent Romanov » en référence aux Cent-Noirs (ou centuries noires) et à la condamnation à mort par décapitation de Charles Ier.
D'après Arno. J. Mayer, les Bolcheviks « considéraient depuis longtemps, à l'instar de nombreux socialistes russes, que l'exécution de Louis XVI préfigurait le destin ultime de Nicolas II ».
L'auteur perçoit également à l'origine de cette expression l'antisémitisme violent et réactionnaire du régime de Nicolas II :

« Le rôle central du tsar dans la rétractation du règlement constitutionnel de 1905 et dans le développement d'un ultra-conservatisme teinté d'antisémitisme avait intensifié les tendances régicides de la gauche. En 1911, au point culminant de cette "réaction aristocratique", Lénine avait recommandé cette mesure, d'autant plus qu'il ne s'agissait que du plus récent accès de violence répressive des Romanov. »

Arno J. Mayer cite un extrait du texte de Lénine écrit en décembre 1911 :

« Si dans un pays aussi cultivé que l'Angleterre qui n'a jamais connu le joug mongol, ni l'oppression bureaucratique, ni la tyrannie d'une caste militaire il a été nécessaire de décapiter un brigand couronné pour apprendre aux rois (suivants) à se comporter en monarques constitutionnels, en Russie, il faudra décapiter au moins cent Romanov pour apprendre à leurs successeurs à ne pas faire perpétrer d'assassinats par les Centuries noires et à ne pas organiser de pogromes. »

Cet avis est finalement suivi d'effet dans la nuit du 16 au 17 juillet 1918, quand Nicolas II, son épouse et leurs enfants sont massacrés par un détachement de la Tchéka. D'autres membres de la famille royale, installés à Perm ou à Alapaïevsk, sont également massacrés. Trotski rapporte dans son Journal d'exil que Sverdlov lui aurait expliqué que Lénine ne souhaitait pas « laisser aux Blancs un symbole autour desquels se rallier »,. Lénine cache dans un premier temps le massacre des enfants du couple impérial, pour éviter que le meurtre d'adolescents ne soulève l'horreur du public : il faut attendre 1919 pour que le pouvoir reconnaisse n'avoir épargné aucun membre de la famille. De manière plus large, Lénine prend garde de ne pas mêler officiellement son nom aux mesures les plus répressives : ses directives, ordonnant de tuer ou de fusiller les opposants, demeurent secrètes, alimentant dans l'opinion le mythe du « bon Lénine ». En 2011, une commission d'enquête russe ne permet pas de trouver la preuve absolue du fait que Lénine ait ordonné directement de tuer la famille impériale.
Marc Ferro estime, sur la base d'archives, qu'il ne fut jamais question que de juger et faire condamner à mort le tsar pour ses crimes passés tandis que Lénine, seul ou presque au sein du parti Bolchevik, souhaitait l'exil de Nicolas II avec toute sa famille. Il signale aussi à partir de l'examen des Œuvres de Lénine que celui-ci n'évoque qu'une seule fois dans ses discours — le 8 novembre 1918 devant des comités de paysans pauvres — cette nuit du 16 au 17 juillet. Inquiet des risques de restauration du capitalisme ou du tsarisme, Lénine compare l'exécution de Nicolas II à celles de Louis XVI et Charles Ier, qui n'avaient pas empêché « après un certain temps la restauration de l'Ancien Régime ». Selon lui les révolutionnaires français et britanniques auraient dû détruire la classe des Koulaks.
Face à l'ensemble des oppositions, Lénine se montre partisan de mesures terroristes et de la répression la plus violente : dans de nombreuses directives, il ordonne des exécutions publiques ou des mesures de répression et d'épuration à grande échelle, ainsi que l'instrumentalisation des tensions ethniques pour déstabiliser les gouvernements séparatistes. Ces documents, par la suite censurés durant des décennies et absentes de l'édition de ses œuvres complètes publiée en URSS, ne deviennent publics qu'en 1999. En janvier 1919 est également décidée la politique de « décosaquisation », qui se traduit par l'élimination physique d'une partie importante de la population cosaque, soutien de l'ancien régime ; l'historienne Hélène Carrère d'Encausse qualifie la campagne menée contre les cosaques de « véritable génocide ». D'après les directives officielles soviétiques, ce sont seulement les cosaques riches qui sont visés[réf. nécessaire]. À ce titre, des unités cosaques représentant 20 % de la population ont servi dans l'Armée rouge.
Des mesures sont prises contre les massacres antisémites qui se multiplient. Toutes les armées belligérantes en sont responsables : 39,9 % des pogroms perpétrés pendant la guerre civile ont été commis par les nationalistes ukrainiens de Symon Petlioura, 31,7 % par les armées vertes et les bandes cosaques, 17,2 % par les troupes de Denikine, 2,6 % par l’armée polonaise, et 8,6 % par l'armée rouge. Toutefois, alors que les pogroms étaient tolérés et parfois encouragés par les officiers « blancs », l’encadrement de l’Armée rouge les punit. Le 27 juillet 1918, Lénine signe un décret « mettant hors la loi les pogromistes et tous ceux qui fomentent des pogroms » et « ordonnant à tous les soviets provinciaux de prendre les mesures les plus rigoureuses pour déraciner le mouvement antisémite et pogromiste ».

Premier emblème de la République socialiste fédérative soviétique de Russie.

Alors que la guerre civile se poursuit, le gouvernement de Lénine continue de mettre en place les outils d'une dictature politique. Lors du premier congrès des syndicats, en janvier 1918, un texte des mencheviks prévoyant le maintien du droit de grève est rejeté, au motif que la République des Soviets étant un « État ouvrier », il est absurde que les ouvriers puissent faire grève contre eux-mêmes. Les syndicats sont ensuite placés sous l'influence directe du Parti communiste. Après l'échec du soulèvement des S-R de gauche et l'arrestation des dirigeants KD, les autres partis politiques sont progressivement éliminés, les communistes s'assurant le monopole du pouvoir. Les effectifs de la Tchéka connaissent une croissance exponentielle : Lénine, avec les autres dirigeants bolcheviks, appelle au développement d'une « terreur » populaire. Le 5 juillet 1918, Lénine appelle également au rétablissement officiel de la peine de mort par les tribunaux populaires ouvriers et paysans pour des contre-révolutionnaires avérés, comme le général Piotr Krasnov actuellement en activité sur le Don après avoir été libéré sur parole à Petrograd en novembre 1917 :

« Le général Krasnov fut libéré à cause des préjugés des intellectuels contre la peine de mort. Je voudrais bien voir maintenant le tribunal populaire, le tribunal ouvrier-paysan, qui ne fusillerait pas Krasnov comme celui-ci fusille les ouvriers et les paysans […] Non le révolutionnaire qui ne veut pas être un hypocrite ne peut pas renoncer à la peine de mort. Il n'y a pas eu de révolution et d'époque de guerre civile sans fusillés […] À une époque de transition les lois ont une valeur provisoire. Et si une loi fait obstacle au développement de la Révolution, on l'abolit ou on la corrige. »

La peine de mort sera en fin de compte rétablie à l'occasion de l'attentat contre sa propre personne et Ouritsky le 30 août 1918 et du déclenchement consécutif le 5 septembre de la Terreur Rouge. Le 10 juillet 1918, la première constitution de la République socialiste fédérative soviétique de Russie (RSFSR) est adoptée : la formation de partis politiques autres que le Parti communiste n'est pas explicitement interdite, mais l'article 23 de la constitution précise que le nouveau régime « refuse aux personnes et aux groupes les droits dont ils peuvent se servir au détriment de la révolution socialiste ». Par ailleurs, une catégorie de plusieurs millions d'exclus est créée, les « oisifs », ecclésiastiques, anciens « bourgeois » et « nobles » étant décrétés inéligibles et privés du droit de vote.
L'exercice du pouvoir de Lénine entre donc en contradiction avec ses propres théories : bien que se présentant fidèle aux thèses de Marx et Engels sur le caractère transitoire de la dictature du prolétariat, il se trouve amené, confronté au chaos, à la guerre civile et aux problèmes de ravitaillement, à renforcer l'appareil d'État et à mettre sur pied une dictature, loin du dépérissement progressif des institutions étatiques annoncé dans L'État et la Révolution. Le pouvoir est progressivement monopolisé par le Parti communiste, tandis que la police politique — la Tchéka, remplacée en février 1922 par le Guépéou — devient un organe de contrôle absolu. Bien que les Soviets exercent en principe le pouvoir, l'État est, dans les faits, dirigé par le Parti communiste.
L'attentat dont est victime Lénine lui-même contribue à accentuer le caractère autoritaire du régime bolchevik, en faisant passer les mesures de terreur à un degré très supérieur ; le 30 août 1918, Fanny Kaplan, membre du Parti socialiste-révolutionnaire, tente en effet d'assassiner Lénine : elle l'approche alors que celui-ci regagne sa voiture à l’issue d’un meeting à l'usine Michelson de Moscou, et lui tire dessus à trois reprises. Deux balles atteignent Lénine : l'une à la poitrine, l'autre à l'épaule ; il est emmené à son appartement privé au Kremlin et refuse de s’aventurer à l'hôpital, craignant que d'autres assassins ne l'y attendent. Les médecins appelés à son chevet renoncent à retirer la balle pénétrée par son épaule et logée dans son cou, qui se trouve dans un endroit trop proche de la colonne vertébrale pour que l'on puisse tenter une opération chirurgicale avec les techniques disponibles en Russie à l'époque. Le 25 septembre, Lénine, jugé transportable, est conduit à Vichnie Gorki pour y poursuivre sa convalescence,.
Fanny Kaplan est interrogée par la Tchéka puis exécutée sans jugement cinq jours après sa tentative d'assassinat. En réaction, le Conseil des commissaires du peuple émet le décret instituant la Terreur rouge. La Tchéka est désormais dégagée de toute considération légale : après la répression des S-R de gauche et l'exécution de la famille impériale, qui avait marqué les premières étapes de la répression politique, une campagne de terreur sans précédent s'abat sur l'ensemble du pays, entraînant rapidement des dizaines, voire des centaines de milliers de morts parmi les ennemis, réels ou supposés, du régime. Agissant de manière totalement arbitraire, la Tchéka multiplie arrestations et tortures. Le système concentrationnaire — le premier camp étant apparu quelques mois après la révolution — se développe rapidement, et les centres de détention se multiplient,.

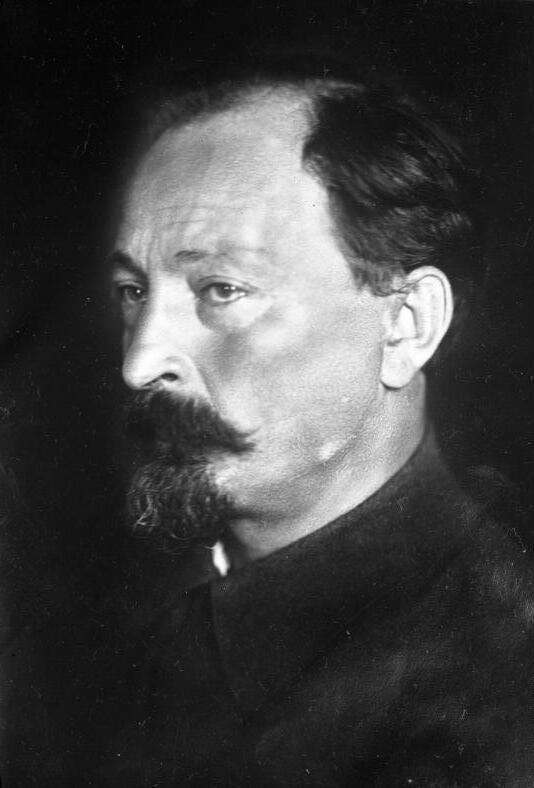
Félix Dzerjinski, chef de la Tchéka, chargé de l'application de la politique de Terreur rouge.

Durant les deux mois qui marquent l'apogée de la Terreur rouge (septembre et octobre 1918), la Tchéka fait entre 10 000 et 15 000 victimes. Lénine, pour sa part, soutient pleinement la Tchéka, qualifiant les critiques dont elle fait l'objet au sein même du Parti de « racontars petits-bourgeois » ; il ne change à aucun moment de position, même dans les occasions où il cautionne des sanctions contre certains tchékistes. La continuité entre le système de camps de travail à l'époque de Lénine et le Goulag proprement dit, qui naît à l'époque stalinienne, est sujette à débats ; Moshe Lewin juge que le Goulag présente un « lien organique avec le système stalinien » tandis qu'Anne Applebaum présente le Goulag comme le prolongement naturel des camps de la Tchéka, dont les méthodes ont elles-mêmes été suscitées et alimentées par le climat d'extrême violence que connaissait alors la Russie. Pour Dominique Colas les camps à l'époque de Lénine sont la première forme du Goulag et il note que l'article du Code pénal soviétique qui va être invoqué le plus souvent pour enfermer dans les camps a été dans sa première forme rédigée par Lénine D'autres, tels que Jean-Jacques Marie et Jean Ellenstein, soulignent l'antériorité de la Terreur Blanche sur la Terreur Rouge : en témoigne, pour le premier, la déclaration du général Kornilov en décembre 1917 appelant s'il le faut pour gagner la guerre civile, à détruire la moitié de la Russie et à verser le sang des trois quarts de la population ; pour le second, il indique : « la Terreur Blanche, commencée dès le mois de novembre 1917 avec les massacres du Kremlin, s'était renforcée au cours de l'année 1918 ; exécutions sommaires, assassinats, dévastations étaient devenus une habitude quotidienne. […] Face à elle, les Bolcheviks étaient plutôt restés passifs jusqu'en août 1918. »
La tentative d'assassinat contre Lénine a par ailleurs comme conséquence de le rendre plus familier du peuple russe : jusque-là relativement peu connue du grand public par-delà les portraits officiels, la figure de Lénine fait l'objet d'un début de culte de la personnalité, le Parti s'employant à susciter une émotion populaire autour de l'attentat. Sa survie est présentée comme un miracle, la presse des bolcheviks faisant de Lénine une figure christique aux pouvoirs quasi surnaturels. Des ouvrages hagiographiques sur Lénine, parfois comparables aux vies de saint, sont publiés. Lénine lui-même n'apprécie guère les flatteries courtisanes, mais il ne s'oppose pas non plus au développement de ce culte. Il se prête au contraire au jeu et pose pour des sculptures et des portraits officiels, considérant que la diffusion de son image est « utile et même nécessaire » car les paysans russes, souvent illettrés, doivent « voir pour croire » et ont besoin de portraits pour se convaincre que « Lénine existe ». A contrario, Lénine est diabolisé par la propagande des Armées blanches, qui le présente comme le principal responsable, avec Trotski, d'une conspiration juive contre la Russie et l'ensemble de la civilisation,,.
Lénine reprend le travail à la mi-octobre 1918, malgré une santé encore précaire. Il s'accorde des parties de chasse dans les environs de Moscou, en compagnie d'autres dirigeants bolcheviks, mais ses sorties accroissent son état de fatigue ; il ressent de fréquentes douleurs, qui semblent avoir découlé de légers problèmes cardiaques. Lénine devient, dès lors, d'autant plus impatient de voir la révolution mondiale se réaliser avant sa mort. Ses relations avec Nadejda Kroupskaïa, elle-même fatiguée par ses problèmes de santé, semblent s'être dégradées durant sa convalescence, d'autant plus qu'Inessa Armand a été l'une des premières personnes à rendre visite à Lénine après l'attentat. Malgré ses soucis de santé, qui lui imposent un séjour en sanatorium, et le poids de ses responsabilités politiques, Lénine prend le temps de polémiquer avec ses adversaires politiques. Son vieil adversaire Karl Kautsky a en effet publié en 1918 un ouvrage critiquant la mise en place d'une dictature politique en Russie et soulignant que la dictature du prolétariat dont se réclame Lénine est bien loin de celle envisagée par Marx, qui n'a d'ailleurs employé que rarement le terme. Lénine réagit en rédigeant à la fin 1918 une brochure intitulée La Révolution prolétarienne et le renégat Kautsky, dans laquelle il invective Kautsky, et réaffirme que le socialisme ne saurait être mis en place que par le biais de mesures dictatoriales,. Dans le courant de l'année 1919, Lénine continue de souffrir de fréquentes migraines, d'insomnies et de douleurs cardiaques ; il parvient à se détendre durant l'été en passant du temps avec son frère Dmitri, qu'il retrouve après dix ans de séparation, mais son état physique et psychologique demeure médiocre.
Le régime bolchevik poursuit sa réorganisation et, en janvier 1919, le Comité central crée deux organes de direction du Parti communiste, le Politburo - dont fait partie Lénine - et l'Orgburo : bien qu'émanant du Parti, ils constituent désormais les principaux centres de direction de l'État soviétique, leurs décisions primant sur celles du Conseil des commissaires du peuple ; le Politburo constitue désormais le véritable gouvernement de la RSFSR. Malgré la consolidation de l'autorité des bolcheviks et les mesures de terreur, des mécontentements parviennent encore à s'exprimer en Russie, notamment dans les milieux ouvriers où éclatent plusieurs grèves : en mars 1919, Lénine lui-même, venu haranguer des ouvriers grévistes aux usines Poutilov, est hué aux cris de « à bas les youpins et les commissaires ! ». Quelques jours plus tard, la Tchéka prend d'assaut les usines et arrête 900 ouvriers. Le 1er avril, une autre grève ouvrière éclate à Toula, fief menchevik où se trouvent les dernières usines d'armements à la disposition du gouvernement soviétique : Lénine charge Dzerjinski de réprimer d'urgence le mouvement.
En 1919, l'Armée rouge reprend l'avantage sur les Armées blanches de Koltchak Dénikine et Ioudenitch ; les Blancs, en annulant tous les décrets d'octobre, se sont coupés de la paysannerie et n'ont présenté aucun projet politique alternatif, tandis que les Rouges ont bénéficié à la fois de chefs militaires énergiques et d'un remarquable appareil de propagande. En 1920, le dernier général blanc d'importance est Wrangel, qui continue la lutte en Crimée. Après avoir achevé de défaire les Armées blanches, le régime soviétique se défait de l'armée anarchiste ukrainienne de Nestor Makhno, qui avaient d'abord été son alliée contre les Blancs.

#### Création de l'Internationale communiste et échec de la révolution européenne

##### Scission du socialisme international
Ayant remporté la victoire sur le gros des Armées blanches, les bolcheviks considèrent que la révolution, réalisée dans un pays aussi « attardé » que la Russie, ne peut espérer déboucher sur le socialisme que si elle s'étend aux grands pays capitalistes développés ; Lénine revient ainsi à son idée de création d'une nouvelle Internationale, pour remplacer la Deuxième Internationale discréditée par le soutien des partis socialistes à la Première Guerre mondiale. Lors de la capitulation de l'Empire allemand à la fin de la Première Guerre mondiale, Lénine abroge le traité de Brest-Litovsk, se libérant des conséquences de la « paix obscène » conclue avec les empires centraux ; la révolution socialiste européenne figure à nouveau parmi ses objectifs immédiats. En Allemagne, une prise du pouvoir par les révolutionnaires procurerait à la Russie un allié de premier ordre : les dirigeants spartakistes, Rosa Luxemburg et Karl Liebknecht, n'ont guère de proximité politique avec Lénine, mais apparaissent comme les seuls alliés possibles. Les spartakistes se constituent en Parti communiste d'Allemagne et tentent une insurrection à Berlin, mais leur coup de force échoue et Rosa Luxemburg comme Karl Liebknecht sont tués. L'échec des communistes allemands apparaît comme un désastre du point de vue de la révolution européenne ; dans la perspective de la fondation d'une Internationale, Lénine voit en revanche sa tâche facilitée, car Rosa Luxemburg s'opposait à ce projet et aurait pu lui porter la contradiction. Le 2 mars 1919, le premier congrès de l'Internationale communiste (dite également Troisième Internationale, ou Komintern) se tient à Moscou, en présence d'un nombre réduit de délégués, dont seuls quatre sont venus de l'étranger : l'organisation, dont Zinoviev prend la tête, se place d'emblée dans la perspective d'une révolution européenne et vise à la création de partis communistes sur tout le continent,.

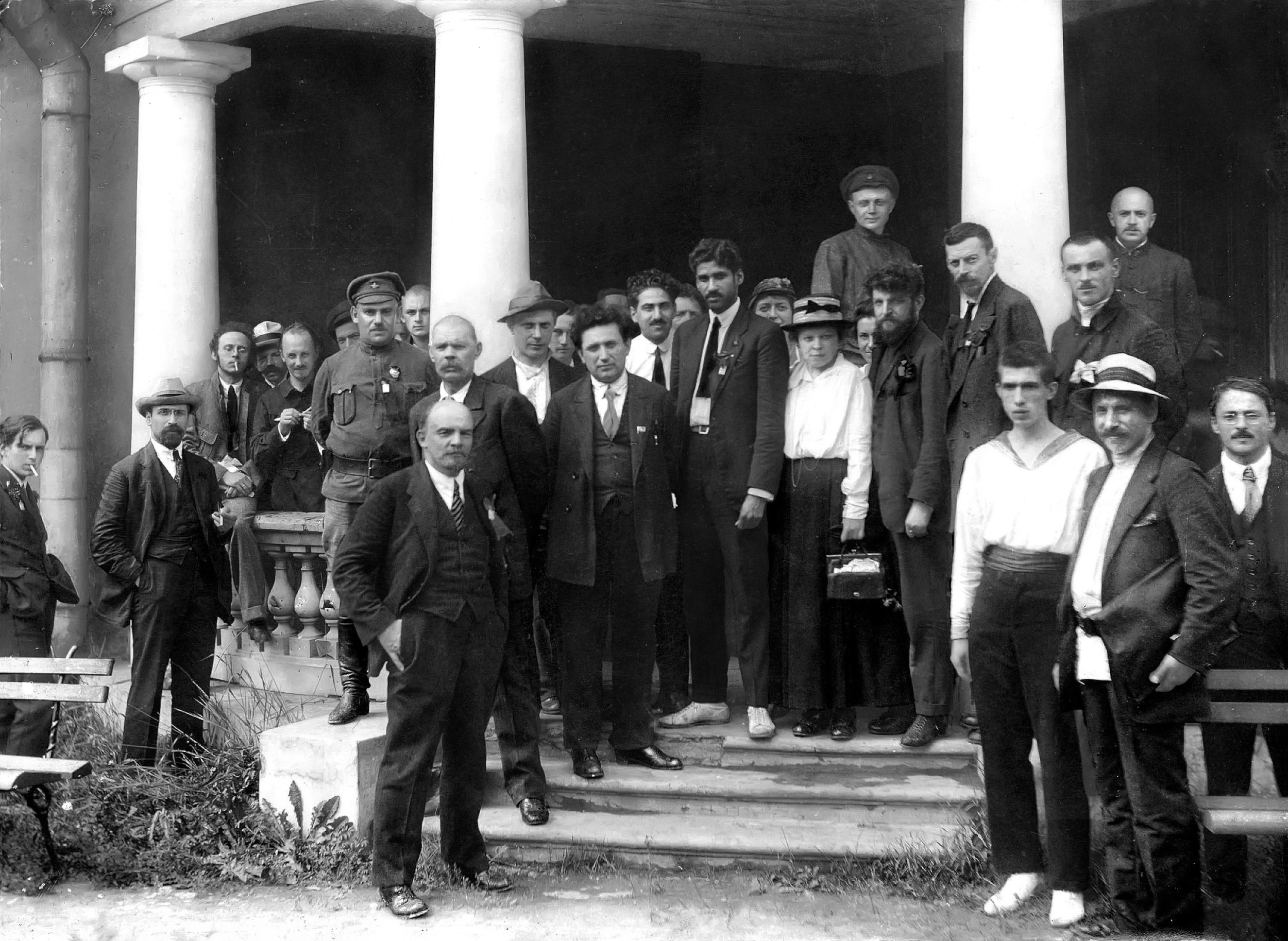
Lénine en compagnie d'autres participants du second congrès de l'Internationale communiste, en 1920.

Quelques semaines après la fin du premier congrès de l'Internationale communiste, et pendant le VIIIe congrès du Parti communiste, Lénine apprend que la révolution vient d'éclater à Budapest : Béla Kun, chef des communistes hongrois, fonde la république des conseils de Hongrie. L'échec rapide de cette révolution et l'écrasement de la république des conseils de Bavière, qui font suite à la défaite des révolutionnaires finlandais l'année précédente, convainquent Lénine de la nécessité de mieux coordonner l'action des partis communistes, en organisant des ramifications de l'Internationale à l'étranger.
En 1918, l'armée allemande à l'Est commence à battre en retraite vers l'Ouest. Les zones abandonnées par les puissances centrales deviennent le théâtre de conflits entre les gouvernements locaux mis en place par les Allemands, d'autres gouvernements qui ont éclos indépendamment après le retrait allemand, et les bolcheviks, qui espèrent incorporer ces zones dans la Russie soviétique. En novembre 1918, Lénine ordonne à l'Armée rouge d'avancer vers l'Ouest, en occupant les territoires que quittent les Allemands. Le but poursuivi est d'atteindre l'Europe centrale, d'installer des gouvernements soviétiques dans les pays nouvellement indépendants de la région et de soutenir les révolutions communistes en Allemagne et Autriche-Hongrie. La situation internationale change radicalement quand la Pologne, reconstituée et indépendante depuis peu, s'oppose à la Russie soviétique et avance vers l'est en vue de reprendre ses territoires orientaux, annexés par la Russie à l’occasion de la partition de la Pologne à la fin du XVIIIe siècle. Józef Piłsudski, chef de l'armée polonaise, juge que la sécurité de la Pologne face à la Russie pourra être assurée en constituant un bloc avec le territoire ukrainien ; la Pologne reçoit en outre le soutien des pays occidentaux, qui sont désormais convaincus que les Armées blanches ne l'emporteront pas en Russie et désirent contenir les communistes. La guerre soviéto-polonaise débute mal pour les Polonais qui, sous-estimant l'Armée rouge, sont repoussés ; les forces soviétiques avancent dès lors vers Varsovie. À la fin de 1919, les victoires militaires des bolcheviks et la multiplication des tentatives révolutionnaires à l'étranger donnent à Lénine le sentiment que le moment est venu de « sonder l’Europe avec les baïonnettes de l’Armée rouge » pour étendre la révolution vers l’ouest, par la force. À ses yeux, la Pologne apparaît comme le pont que l’Armée rouge doit traverser afin d’établir le lien entre la Révolution russe et les partisans communistes d’Europe occidentale. C'est à cette même époque, en mai 1920, que Lénine rédige son dernier ouvrage important, La Maladie infantile du communisme (le « gauchisme »), dans lequel il répond aux critiques de la « gauche communiste » sur ses méthodes de gouvernement : d'une part, il affirme, fort du succès des bolcheviks en Russie, que la révolution ne peut espérer l'emporter que commandée par un parti ; d'autre part, il tempère le radicalisme révolutionnaire des « gauchistes » en prônant une action adaptée aux situations des différents pays, et qui utiliserait de manière raisonnable les syndicats et les parlements.
Le second congrès de l'Internationale communiste, cette fois organisé en présence de 200 délégués venus de 35 pays, se tient du 19 juillet au 9 août 1920, dans une atmosphère d'apothéose, alors que l'Armée rouge apparaît en position de l'emporter en Pologne et d'étendre la révolution à l'étranger. Lénine et Trotski, en position de force, imposent 21 conditions d'admission à l'Internationale communiste, destinées à renforcer l'unité de doctrine des partis communistes et qui font de la Russie soviétique l'autorité unique de l'organisation, : les partis communistes sont tous tenus d'adopter comme mode de fonctionnement interne le centralisme démocratique, défini comme une « discipline de fer confinant à la discipline militaire » et une organisation très hiérarchisée où la direction du parti jouit de larges pouvoirs ; toutes les décisions des Congrès et du Comité exécutif de l'Internationale communiste sont « obligatoires » pour eux.

##### Défaite en Pologne et reflux de la vague révolutionnaire
Les espoirs de Lénine sont cependant déçus dès août 1920, quand l'armée polonaise renverse la situation militaire et repousse les troupes soviétiques. La défaite de la Russie dans le conflit avec la Pologne porte un coup d'arrêt à la tentative d'exporter la révolution. Lénine doit constater la solitude internationale de la Russie soviétique, et le manque de réaction du prolétariat européen, et notamment polonais, dont il espérait un soulèvement. Lors du second congrès de la Troisième Internationale, l'Indien M.N. Roy plaide pour que soit reconnue l'importance des mouvements orientaux ; Lénine considère que la révolution doit compter sur les mouvements indépendantistes au sein des pays colonisés, mais constate que ses vues ne sont pas encore partagées par la plupart des communistes européens. Confronté à l'échec des révolutions européennes, il revient cependant à son idée de se tourner vers les « arrières » du monde occidental, en explorant le rôle des mouvements orientaux. Lénine demeure, en Russie, l'ennemi de l'« asiatisme » (synonyme d'arriération), le paysan russe devant à ses yeux être « européanisé » - c'est-à-dire modernisé - pour sortir de sa semi-barbarie. Il considère cependant que le continent asiatique peut tenir un rôle capital dans la mondialisation de la révolution, car il accueille la majorité de la population du globe, qui lutte pour son affranchissement. Les « pays arriérés » d'Asie pourraient en outre, à ses yeux, suivre un schéma historique différent de celui de la Russie et sauter l'étape du capitalisme pour passer directement à un régime soviétique. En septembre 1920, le « Premier congrès des peuples d'Orient » se tient à Bakou, animé par Grigori Zinoviev, Karl Radek et Béla Kun ; le congrès souligne cependant une absence d'unités de vue entre les communistes occidentaux et orientaux, ces derniers ne parvenant pas encore à faire reconnaître le caractère spécifique de leurs luttes,.
En mars 1921, une tentative révolutionnaire en Allemagne échoue totalement ; Lénine est furieux d'apprendre, après coup, la manière désastreuse dont le coup de force communiste a été préparé. La priorité lui apparaît désormais de mettre les efforts du mouvement communiste au service de l'État soviétique dont il convient, en tant que base de la future révolution mondiale, de mettre au point l'organisation politique et territoriale,. Malgré l'échec de la vague révolutionnaire en Europe, la tendance léniniste continue de constituer un important défi, non seulement aux démocraties parlementaires et aux régimes autoritaires occidentaux, mais également à la Deuxième Internationale et à la famille socialiste et social-démocrate dans son ensemble : durant les années 1920, les partis socialistes connaissent des scissions dans le monde entier, les militants favorables au régime bolchevik se constituant en partis communistes affiliés à la Troisième Internationale. Au sein du mouvement communiste, les conceptions de Lénine en matière d'organisation s'imposent face au « gauchistes » : la Gauche communiste - et notamment la tendance luxemburgiste et conseilliste qui s'oppose à la domination du parti et prône le gouvernement des conseils ouvriers - est marginalisée dès 1921. La théorie marxiste tend désormais à être assimilée avec l'interprétation qu'en donne Lénine, ce qui inclut les justifications théoriques qu'il apporte aux fluctuations de sa pratique politique.
Sur le plan privé, Lénine est par ailleurs très éprouvé, en septembre 1920, quand Inessa Armand, pour qui il avait conservé une grande affection, meurt du choléra. Il reste par la suite proche de la famille de son amie et s'assure que les enfants de celle-ci ne manquent de rien.

#### Révoltes en Russie et Nouvelle politique économique

##### Nouveaux soulèvements contre les bolcheviks

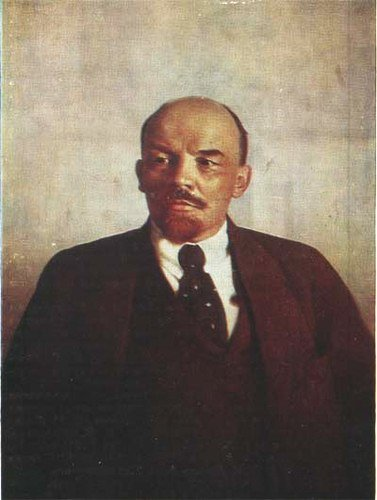
Portrait de V.I. Lénine, par Ivan Parkhomenko (1921).

Malgré la victoire militaire des bolcheviks en Russie et la consolidation du régime, l'état du pays demeure désastreux. La politique du communisme de guerre, si elle a contribué à sauver le pouvoir soviétique, a également abouti à ruiner l'économie du pays, qui subit une terrible régression : la production industrielle s'effondre et la politique des réquisitions impose à la paysannerie une ponction insupportable. Des nombreuses révoltes paysannes éclatent contre le pouvoir soviétique. L'insurrection la plus importante est celle qui se déclenche en 1920 dans la région de Tambov : ce soulèvement contribue à convaincre Lénine que le système des réquisitions agricoles doit être aboli.
Le Parti communiste doit également régler à la fois les problèmes de la qualité de son recrutement et de l'organisation du pays. En mars 1919, lors du VIIIe congrès du Parti, il est décidé de procéder à une purge des éléments douteux et de viser à l'avenir le recrutement d'authentiques prolétaires : environ 150 000 militants sont exclus dans les mois qui suivent. Lénine inaugure ainsi une tradition de « purges » des éléments du Parti, qui sera plus tard reprise, à une bien plus grande échelle, par Staline. Celles-ci se passent cependant sans violence, contrairement aux futures pratiques de l'époque stalinienne.
Les débats internes sur l'organisation économique de la Russie sont également vifs : le courant de l'Opposition ouvrière, mené notamment par Alexandre Chliapnikov et Alexandra Kollontaï, réclame que la gestion de l'industrie soit confiée aux syndicats, une position que Lénine dénonce comme relevant de l'« anarcho-syndicalisme » ; Trotski, au contraire, souhaite la fusion des syndicats avec l'appareil d'État et une gestion militarisée de l'économie reposant plus sur les militants de base plus que sur la bureaucratie du Parti. Les débats se poursuivent des mois durant ; Lénine élabore un texte de compromis, qui renvoie dos-à-dos l'Opposition ouvrière et Trotski, ce dernier étant critiqué implicitement pour avoir permis « la dégénérescence de la centralisation et du travail militarisé en bureaucratie ».
Alors que le Parti communiste débat et que son dixième congrès doit s'ouvrir le 8 mars 1921, le régime soviétique est confronté à un nouveau péril avec la révolte de Kronstadt, soulèvement armé des marins de la forteresse qui réclament un véritable pouvoir des soviets, des élections libres, ainsi que la liberté de la presse. Au sein du Comité central, Lénine se fait l'avocat d'une répression sans pitié du soulèvement, que Trotski et Toukhatchevski se chargent d'écraser,.

##### Famine et terreur, puis redressement économique de la Russie
Au cours du dixième congrès du Parti communiste, qui se déroule en même temps que la répression de Kronstadt, Lénine fait adopter le principe du passage à une Nouvelle politique économique (NEP). Cette réforme, que Lénine parvient à imposer grâce à la situation d'urgence que vit la Russie, prend le contre-pied du communisme de guerre : elle se traduit par la libéralisation du commerce extérieur et l'autorisation de créer de petites entreprises privées. Lénine restaure ainsi une forme de « capitalisme d'État », en l'occurrence une dose limitée d'économie de marché, régulée par l'État et progressivement socialisée via des coopératives. Il entend ainsi assurer une transition de la Russie vers le socialisme, l'économie du pays étant à ses yeux insuffisamment développée pour passer directement à ce stade. Lénine lui-même n'est pas sans exprimer des doutes quant aux conséquences de la NEP, dont il craint qu'elle n'aboutisse au développement d'une nouvelle classe de capitalistes ; il n'en demeure pas moins convaincu que la réintroduction d'une dose de capitalisme est, pour la Russie, une étape indispensable avant d'atteindre le socialisme. Au sein du mouvement communiste, la NEP ne va pas sans susciter des oppositions - plusieurs milliers de militants quittent le Parti - ce qui pousse Lénine à faire adopter une résolution interdisant toutes les fractions au sein du Parti communiste russe. Une seconde résolution condamne les opinions de l'Opposition ouvrière concernant les syndicats et le contrôle ouvrier, que Lénine - qui avait pourtant adopté des positions similaires en 1917 - qualifie de déviation par rapport au marxisme ; la résolution adoptée par le Parti stipule que « le marxisme enseigne que seul le parti politique de la classe ouvrière, c'est-à-dire le Parti communiste, est en mesure de grouper, d'éduquer et d'organiser l'avant-garde du prolétariat et de toutes les masses laborieuses (…) et de diriger toutes les activités unifiées du prolétariat ». Les idées de Lénine sur le rôle dirigeant du Parti se trouvent ainsi institutionnalisées et élevées au rang de composante de la pensée marxiste, tandis que l'opposition au sein du Parti perd la possibilité de s'exprimer. Le dixième congrès est par ailleurs suivi de l'élimination définitive des mencheviks, dont les propositions présentaient de grandes ressemblances avec la NEP désormais adoptée par Lénine,,,. L'historien Nicholas Riasanovsky juge qu'en faisant adopter la NEP, Lénine a fait preuve de qualités d'« homme d'État réaliste », en dépit de la considérable opposition doctrinale qu'il a dû affronter au sein du Parti. La mise en place de la NEP contribue par ailleurs à mettre en lumière les lourdeurs bureaucratiques de l'État soviétique, suscitant l'inquiétude de Lénine qui préconise de combattre les mauvaises pratiques et la paralysie administrative.
Malgré le tournant de la NEP, le régime soviétique continue de mener des politiques répressives à grande échelle. Plusieurs centaines, voire plusieurs milliers de rebelles de Kronstadt faits prisonniers sont exécutés sans jugement ou envoyés en camp de concentration. Après l'écrasement de Kronstadt, Lénine envoie Toukhatchevski et Antonov-Ovseïenko écraser la révolte de Tambov : la répression touche non seulement les rebelles, mais également leurs familles ; l'Armée rouge fait usage de gaz asphyxiants pour venir à bout de la population paysanne révoltée. La Tchéka, sous les ordres de Dzerjinski, choisi spécialement pour sa nationalité polonaise et sa haine des Russes, multiplie les arrestations de mencheviks, de socialistes-révolutionnaires et d'anarchistes,. Une chasse aux nobles et bourgeois est lancée dans toute la Russie. Parmi tous les opposants réprimés, Lénine voue une haine particulière aux membres des autres mouvements socialistes. Il conserve cependant, malgré les violentes polémiques qui les ont opposés, de l'affection pour son ancien ami Martov ; ce dernier est uniquement mis en résidence surveillée par la Tchéka. À l'hiver 1919-1920, apprenant que celui qui fut son rival au sein du POSDR est très souffrant, Lénine ordonne que les meilleurs médecins de Moscou soient envoyés à son chevet.
Avant que les politiques de la NEP puissent être mises en place, la Russie soviétique est victime, à partir de 1921, d'une famine atroce, causée non seulement par la sécheresse, mais également par la destruction des capacités productives des campagnes, victimes des violences et des réquisitions. Pour lutter contre la famine, Lénine préconise la restauration immédiate des structures chargées des réquisitions, malgré leur rôle dans le déclenchement du désastre. La famine frappe notamment la région de la Volga et, selon Dominique Colas, l'inquiète surtout parce qu'elle pourrait à terme frapper la classe ouvrière. Lénine doit accepter que la Russie bénéficie d'une assistance extérieure, apportée spécialement par les États-Unis ; il ordonne cependant à la Tchéka d'espionner la commission américaine dépêchée à Moscou pour organiser l'aide.
La famine donne également l'occasion à Lénine de lancer une vaste campagne contre le clergé russe. Le patriarche de l'église orthodoxe ayant prescrit que soient donnés, pour soutenir les victimes de la famine, tous les objets de valeur contenus dans les églises à l'exception des objets consacrés, Lénine fait ordonner la saisie générale de ceux-ci. L'opposition de l'Église et des fidèles donne le signal d'une violente répression. Affirmant que le clergé est sur le point de se tourner contre le pouvoir soviétiques, Lénine écrit, dans un document secret adressé aux membres du Politburo, que le contexte de la famine permettra de « réaliser la confiscation des trésors de l'église avec l'énergie la plus sauvage et la plus impitoyable », ce qui implique « l'exécution du plus grand nombre possible de représentants du clergé réactionnaire et de la bourgeoisie réactionnaire (…) Plus grand sera le nombre des exécutions, mieux ce sera ». Près de huit mille membres du clergé russe sont tués en 1922, tandis que les églises sont pillées. L'athéisme, déjà soutenu par la propagande antireligieuse des bolcheviks, devient une composante décisive de l'idéologie d'État soviétique.
Bien que les politiques de Terreur subsistent, elles tendent ensuite à se relâcher. Durant la période de la NEP — et par-delà l'enrichissement d'une nouvelle classe de spéculateurs et de bureaucrates — la population, dans son ensemble, ne subit plus la terreur ni la famine, et tend à retrouver des conditions de vie normales. La NEP est un succès, qui fait reculer la famine et permet à l'économie russe de se redresser de manière remarquable. Après le pic de la guerre civile, le nombre de prisonniers internés dans les camps diminue fortement pour tomber à 25 000, soit le tiers de la population carcérale en Russie. Moshe Lewin affirme que « ceux qui ont étudié le fonctionnement de la justice et des pratiques pénitentiaires dans les années 1920 (période de la NEP) savent que le camp était conçu pour être une pratique plus humaine que les « cages » appelées prisons. Ce lieu où l'on travaillait dans des conditions proches de la normale était considéré comme le meilleur moyen de rééduquer et de réhabiliter », ces conceptions « libérales » n'ayant pris fin que dans les années 1930 . Anne Applebaum souligne quant à elle l'existence, aux côtés des camps de « rééducation », d'autres camps au régime « spécial » nettement plus dur, et gérés par les services de sécurité - la Tchéka, puis son successeur le Guépéou - dans des conditions parfaitement arbitraires ; les deux systèmes de camps finissent plus tard par fusionner, le second prenant le pas sur le premier. Durant la période de la NEP, Lénine lui-même continue de prôner des mesures répressives radicales, aussi bien contre les opposants que contre les « saboteurs », les « espions » et les profiteurs qui se retrouvent jusque dans le Parti. Face aux abus de la bureaucratie du Parti et aux ennemis supposément infiltrés, il préconise « l'épuration par la terreur : justice sommaire, exécution sans phrases ».
Lénine lui-même, au sein du Parti communiste, n'occupe pas d'autres postes officiels que ceux de membres du Comité central et du Politburo. Jugeant nécessaire de nommer un organisateur pour l'aider à contrôler l'appareil du Parti et à appliquer la NEP, il se tourne vers Staline ; en mars 1922, lors du XIe congrès, il soutient la nomination de ce dernier au poste de Secrétaire général du Comité central du Parti communiste, créé pour l'occasion. Cette fonction d'apparence technique permet à Staline de contrôler les nominations des cadres, s'assurant ainsi de solides appuis et renforçant son influence sur le Parti,.

#### Formation de l'URSS
Jusqu'en 1920, Lénine croit encore à l'exportation de la révolution vers l'Ouest. Les échecs successifs des révolutions, en Finlande, en Allemagne, en Hongrie ou en Bavière, la défaite en Pologne, le conduisent à prendre acte de l'isolement de la Russie soviétique. Afin d'installer la révolution dans la durée, il convient d'organiser le territoire dont elle dispose, ce qui revient à recomposer ce que la politique d'autodétermination, dont il n'était pas parvenu à garder la maîtrise, a décomposé. Entre 1918 et 1922, la plus grande partie des anciens territoires impériaux séparés à la suite de la révolution et de la guerre civile sont réunifiés suivant un processus complexe, passant de la phase des autodéterminations - durables ou éphémères - à des phases de regroupement dans un cadre fédéral, le plus souvent improvisé au gré des circonstances et selon l'évolution des rapports de force.
Le cadre fédéral s'impose rapidement dans les faits comme la meilleure solution pour organiser l'espace de l'État révolutionnaire et pour tenter d'éviter la désintégration provoquée tant par la possibilité d'autodétermination que par le contexte de la guerre civile et des interventions étrangères. En juillet 1918, avec l'adoption de la constitution de la république socialiste fédérative soviétique de Russie (RSFSR), le cadre fédéral est fixé pour la Russie, sans que la constitution soit très précise sur le contenu et le fonctionnement de la fédération.
Durant quatre ans, la fédération se développe selon deux processus. D'une part, l'entrée au sein de la Russie de républiques ou des régions autonomes. D'autre part, une série d'alliances bilatérales entre la Russie et des républiques soviétiques voisines, officiellement indépendantes, où les bolcheviks locaux ont pris le pouvoir durant la guerre civile : (Ukraine et Biélorussie, et, dans le Caucase, Azerbaïdjan et Arménie). Un système complexe de traités lie progressivement ces républiques à la RSFSR en réduisant leurs domaines de compétences. Dans le Caucase, le cas de la Géorgie, qui souhaite conserver son indépendance et où les mencheviks locaux sont au pouvoir, s'avère plus complexe. Pressé par Ordjonikidze et Staline de recourir à la force, Lénine hésite, craignant notamment une réaction des Britanniques qui compromettrait la situation internationale de la RSFSR ; il finit cependant par se laisser convaincre de donner son accord. En février 1921, l'Armée rouge envahit la Géorgie, qui est rapidement soviétisée comme les deux autres républiques caucasiennes.

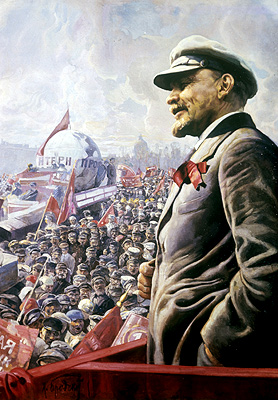
Tableau d'Isaak Brodsky, représentant Lénine le 1er mai 1920.

La reconquête de la Géorgie, et donc la garantie des intérêts territoriaux de la Russie, se fait au prix d'accords implicites avec diverses puissances. Lénine, qui souhaite faire sortir la Russie de son isolement, en tire également un bénéfice diplomatique, mais au détriment de l'extension de la révolution. Les Britanniques acceptent la mainmise russe sur le Caucase (région cruciale à la fois du point de vue géographique, mais aussi du fait de ses matières premières) en échange d'un arrêt du soutien soviétique aux tentatives révolutionnaires en Occident ; le gouvernement turc de Mustafa Kemal ferme également les yeux à condition que celui de Lénine cesse de soutenir non seulement Enver Pacha, rival de Kemal, mais également les communistes turcs.
La nécessité de mieux organiser l'économie soviétique en utilisant au mieux les ressources existantes pousse Lénine à encourager les regroupements régionaux : cela provoque néanmoins une nouvelle crise dans le Caucase, du fait de la réticence des dirigeants communistes de la RSS de Géorgie. Lénine charge alors Ordjonikidze de réorganiser la Transcaucasie, ce dont ce dernier se charge de manière unilatérale et souvent brutale ; il délègue par ailleurs la supervision de l'affaire caucasienne à Staline, dont il soutient les décisions dans un premier temps. Les difficultés persistantes dans le Caucase et en Ukraine incitent Lénine à accélérer le processus de fédéralisation ; au dixième congrès du Parti, Staline expose le projet de fédération, dont le modèle sera la république fédérative de Russie, destinée à servir plus tard également de modèle à une fédération mondiale des États socialistes. Le 10 août 1922, une commission présidée par Staline est constituée pour élaborer le projet d'État fédératif. Un mois plus tard, elle présente son projet dont le principe, baptisé « autonomisation », implique en réalité l'absorption des autres républiques soviétiques par la RSFSR, dont le gouvernement deviendrait celui de la fédération. Géorgiens et Ukrainiens contestent le projet ; Lénine, temporairement éloigné par la maladie, en prend connaissance à la fin du mois et demande à Staline de revoir son projet. Aux yeux de Lénine, il convient d'unir dans une fédération des républiques égales, et non pas dominées par la Russie : l'État fédéral devra donc avoir ses propres organes de gouvernement, qui coifferont ceux des républiques. Staline, tout en déplorant le « libéralisme national » de Lénine, se conforme au souhait de ce dernier et présente un nouveau projet, qui est approuvé par le Comité central le 6 octobre. Les Géorgiens continuent néanmoins d'exprimer leurs réticences, dont la principale tient à leur refus d'intégrer l'Union en tant que simple élément de la république socialiste fédérative soviétique de Transcaucasie, au sein de laquelle la Géorgie a été intégrée avec l'Arménie et l'Azerbaïdjan. Les discussions des communistes géorgiens avec Ordjonikidze sont si houleuses que ce dernier en arrive à frapper l'un de ses interlocuteurs. Lénine accueille d'abord les requêtes des Géorgiens avec scepticisme, mais finit par exiger d'être complètement informé de l'affaire. Scandalisé par ce qu'il apprend des excès d'Ordjonikidze dont il avait initialement pris le parti, il se montre de plus en plus préoccupé par le comportement de Staline et de ses alliés, et commence à revoir la politique nationale à la lumière de cette affaire. En décembre 1922, malgré la dégradation de son état de santé - il est, dans le courant du mois, frappé par plusieurs attaques - Lénine tente de reprendre le contrôle de la situation. Déplorant que la question nationale soit confiée à des personnes qui se comportent comme des « brutes bureaucratiques », il rédige des notes en vue du futur congrès du Parti, prévu en mars 1923 : il y reconnaît être « gravement coupable » de ne pas s'être occupé lui-même de l'autonomisation au sein de l'Union, ce qui risque d'aboutir à livrer les minorités à un « produit cent pour cent russe, le chauvinisme grand-russe, qui caractérise la bureaucratie russe ». Lénine, qui considérait jusque-là que les communistes étaient, par définition, des internationalistes, est forcé de reconnaître que des communistes - même issus des minorités, comme Staline et Ordjonikidze qui sont eux-mêmes Géorgiens - peuvent se comporter en « ultranationalistes russes ».
L'inquiétude de Lénine ne freine pas le cours des évènements, ni l'adoption par le Politburo du texte sur les principes fondamentaux de l'Union. Le 30 décembre 1922, un traité donne naissance à l'Union des républiques socialistes soviétiques, qui réunit les républiques socialistes soviétiques de Russie, d'Ukraine, de Biélorussie et de Transcaucasie,. Lénine, qui souffre d'une dent, n'assiste pas à la signature du traité ; le jour même, il annonce dans une lettre à Kamenev son intention de déclarer une guerre « à mort » au « chauvinisme russe ».

### Maladie et mort

#### Dégradation de son état de santé

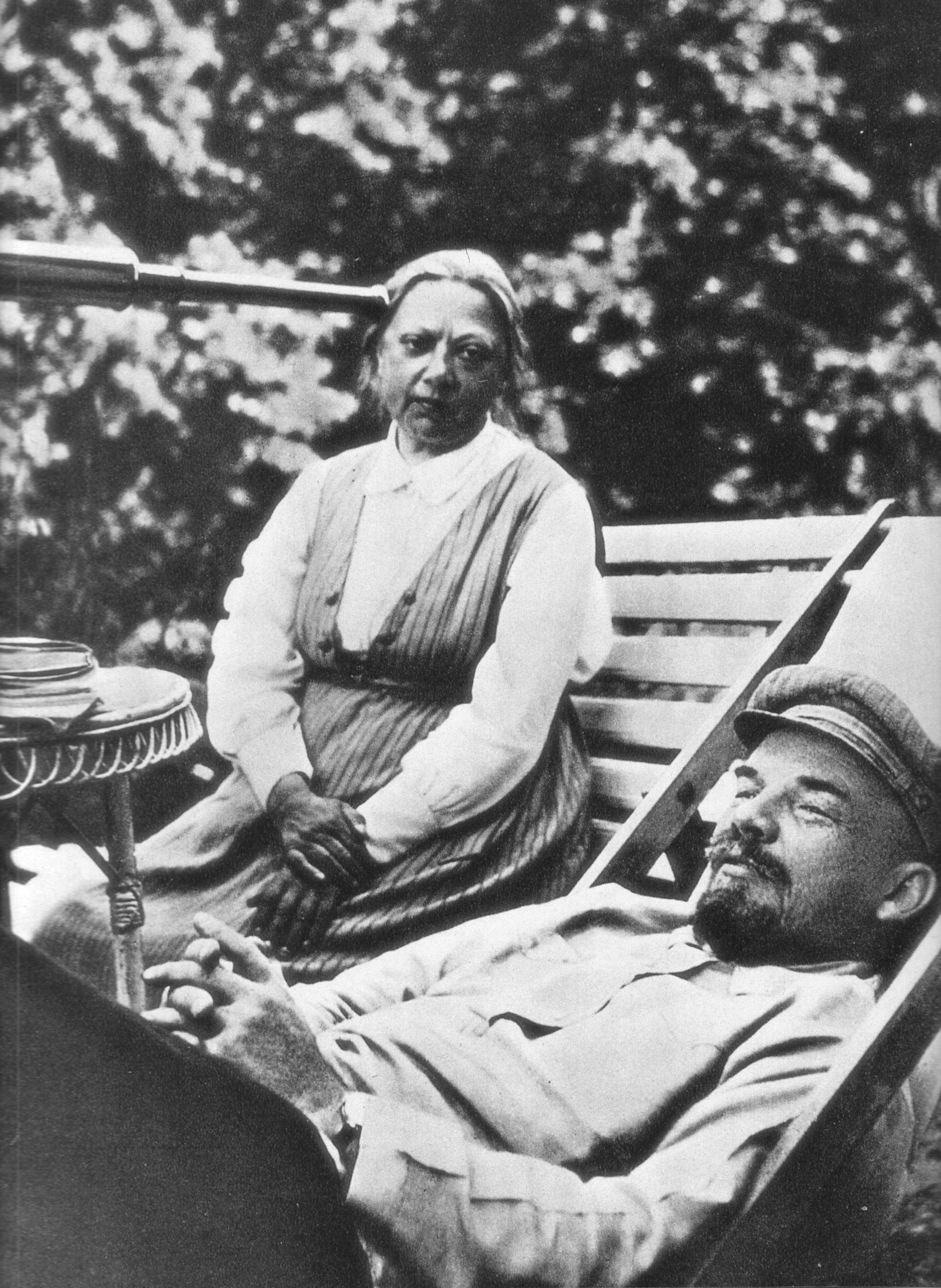
Nadejda Kroupskaïa et Lénine au Manoir de Gorki en 1922.

Lénine, à la mi-1921, est épuisé mentalement et physiquement. Souffrant toujours de migraines et d'insomnies, il a subi plusieurs alertes cardiaques et connaît des difficultés croissantes pour faire face à sa charge de travail : divers médecins, dont des spécialistes étrangers, sont appelés pour l'examiner, mais ne parviennent pas à se mettre d'accord sur un diagnostic. En juin, le Politburo ordonne à Lénine de prendre un mois de repos ; il retourne alors à Gorki. Malgré sa santé déclinante, Lénine continue de suivre les affaires de l'État ; il insiste sur la nécessité d'appliquer une politique de terreur contre les opposants. Au-delà de la répression des paysans révoltés à Tambov, il prône au début de 1922 une extension de la terreur à toutes les menaces réelles ou potentielles contre le pouvoir soviétique, qu'il s'agisse d'agir contre le clergé en milieu rural ou d'organiser des procès publics contre les socialistes-révolutionnaires (S-R) et les mencheviks. Lénine n'obtient pas satisfaction sur tous les points : le procès des dirigeants mencheviks n'est pas organisé, mais celui des S-R a bien lieu, sans pour autant se solder par des condamnations à mort comme Lénine l'avait escompté[réf. nécessaire]. Sur le plan international, il se tient informé des négociations en cours à Gênes et à Rapallo après avoir, pour des raisons de sécurité et de santé, renoncé à se rendre en personne à la conférence de Gênes. Le 19 mai 1922, il demande à Félix Dzerjinski de faire dresser par la Tchéka une liste d'intellectuels soupçonnés de sympathies « contre-révolutionnaires », en vue de les expulser de Russie.
De plus en plus angoissé par sa santé, Lénine va jusqu'à envisager le suicide au cas où il deviendrait handicapé ; il demande à Staline de lui fournir du poison dans cette éventualité. Le 23 avril 1922, sur le conseil de l'un des médecins allemands appelés à son chevet, il est opéré pour retirer la balle logée près de son cou depuis l'attentat de 1918. L'opération se passe bien mais, le 25 mai, Lénine est victime d'un accident vasculaire cérébral. Frappé d'hémiplégie du côté droit, il a en outre des difficultés à parler. Il fait l'objet de nouveaux examens pour trouver l'origine de son mal ; un test de détection de la syphilis s'avère négatif. Lénine récupère progressivement au Manoir de Gorki et continue de se tenir informé des travaux du Politburo et du Sovnarkom, notamment par l'intermédiaire de Staline qui lui rend régulièrement visite.
En juillet, son état semble s'améliorer quelque peu. Il s'informe auprès de Staline de l'expulsion de Russie des S-R, mencheviks et KD. Un nouveau malaise, le 21 juillet, provoque une paraphasie qui dure plusieurs jours. En septembre, sa capacité de travail augmente ; il reçoit de nombreux visiteurs et suit les travaux de la commission chargée de rédiger le projet mettant sur pied l'Union des républiques socialistes soviétiques.
Fin septembre, Lénine reçoit de ses médecins l'autorisation de reprendre ses fonctions. Il revient le 2 octobre dans son bureau du Kremlin, mais dépasse très rapidement les limites du rythme de travail que lui ont prescrit les docteurs. En parallèle, ses rapports avec Staline se dégradent : Lénine manifeste une irritation croissante envers le Secrétaire général du Parti, qu'il considérait jusque-là comme un collaborateur de confiance et qui avait été l'un de ses principaux visiteurs durant sa convalescence à Gorki. Sur le plan humain, Staline lui apparaît comme un personnage vulgaire et dénué d'intelligence ; sur le plan politique, Lénine s'inquiète de ses manifestations de « chauvinisme grand-russe » dans les contextes de l'affaire géorgienne et du projet de fédération. Il s'oppose également au projet de différents dirigeants communistes, dont Staline, d'affaiblir ou de supprimer, dans le cadre de la Nouvelle politique économique (NEP), le monopole de l'État sur le commerce extérieur,.
Lénine continue de réclamer l'expulsion de Russie des intellectuels « bourgeois » et s'irrite que la Tchéka tarde à mettre ses demandes à exécution. À Maxime Gorki qui lui écrit pour protester contre cette mesure, Lénine répond que « les intellectuels, les laquais de la bourgeoisie » ne sont pas, comme ils le croient, le « cerveau de la nation » mais, en réalité, « sa merde ». En novembre, Lénine assiste au quatrième congrès du Komintern : il apparaît physiquement marqué, s'exprime avec moins d'aisance qu'auparavant et se tient à l'écart des débats.

#### Tentative de rupture avec Staline

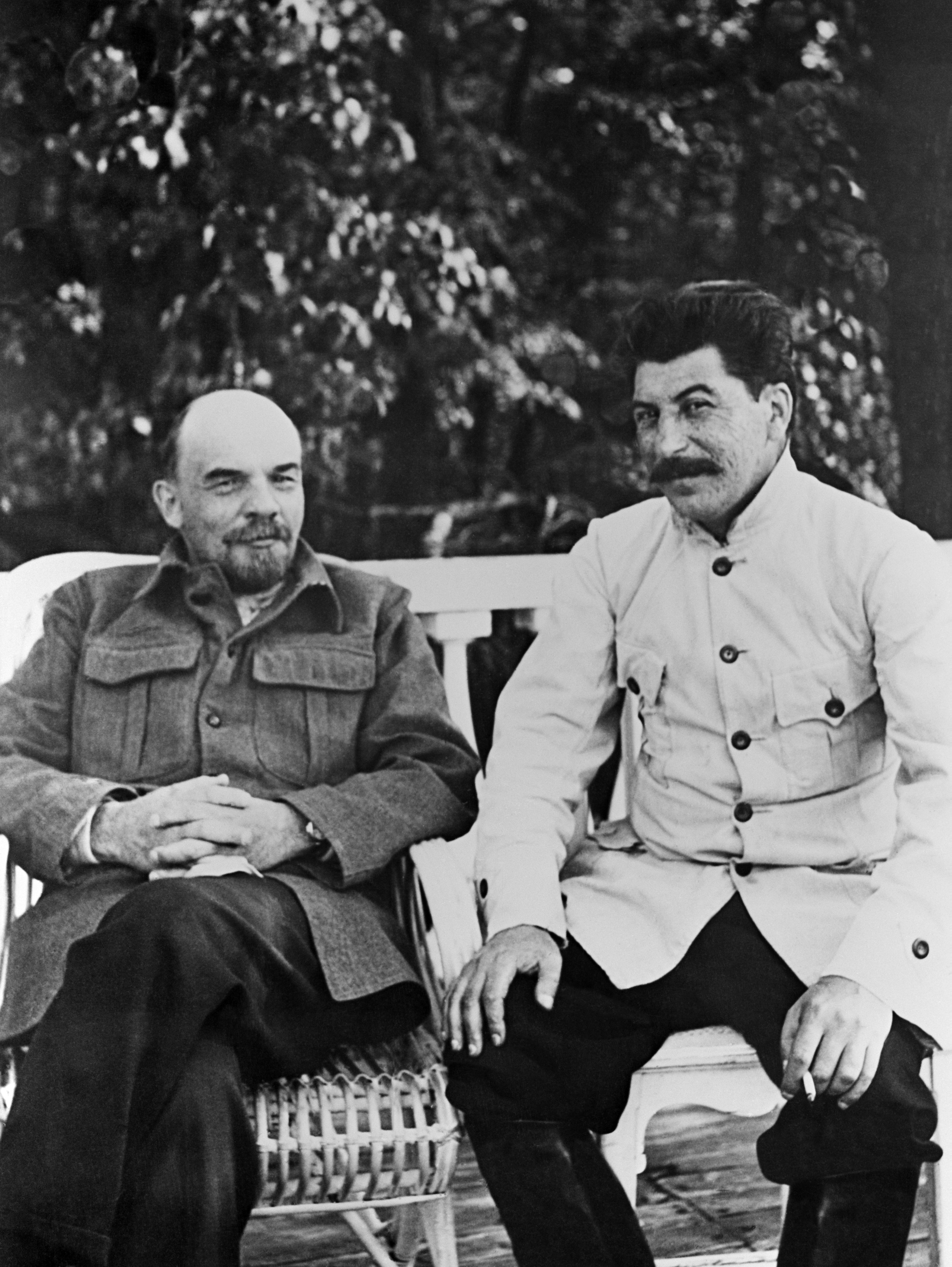
Lénine, convalescent, recevant la visite de Staline (1922).

En ce qui concerne la vie intérieure du Parti communiste, Lénine est choqué, lorsqu'il reprend le travail à l'automne, par l'étendue des rivalités personnelles entre dirigeants bolcheviks et par la prolifération des organes administratifs inutiles. La lutte contre la bureaucratie lui apparaît progressivement comme une priorité. Le rôle de Staline et de son entourage - notamment Ordjonikidze, du fait de sa brutalité lors de la crise géorgienne - lui semble de plus en plus néfaste. Mais la santé de Lénine se dégrade à nouveau et l'empêche de prendre des mesures concrètes ; entre le 24 novembre et le 3 décembre 1922, il est victime de plusieurs malaises. À la mi-décembre, ses médecins lui prescrivent un repos complet.
Lénine fait venir sa secrétaire Lidia Fotieva et entreprend de lui dicter des lettres pour faire connaître ses positions à différentes personnalités bolcheviques, dont Trotski. En effet, face au pouvoir grandissant de Staline, Lénine envisage maintenant de trouver un allié en la personne de Trotski, qui partage ses positions quant au monopole du commerce extérieur, et qu'il charge de parler en son nom lors du prochain Plénum du Comité central. Dans le même temps, l'état physique de Lénine se détériore à nouveau : le 16 décembre, une nouvelle attaque le prive momentanément de l'usage de sa jambe et de son bras droit. Le 18 décembre, le Comité central confie à Staline le soin de veiller sur Lénine et de s'assurer que ce dernier suit bien les conseils de ses médecins ; Staline, arguant des ordres donnés par le corps médical, interdit à Lénine toute activité et enjoint à son entourage de ne lui communiquer ni informations ni documents et de ne pas écrire sous sa dictée. Lénine soupçonne dès lors Staline de le priver délibérément d'informations et d'être lui-même à l'origine des consignes de prudence des médecins. Lénine est veillé par sa sœur Maria et par son épouse Nadejda Kroupskaïa ; cette dernière, notamment, le tient au courant des derniers évènements et transmet ses messages à différents dirigeants. Le 22 décembre, Staline apprend que Kroupskaïa a transmis à Trotski une lettre dictée par Lénine ; il téléphone alors à la femme de Lénine et l'injurie,, menaçant notamment cette dernière de lui trouver une remplaçante.
Dans la nuit du 22 au 23 décembre, l'état de Lénine s'aggrave à nouveau. Les 23 et 24 décembre, il entreprend malgré tout de dicter une « lettre au congrès », qui passera par la suite à la postérité sous le nom de « testament de Lénine ». Dans ce texte, qu'il envisage de faire lire ou de présenter lui-même lors du XIIe congrès du Parti communiste — prévu au printemps 1923 — Lénine passe en revue plusieurs problèmes inhérents à l'organisation du Parti et souligne les atouts et les faiblesses de plusieurs personnalités — Staline, Trotski, Zinoviev, Kamenev, Boukharine et Piatakov — qui pourraient chacune être appelée à devenir le principal dirigeant de l'Union soviétique. Il se garde néanmoins de désigner explicitement son propre « successeur » et laisse le Comité central libre de ses choix. Le « testament » insiste notamment sur la rivalité entre Trotski et Staline, soulignant que ce dernier a concentré « un pouvoir immense entre ses mains », dont il n'est « pas sûr qu’il sache toujours en user avec suffisamment de prudence ».
Le 4 janvier 1923, peut-être après avoir été informé des injures proférées par Staline à l'égard de son épouse, il ajoute à sa lettre au congrès un addendum dans lequel il reproche au secrétaire général d'être « trop grossier » (ou « trop brutal », selon les traductions) et préconise de le remplacer par quelqu'un qui soit « plus patient, plus loyal, plus poli et plus attentionné envers les camarades ».
Durant les mois suivants, Lénine s'emploie à se prononcer sur tous les domaines, en vue de faire prendre en compte ses avis lors du prochain congrès. Dans ses derniers articles, publiés en janvier et mars 1923, il se penche sur les questions de la bureaucratie et de l'organisation de l'appareil politique. Il préconise une « révolution culturelle » : il ne s'agit pas de transformer la culture héritée de la bourgeoisie mais plutôt d'utiliser l'alphabétisation pour transformer l'URSS et se diriger vers le socialisme. Cette « révolution culturelle » est très différente de celle qui fut lancée en Chine en 1966 et connue comme Grande révolution culturelle prolétarienne. Lénine vise aussi à trancher la question des compétences du Parti et de l'État et envisage de replacer le Parti au centre du système politique. Face aux problèmes du socialisme russe, la solution lui semble résider non pas dans l'introduction d'une forme de pouvoir populaire, mais dans le renforcement des organes du Parti. Pour ce faire, il prône notamment la réorganisation du Rabkrin (l'Inspection ouvrière et paysanne), chargée de superviser l'ensemble de l'administration, en la réduisant à un petit nombre de fonctionnaires chargés de contrôler à la fois le Parti et l'État. Bien que conscient des dérives bureaucratiques de l'appareil d'État soviétique, Lénine continue de placer ses espoirs dans le Parti,.

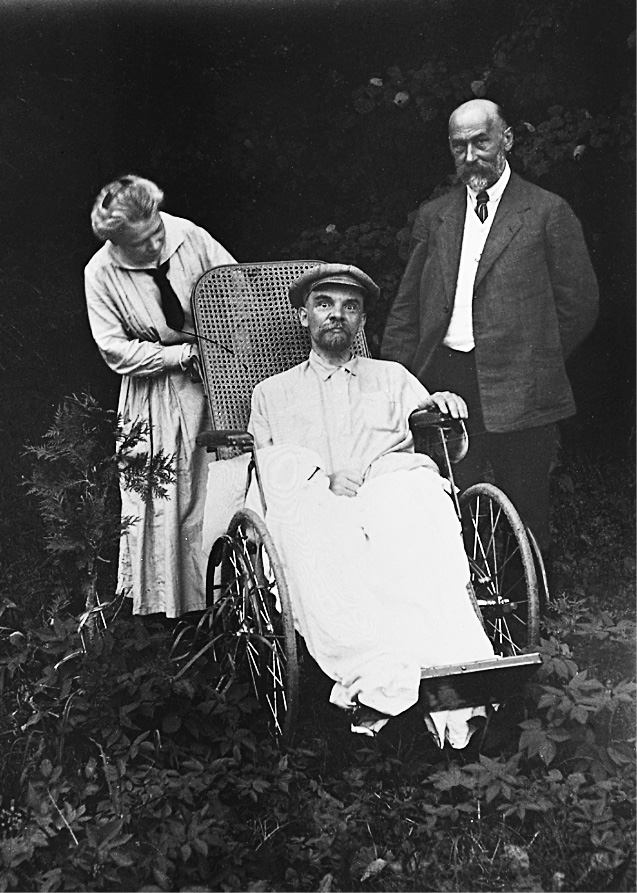
Dernière photo connue de Lénine, prise en 1923 par son infirmier Vladimir Roukavitchnikov. Les photos de Lénine en fauteuil roulant restèrent secrètes jusqu'à la glasnost et l'effondrement de l'URSS.

L'évolution de la pensée de Lénine, durant les derniers mois de sa vie, alors qu'il prend conscience du danger représenté par Staline et qu'il entreprend de lutter contre la bureaucratie, a fait l'objet d'interprétations divergentes de la part des historiens. Pour Moshe Lewin, la prise en compte par Lénine de la dimension humaine de l'Histoire traduit une évolution capitale dans sa réflexion et, s'il avait vécu, l'histoire de l'URSS en aurait été radicalement changée. Hélène Carrère d'Encausse, tout en qualifiant l'étude de Moshe Lewin de « stimulante », se montre moins convaincue et souligne que les solutions proposées par Lénine pour combattre la bureaucratie s'avèrent elles-mêmes très bureaucratiques et que, si Lénine a indéniablement pris davantage en compte le facteur humain - voire découvert l'« humanisme » - il n'en est pas moins resté attaché à sa conception du rôle dirigeant du Parti ; pour elle, Lénine n'a en définitive « guère changé » au seuil de la mort,. L'historien Nicolas Werth souligne également que jamais Lénine, malgré l'évolution de sa pensée durant les derniers mois de sa vie, ne remet en cause l'usage de la violence. Le soviétologue Archie Brown juge quant à lui que Lénine ne se montre pas préoccupé par la nature dictatoriale des pouvoirs détenus par Staline, mais bien par le fait que c'est Staline qui les détient. L'historien et politiste Dominique Colas qui remet en cause la chronologie des derniers écrits de Lénine considère qu'il n'y avait pas de volonté de Lénine de s'allier à Trotski contre Staline et qu'en tout état de cause tous les dirigeants communistes étaient d'accord pour maintenir la position hégémonique du parti.
Durant sa maladie, Lénine apprend que Martov, en exil à Berlin, est lui-même mourant. Il s'enquiert à plusieurs reprises du sort de son ancien camarade, allant jusqu'à demander s'il est possible de lui venir financièrement en aide pour se soigner, et regrettant la rupture de leur amitié.
On ignore à quelle date précise Lénine découvre le comportement de Staline à l'égard de Kroupskaïa : peut-être l'a-t-il appris à la fin du mois de décembre 1922, ce qui l'aurait alors poussé à rédiger son addendum au « testament » ; aucune certitude n'existe cependant à ce sujet. Ce n'est qu'au bout de plusieurs mois qu'il réagit explicitement à cet épisode : le 5 mars 1923, il envoie à Staline une lettre comminatoire, dans laquelle il lui reproche d'avoir insulté son épouse et lui réclame des excuses sous peine que toute relation soit rompue entre eux. Le lendemain, il fait porter à Trotski ses notes sur le dossier géorgien, et le charge d'aborder cette question en son nom devant le Comité central ; il envoie également aux Géorgiens une note dans laquelle il leur annonce son soutien. Mais le 10 mars, avant le XIIe Congrès du Parti qui aurait pu se révéler décisif dans l'affrontement avec Staline, Lénine est frappé d'une nouvelle attaque, qui le laisse paralysé et incapable de parler distinctement.

#### Derniers mois
Lors du XIIe congrès, qui se déroule en avril 1923, Trotski annonce être en possession des notes de Lénine sur la question nationale, mais Staline retourne la situation en l'accusant de dissimuler des documents au Parti, ce qui ruine l'effort de Lénine pour être présent par l'intermédiaire de Trotski. Ce dernier, mis en position d'accusé, se tient dès lors coi durant le congrès et ne fait aucun usage des notes de Lénine, tandis que Boukharine, qui avait tenté de contrer Staline, finit par renoncer et soutenir ce dernier,. Au cours de ce même congrès, Kamenev et Zinoviev se livrent à un panégyrique de la pensée de Lénine. Le chef des bolcheviks avait pu, jusque-là, faire l'objet de critiques de la part des autres cadres du parti. Alors que Lénine est désormais mis à l'écart par la maladie, exalter les mérites du « léninisme » en tant qu'idéologie officielle du Parti commence à devenir, pour chacun des dirigeants communistes, une manière d'affirmer sa propre légitimité.
À la mi-mai, Lénine est jugé transportable et emmené au Manoir de Gorki. Encore capable de se faire comprendre, il réclame du poison à son épouse et à sa sœur, mais les deux femmes, qui espèrent le voir guérir, refusent. La présence de Preobrajenski, qui est lui-même en convalescence dans les environs, l'aide à se détendre. En juillet, à sa demande, Lénine est transporté à Moscou, où il visite ses appartements du Kremlin. Il effectue là sa dernière sortie. Dans l'après-midi du 21 janvier 1924, il succombe à une nouvelle attaque. Un communiqué officiel des autorités soviétiques annonce : « il n'est plus parmi nous, mais son œuvre demeure ».
Les causes exactes de la maladie et de la mort de Lénine ont fait l'objet de différentes hypothèses, qui découlent en partie de celles émises à l'époque par ses différents médecins. Ces derniers ont évoqué comme possibilités un empoisonnement dû au plomb contenu dans la balle tirée par Fanny Kaplan, et resté ensuite logée dans le cou de Lénine durant plus de trois ans ; d'aucuns ont également jugé que l'opération nécessaire pour retirer la balle du cou de Lénine a été la cause de dommages irréparables. La possibilité d'une athérosclérose cérébrale a enfin été évoquée. L'hypothèse selon laquelle Lénine serait mort de la syphilis a été invalidée à l'époque par un test, mais reprise ensuite par ses adversaires politiques en vue d'insinuer que le dirigeant soviétique menait une vie dissolue. Elle a été cependant jugée crédible, sur la base de diagnostics posthumes, dans une étude publiée en 2004. D'autres rumeurs ont également circulé, comme celle, évoquée par Trotski lui-même, d'un empoisonnement de Lénine par Staline. En 2013, une équipe américano-russe de médecins conclut, sur la base des documents disponibles, que Lénine est probablement mort d'une athérosclérose qui pourrait avoir été causée par une anomalie génétique. L'hypothèse est d'autant plus crédible que le père de Lénine, de même que son frère Dmitri et ses sœurs Anna et Maria, sont tous morts des suites de problèmes circulatoires.

### Postérité

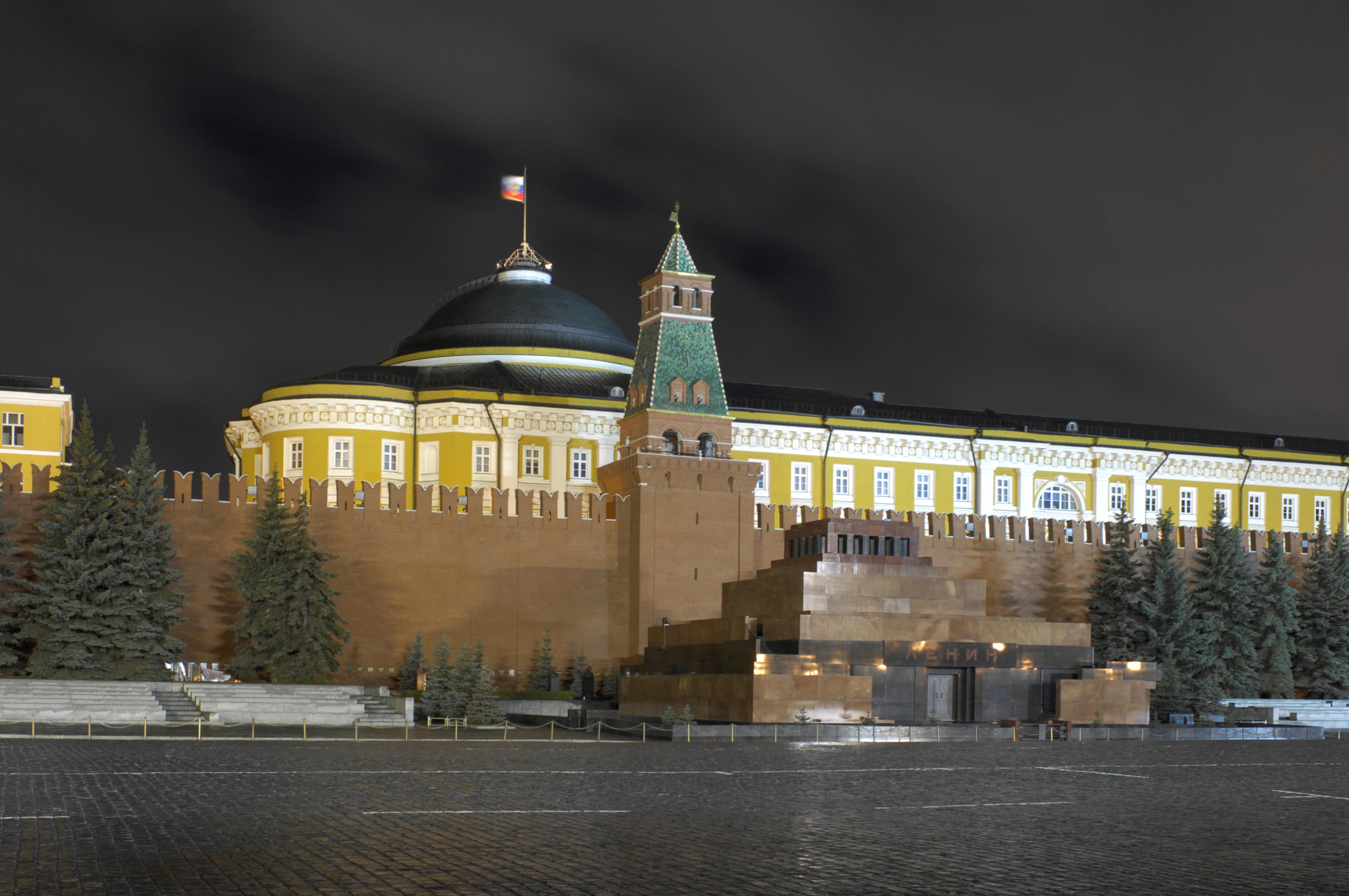
Le Mausolée de Lénine, à Moscou.

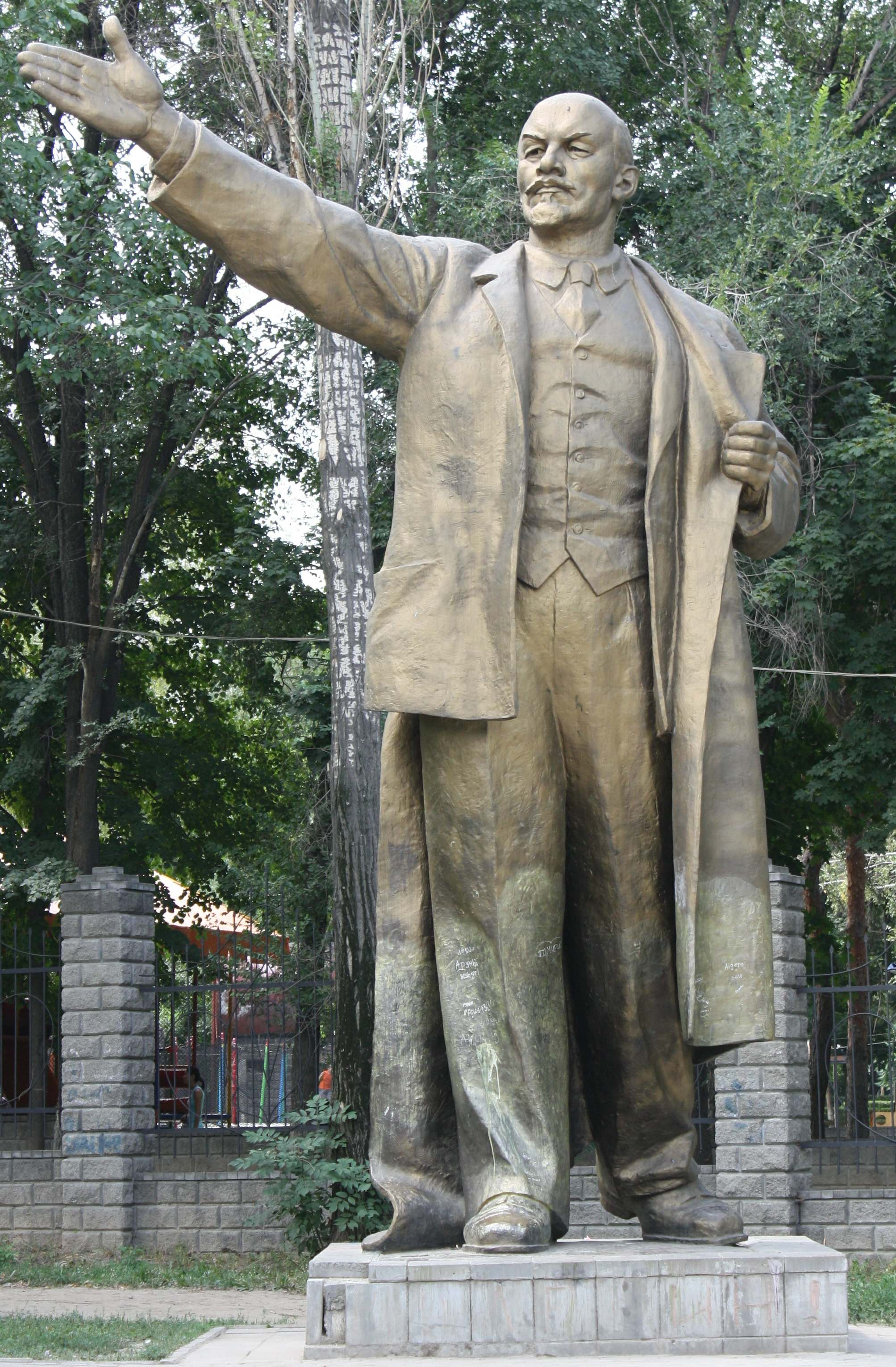
Statue de Lénine à Almaty (Kazakhstan).

### Culte au sein du mouvement communiste

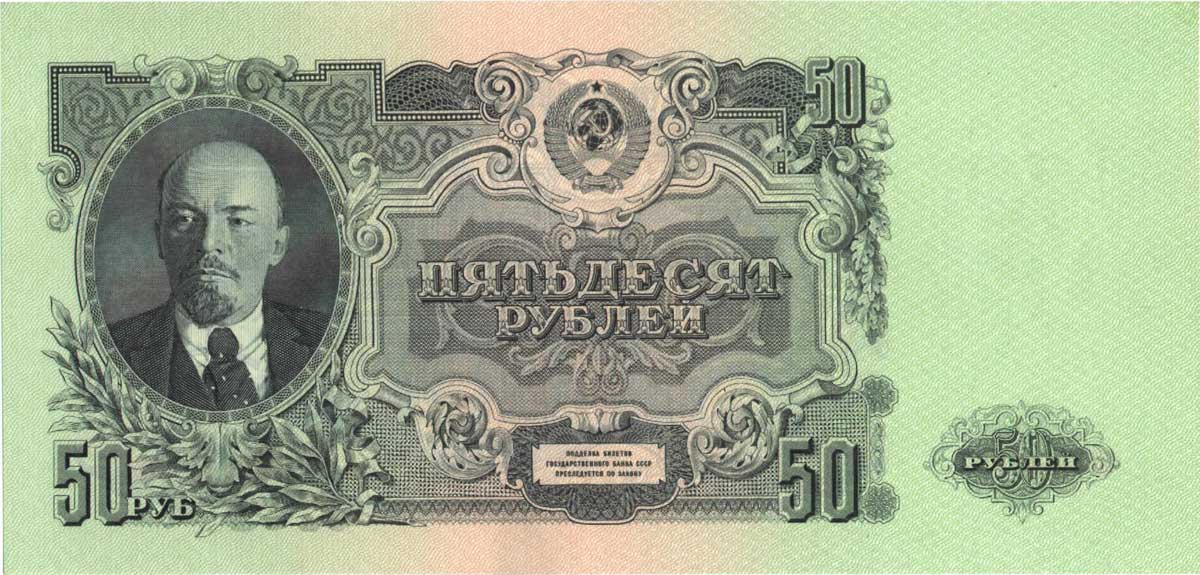
Billet de 50 roubles à l'effigie de Lénine, 1947.

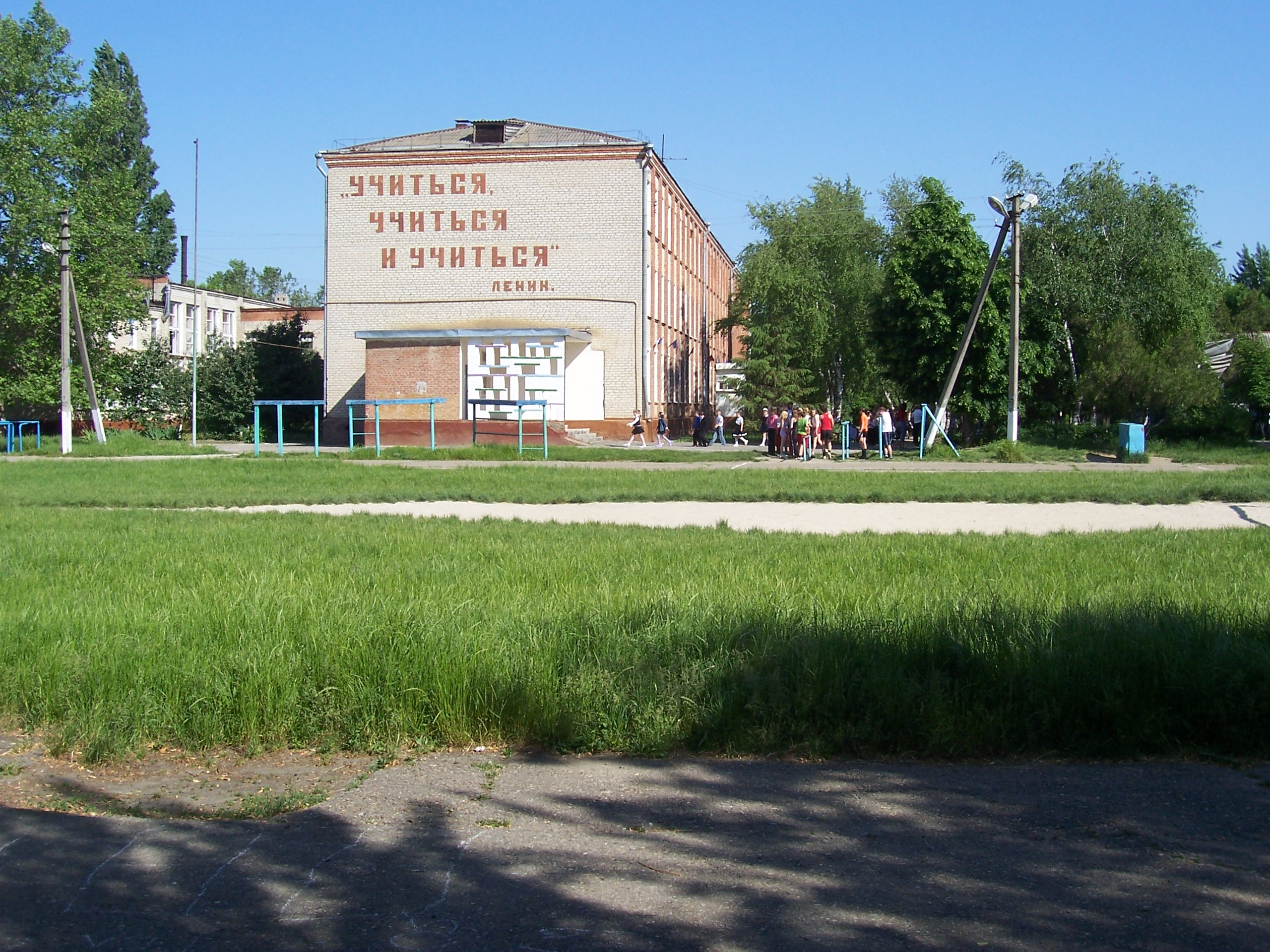
« Apprendre, apprendre et encore apprendre » : citation de Lénine sur le mur d'une école secondaire à Slaviansk-na-Koubani

Immédiatement après la mort de Lénine, le Politburo ordonne que son corps soit mis dans la glace, en attendant de trouver le meilleur moyen de le conserver. Une cryogénisation est un temps envisagée, mais le corps est finalement embaumé et exposé publiquement dans un mausolée sur la Place Rouge à Moscou, malgré les protestations de Kroupskaïa.
Lénine est, après sa mort, utilisé comme une icône par le régime soviétique ; des monuments lui sont consacrés et de nombreux lieux sont rebaptisés en son honneur : Pétrograd (ex-Saint-Pétersbourg) est ainsi rebaptisé Leningrad ; Simbirsk, sa ville de naissance, prend le nom d'Oulianovsk tandis que Vichnie Gorki, où il est mort, prend celui de Gorki Leninskie. L'image de Lénine devient omniprésente : statues, bustes, fresques et monuments divers consacrés à Lénine deviennent un élément important du paysage soviétique et, plus tard, se généralisent aux autres régimes communistes. On lui consacre des livres, des timbres, des photos et des films. Une littérature de propagande tend à faire de Lénine une sorte de saint : Maxime Gorki le présente comme « un héros de légende, un homme qui a arraché de sa poitrine son cœur brûlant pour l'élever comme un flambeau et éclairer le chemin des hommes ».

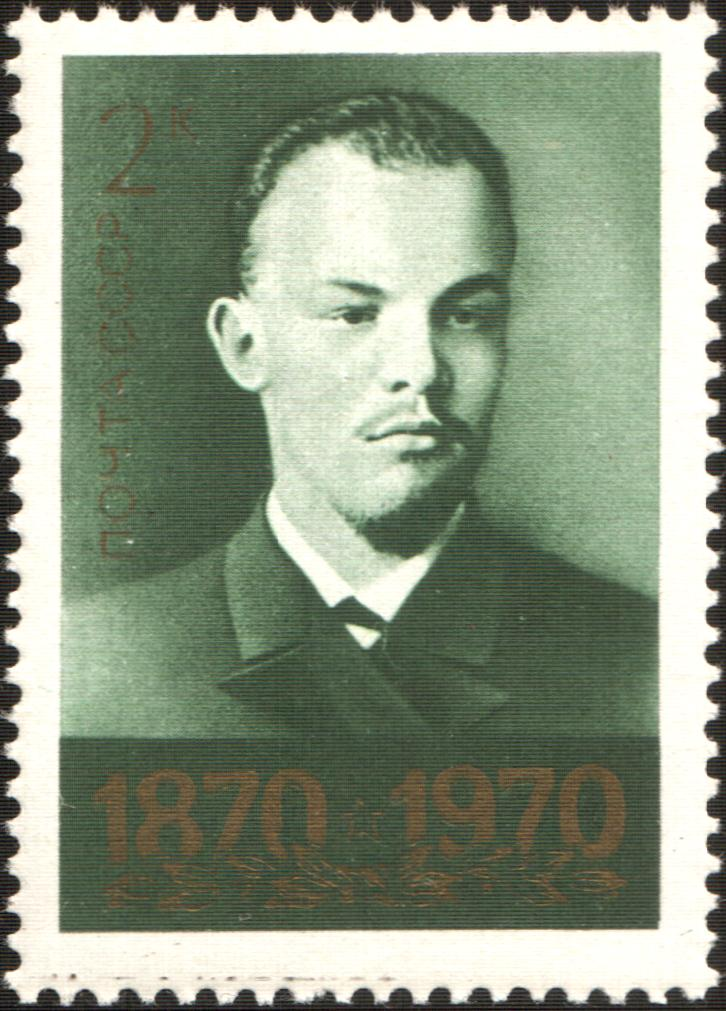
Timbre soviétique commémorant le anniversaire de la naissance de Lénine (1970).

Sur le plan idéologique, la pensée de Lénine est d'emblée érigée en référence politique indépassable. Deux jours après la mort de Lénine, le gouvernement soviétique publie la brochure Lénine et le léninisme, Les dirigeants soviétiques s'empressent, immédiatement après la mort de Lénine, de revendiquer l'héritage intellectuel de ce dernier, souvent de manière contradictoire et dans le cadre de leurs rivalités respectives. Trotski publie dès janvier 1924 la brochure Cours nouveau (réunissant des articles publiés à la fin 1923), dans laquelle il se réclame du léninisme pour pourfendre le bureaucratisme de l'appareil et soutenir sa théorie de la révolution permanente. Entre avril et octobre 1924, Staline prononce une série de conférences, réunis ensuite dans l'opuscule Les Principes du léninisme : le secrétaire général du Parti présente une synthèse de la pensée de Lénine, qu'il systématise en un tout cohérent, simplifiant au passage ses conceptions marxistes, et dont il fait une doctrine obligatoire pour l'ensemble du mouvement communiste, qui lui permet de s'introniser gardien de l'orthodoxie. Zinoviev publie en 1925 une brochure intitulée Le Léninisme, surtout destinée à dénoncer Trotski. Les membres de l'Opposition de gauche, qui regroupe les partisans de Trotski et divers adversaires de Staline, se disent quant à eux « bolcheviks-léninistes ». Boukharine et Kamenev participent également à la mise en avant du léninisme comme idéologie de référence. La veuve de Lénine et ses deux sœurs contribuent à entretenir sa mémoire, qui se mue dans le discours officiel en une dévotion quasi religieuse ; Maria, en particulier, publie sur son frère des souvenirs hagiographiques et souvent fantaisistes; en 1926, elle soutient Staline en assurant que Lénine avait toujours accordé à ce dernier une entière confiance.

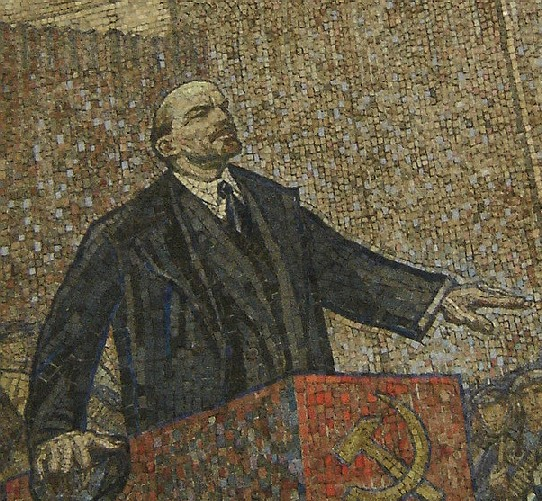
Mosaïque dans le métro de Moscou.

En mai 1923, les notes composant le « testament de Lénine » sont communiquées au Comité central par Nadejda Kroupskaïa ; le 22 mai, le CC débat de l'opportunité de démettre Staline de ses fonctions et de communiquer le document au Parti. Staline croit, ou feint de croire que sa carrière est achevée, et propose de démissionner. Mais, tandis que Trotski s'abstient d'intervenir, Staline est soutenu par Kamenev et Zinoviev ; ce dernier, notamment, déclare : « Nous sommes heureux de constater que les craintes d'Ilitch concernant notre secrétaire général n'étaient pas fondées. » La passivité des autres dirigeants permet à Staline de conserver son poste et de consolider, dans les années qui suivent, sa dictature personnelle, tout en se présentant comme le disciple, le continuateur et le seul exégète autorisé de Lénine, et en éliminant ceux qui l'avaient soutenu. Malgré l'insistance de Kroupskaïa, le CC décide, par 30 voix contre 10, de ne pas communiquer le texte au congrès du Parti. En 1925, le testament est publié hors d'URSS par des partisans de Trotski comme Max Eastman. Les autorités soviétiques dénoncent alors le texte comme un faux ; Trotski lui-même doit, sous la pression de Staline, désavouer ses propres partisans et signer une déclaration qui nie l'existence du testament. Deux ans plus tard, reprenant le combat contre Staline, Trotski mentionne à nouveau le testament dont il avait nié l'existence, et réclame en vain qu'il soit rendu public.

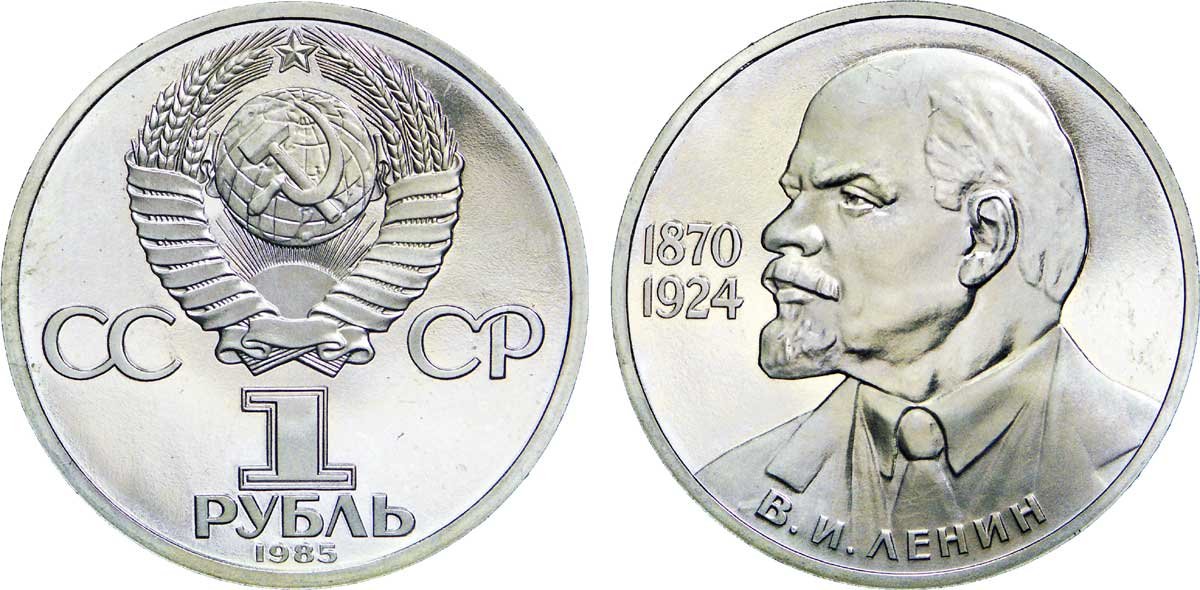
Pièce de 1 rouble commémorant le de la naissance de Lénine.

Bien que le courant trotskiste — bientôt réduit à la clandestinité ou à l'exil — continue de se réclamer de Lénine, c'est Staline qui s'impose, en URSS et au sein de l'Internationale communiste, comme le seul interprète autorisé de Lénine ; il fixe pour des décennies la doctrine communiste, résumant la pensée et les analyses de Lénine par une série de formules répétitives et de processus historiques rigides. L'expression marxisme-léninisme est par la suite créé pour désigner l'interprétation des pensées de Marx et de Lénine en vigueur en URSS, puis dans les autres régimes communistes,.
La publication des textes de Lénine - et notamment de ses œuvres complètes, dont l'édition officielle est maintes fois repoussée et remaniée - s'effectue désormais, en URSS, au gré des besoins politiques conjoncturels du régime ; ses écrits sont soumis, si besoin, à une sévère censure, le pouvoir soviétique s'attachant à ne présenter de la pensée de Lénine que la version qui sert le mieux ses intérêts du moment. En 1938, une directive secrète du Comité central, rendue publique vingt ans plus tard, interdit la publication en URSS de nouveaux ouvrages sur Lénine.

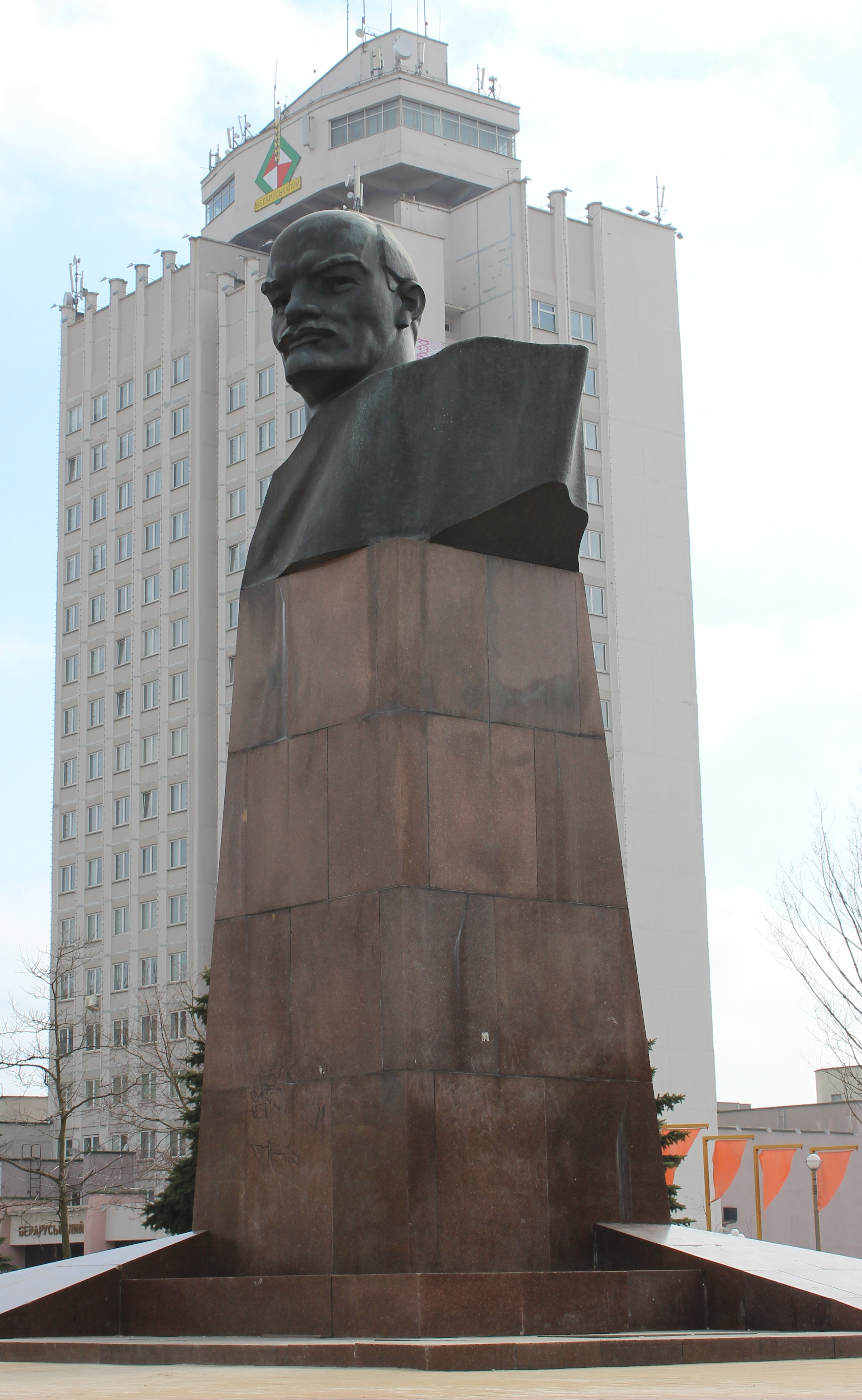
Buste de Lénine à Salihorsk (Biélorussie).

Le cerveau de Lénine est, à sa mort, prélevé et conservé dans du formol. Deux ans plus tard, le gouvernement soviétique demande au neuroscientifique Oskar Vogt de l’étudier, dans l'espoir que ses travaux permettront de découvrir la source du « génie » de Lénine ; un Institut du cerveau est créé spécialement à Moscou pour permettre à Vogt de poursuivre ses recherches. Vogt publie en 1929 un article sur le cerveau dans lequel il rapporte que certains neurones pyramidaux dans la troisième couche du cortex cérébral de Lénine étaient particulièrement larges ; cependant, les théories de Vogt sur les liens entre l'intelligence et la structure du cerveau ont depuis été discréditées. Les Soviétiques cessent par la suite de publier des informations sur le cerveau de Lénine. Les scientifiques tendent aujourd'hui à considérer que le cerveau de Lénine était tout à fait normal et ne se distinguait que par la taille du lobe frontal,.
Lénine continue, après la déstalinisation, d'être considéré comme une référence politique et intellectuelle, sa figure étant désormais opposée à celle de Staline dans le discours officiel du mouvement communiste : en 1956, dans son rapport au XXe congrès du PCUS, Nikita Khrouchtchev oppose ainsi la « grande modestie du génie de la révolution, Vladimir Ilitch Lénine », au culte de la personnalité dont s'entourait Staline. L'existence du « testament de Lénine » est alors reconnue par l'URSS, et les remarques de Lénine sur la personnalité de Staline sont rendues publiques. La référence à Lénine demeure fondamentale au sein du mouvement communiste, mais son héritage est revendiqué de manière contradictoire par des camps opposés. Khrouchtchev présente ainsi la déstalinisation comme un retour à Lénine et aux sources du socialisme ; mais Mao Zedong et ses partisans, qui refusent la déstalinisation, s'appuient eux aussi sur de multiples références aux textes de Lénine au moment de la rupture sino-soviétique puis durant la révolution culturelle, pour arguer de la nécessité de nouvelles révolutions et dénoncer la politique soviétique.
Durant toute la période de la guerre froide, la figure de Lénine continue d'être officiellement honorée en URSS et dans les pays du Bloc de l'Est ; seule une version idéalisée et hagiographique du personnage est cependant autorisée dans l'historiographie communiste, au mépris de ses aspects humains et de la complexité de sa pensée ; cette utilisation de l'image de Lénine aboutit à réduire ce dernier à ce que le politologue Dominique Colas décrit comme un « ectoplasme au service du pouvoir ». Même chez une partie des adversaires du système soviétique, Lénine continue de faire l'objet d'un certain respect. L'historien et dissident soviétique Roy Medvedev publie ainsi dans les années 1960-1970 des travaux particulièrement critiques à l'égard du stalinisme, tout en continuant de présenter une figure idéalisée de Lénine, qu'il oppose à celle de Staline.

#### Jugements et controverses sur son rôle historique
Le rôle historique de Lénine fait l'objet d'un grand nombre d'études, que l'ouverture des archives soviétiques facilite en apportant un nouvel éclairage sur son action politique. Si le rôle fondamental de Lénine dans l'histoire du XXe siècle n'est généralement pas contesté, d'autres points sont plus polémiques ; la question de la continuité entre le léninisme et le stalinisme a notamment fait l'objet d'interprétations contrastées, certains auteurs arguant d'une rupture entre l'époque léniniste et l'époque stalinienne, d'autres considérant Staline comme un digne héritier de Lénine, qui aurait pleinement profité de l'appareil répressif mis en place par Lénine, tout en élevant les pratiques dictatoriales à un niveau supérieur.
Après la déstalinisation, des interprétations affirment que le léninisme de l'époque de la Nouvelle politique économique était un régime d'une nature toute différente de celle de la dictature de Staline ; dans les années 1970, à l'époque de l'Eurocommunisme, divers partis communistes occidentaux débattent du rôle de Lénine, certains voyant dans le Lénine des dernières années un précurseur du « socialisme à visage humain », d'autres allant jusqu'à s'interroger sur ses pratiques dictatoriales et son usage de la terreur. Plusieurs partis communistes occidentaux cessent alors de faire référence au léninisme dans leurs statuts. Lors de la fin de la guerre froide, l'ouverture aux chercheurs des archives soviétiques permet de découvrir les directives dans lesquelles Lénine prône, avec constance, les mesures répressives les plus brutales à l'égard des opposants.

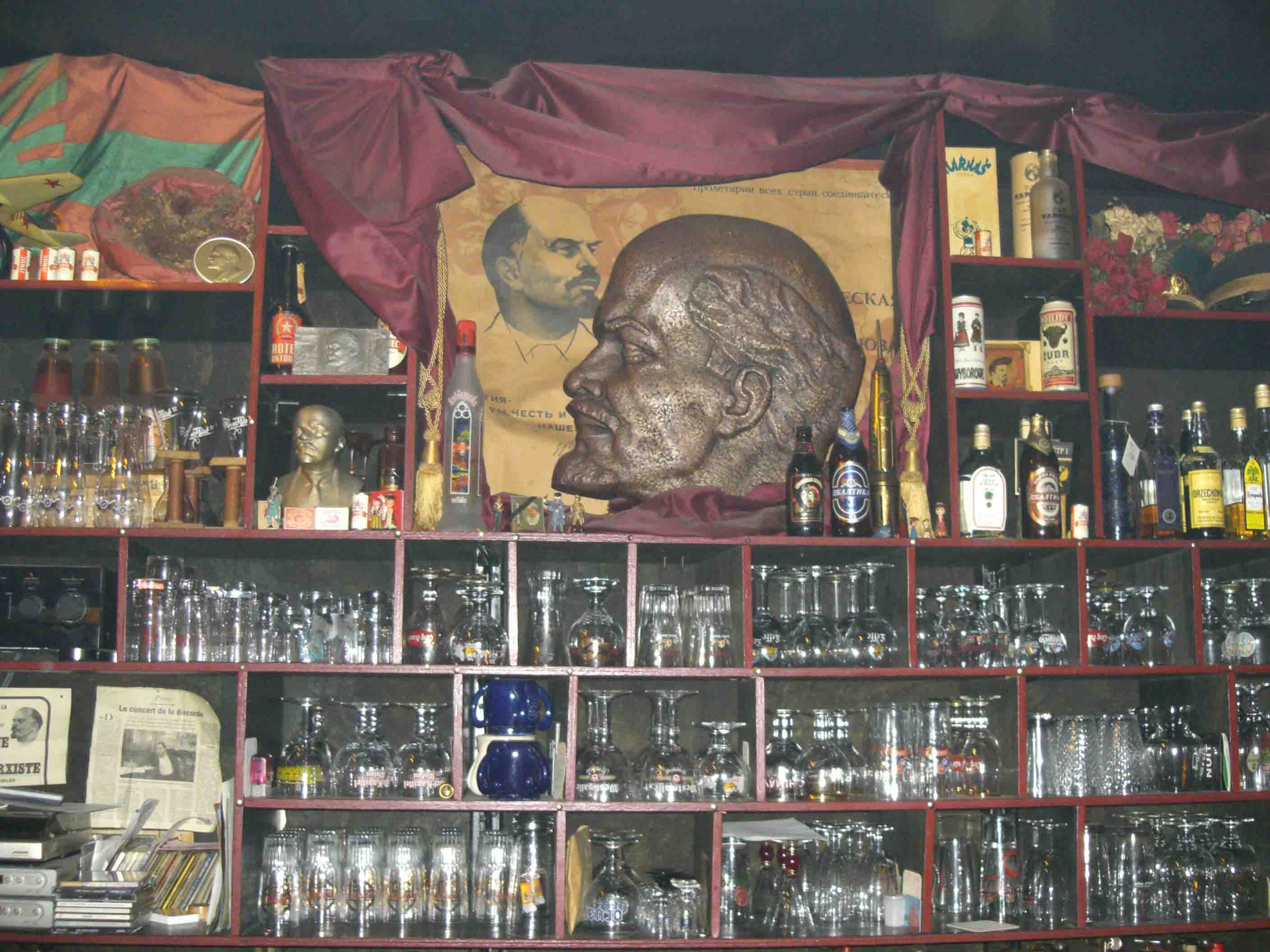
La figure de Lénine dans un bar lillois.

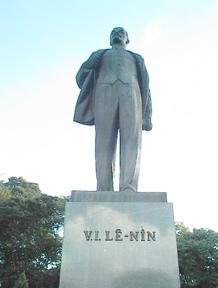
Statue de Lénine à Hanoï (Viêt Nam).

Boris Souvarine voit en Lénine « un utopiste pour qui la fin justifie les moyens », et commente : « Lénine cite Marx pour justifier le régime soviétique identifié à la "dictature du Soljprolétariat", alors que Marx entendait par cette expression une "hégémonie politique" résultant du "suffrage universel"; ce qui n'a rien de commun avec le monopole d'un parti, l'omnipotence d'une "oligarchie" (Lénine dixit), un Guépéou inquisitorial et un archipel du Goulag ». Il tourne en dérision le culte de « Saint Lénine » et estime qu'« on reconnaît un arbre à ses fruits », concluant : « Il serait absurde de confondre Lénine et Staline dans une même appréciation sans nuances comme de prétendre que le maître n'est pour rien dans les turpitudes de son disciple. En conscience, on ne saurait écrire désormais sur Lénine en fermant les yeux sur les conséquences du léninisme et de son sous-produit, le stalinisme ; sur l'injustice atroce des répressions, des exactions, des dragonnades, des pogromes, des hécatombes ; sur les tortures et la terreur infligées aux peuples cobayes de "l'expérience socialiste" ; sur l'avilissement de la classe ouvrière, l'asservissement de la classe paysanne, l'abrutissement de la jeunesse studieuse, l'anéantissement d'une intelligentsia qui faisait honneur à la Russie de toujours. Lénine n'avait pas voulu cela. Quand même, pour sa large part, il en est responsable ».
L'historien Stéphane Courtois, coauteur du Livre noir du communisme, juge que la pensée et la pratique politique de Lénine font de lui le véritable inventeur du totalitarisme, Staline n'ayant été que son « parfait exécuteur testamentaire ». L'un des biographes de Lénine, l'historien et militant trotskiste Jean-Jacques Marie, déplore en 2004 qu'après « un demi-siècle d'hagiographie » imposée par le discours officiel soviétique, la figure de Lénine soit désormais diabolisée, dans des écrits qui le présentent comme un monstre ou une sorte d'Antéchrist. Le philosophe marxiste Lucien Sève affirme dans son livre Octobre 1917 que Lénine n'a jamais théorisé la terreur pour l'ériger en élément central de la révolution et le juge injustement traité par l'« historiographie dominante ». L'historienne Hélène Carrère d'Encausse, autre biographe, remarque au contraire que Lénine « échappe au jugement » - ou du moins y a échappé pendant longtemps - car il a été assimilé à l'incarnation du marxisme orthodoxe, donc du projet de Marx, tandis que la condamnation a, durant des décennies, frappé le seul Staline, accusé d'avoir corrompu l'œuvre léniniste. Hélène Carrère d'Encausse insiste sur le caractère exceptionnel de Lénine, « prodigieux tacticien » et « génie politique », « inventeur des moyens de transformer une utopie en État », bien que théoricien finalement « fort moyen » ; elle rappelle cependant la contradiction entre « un discours dont le thème dominant est le bien de l'humanité et une pratique fondée sur le malheur des hommes, pour lequel Lénine n'eut jamais un mot de pitié, et encore moins de remords » et juge que le succès de l'entreprise révolutionnaire de Lénine « ne justifie rien des tragédies inhérentes à l'entreprise léniniste ».

#### Condamnation posthume lors de la fin de l'URSS, puis réhabilitation partielle sous Poutine
La période de la Perestroïka aboutit dans les années 1980-1990 à une réévaluation, voire un renversement de l'image de Lénine en URSS. Le mouvement de réformes impulsé par Mikhaïl Gorbatchev se présente d'abord comme un retour aux sources de la pensée léniniste, mais la réévaluation de l'histoire soviétique, l'ouverture des archives historiques dans le cadre de la Glasnost aboutissent à une relecture de plus en plus critique du rôle de Lénine lui-même, dont l'image se dégrade aux plans idéologique et personnel. Le 11 mars 1990, le jour même où le rôle dirigeant du PCUS est aboli, l'historien et député réformateur Iouri Afanassiev, lors d'une intervention retransmise en direct à la télévision soviétique, critique Lénine en lui reprochant d'avoir « élevé la violence, la terreur de masse en principe d'État » et « l'illégalité en principe politique de l'État ». Si le début de la Perestroïka et de la Glasnost s'était accompagné d'une redécouverte du passé stalinien, les années 1990-1991 voient une remise en cause, en URSS, de la figure historique de Lénine. Le stalinisme est, de manière croissante, présenté comme une continuation logique de la période léniniste ; avec la fin de la censure en Union soviétique, une grande partie des nouveaux journaux tend, de manière croissante, à présenter Lénine comme un criminel sanguinaire et à dénoncer la révolution d'Octobre, tandis que le passé tsariste est souvent idéalisé. Avec la chute des régimes communistes en Europe, de nombreuses statues de Lénine sont abattues en tant que symbole des anciens régimes. Un certain nombre de monuments en l'honneur de Lénine existent encore cependant en Europe, surtout en Russie, mais également dans des pays ex-communistes d'Europe de l'Est.
Après la chute de l'URSS à la fin 1991, la période communiste dans son ensemble a été condamnée en Russie, sous la présidence de Boris Eltsine. En 1993, Eltsine supprime la garde d'honneur du mausolée de Lénine. Il est un temps envisagé de faire enterrer le corps et de supprimer le mausolée, mais ce projet est finalement abandonné : le mausolée de Lénine continue d'être un monument touristique visité en Russie. En janvier 2011, le parti Russie unie a créé un site Web où l’on peut voter pour ou contre l’enterrement du corps de Lénine,,. En 2012, la possibilité de faire retirer tous les monuments consacrés à Lénine est évoquée devant le parlement russe ; cette proposition se heurte cependant au fait qu'il est illégal, en Russie, de détruire un monument historique[réf. souhaitée].
Après l'élection de Vladimir Poutine en 2000, la figure de Lénine fait l'objet en Russie d'une certaine réhabilitation, ce qui lui vaut d'être présenté avant tout comme un grand homme d'État, fondateur de l'URSS - future superpuissance - et, par là-même, artisan de la modernisation de la Russie. L'idéologie communiste de Lénine tend, a contrario, à être occultée.

### Terreur et crimes de masse
Selon Nicolas Werth, l'utilisation de la terreur, de la violence et des mesures dictatoriales pour assurer le triomphe de la révolution, tient une place primordiale dans la pensée de Lénine. Lénine élabore le concept de « Terreur de masse » dès 1905, au lendemain de la répression de la première Révolution russe par le régime tsariste. Ce concept est mis en pratique une fois la révolution commencée - révolution dans laquelle les bolchéviques sont très minoritaires, par ailleurs - par une « politique volontariste, théorisée et revendiquée […] comme un acte de régénération du corps social ». La terreur est « l’instrument d’une politique d’hygiène sociale visant à éliminer de la nouvelle société en construction des groupes définis comme « ennemis » » ; sont ainsi voués à la mort la « bourgeoisie », les propriétaires fonciers et les koulaks, vus comme des « paysans exploiteurs ». Ceux-ci sont considérés dans le vocable léninien comme des « insectes nuisibles », des « poux », des « vermines », des « microbes » », dont il faut « épurer », « nettoyer », « purger » la société russe. Mais selon Jean-Jacques Marie, citant un discours prononcé le 9 juillet 1919, Lénine était un marxiste pragmatique et aurait répété maintes fois exprimé sa volonté, de « lutter implacablement contre cette idée présomptueuse »" selon laquelle « les travailleurs sont à même de vaincre le capitalisme et l'ordre bourgeois sans rien apprendre des spécialistes bourgeois », « sans les utiliser, sans passer par une longue école de travail » à leurs côtés.
En 1919, en pleine guerre civile, Vladimir Ilitch Lénine crée un système de camps de concentration ; « les camps de concentration et la peine de mort deviennent dès ce moment des composantes indispensables du système de Terreur, qui, pour Lénine, est inséparable de la dictature du peuple ».
Lénine est également le principal responsable d'une politique de déportation de populations entières, ainsi traitées car vues comme « ennemies du régime soviétique » ; la plus marquante d'entre elles étant la « décosaquisation », une politique visant à exterminer les Cosaques, liés au régime tsariste et supposés « riches », dès 1919. Stéphane Courtois affirme que Lénine fit assassiner par vengeance personnelle (celle de son frère pendu en 1887), Nicolas II et sa famille, à l'insu de ses camarades. L'usage de la violence de masse, en accord avec les conceptions léninistes, est bien plus importante que sous le régime de Nicolas II : en seulement quelques semaines, la Tchéka exécute deux à trois fois plus de personnes que l'ancien régime n’en avait condamné à mort en 92 ans. Les exactions commises à l'encontre des populations civiles commencent, dans les territoires de la future Union soviétique, sous le gouvernement de Lénine,, elles sont seulement poursuivies, et non initiées par son successeur, Joseph Staline. De même, la propagande de masse et un culte de la personnalité sont utilisés en Union Soviétique pour rallier la population du pays aux idées du régime déjà sous Lénine, bien avant que Staline ne prenne le pouvoir,,. Ces méthodes de gouvernement, « mises en place par Lénine et systématisées par Staline », ont précédé celles des nazis, et pourraient même les avoir inspirées, notamment en ce qui concerne l'utilisation des camps de concentration,. Cependant Jean Ellenstein, Jean-Jacques Marie et les historiens trotskystes estiment que ce comparatif ne prend pas en compte le nombre de victimes du déclenchement rapide de la « Terreur blanche » en novembre 1917, qui précéda de beaucoup la Terreur Rouge du 5 septembre 1918, tout autant que la lettre privée de Lénine exigeant (mais sans résultat) le 11 août la pendaison publique de cent koulaks. Cette répression bolchevique brutale n'avait jamais dans le passé été contestée par les marxistes, mais demandait de leur part à être contextualisée : une guerre de classe contre des Blancs, soutenus timidement par les forces alliées françaises, britanniques, américaines et japonaises, l'attentat par un socialiste révolutionnaire de gauche du 6 juillet 1918 contre l'ambassadeur allemand, Mirbach, qui faillit provoquer une invasion allemande de la Russie soviétique, en même temps qu'il encouragea le soulèvement des Koulaks soutenus par les SR de gauche. Ce qui ne sera pas le cas des purges staliniennes des années 1930 qui se déroulaient en période de paix et frappaient d'anciens camarades de Lénine et de Staline, « les Vieux Bolcheviks ». Pour justifier le choix de la guerre civile, de ses centaines de milliers voire de son million de morts, à titre de comparaison Lénine invoquait régulièrement dans ses discours les 30 millions de victimes des bourgeoisies capitalistes et impérialistes : « 10 millions de morts et 20 millions d'estropiés »" pendant la Grande Guerre. Ce fut de ce pronostic que naquit la Troisième Internationale en mars 1919.
Le militant trotskiste Daniel Bensaïd conteste l'approche de Nicolas Werth, écrivant : « Selon les auteurs du Livre noir, la guerre civile aurait été voulue par les bolcheviques, et la terreur mise en place à partir de l’été 1918 serait la matrice originelle de tous les crimes commis depuis au nom du communisme. L’histoire réelle, faite de conflits, de luttes, d’incertitudes, de victoires et de défaites est irréductible à cette sombre légende de l’auto-développement du concept, où l’idée engendrerait le monde. ».
En 2017, Lucien Sève relève une série d'éléments restés inédits du fait de la « dominante anti-léniniste » : selon lui, Lénine insiste régulièrement en 1919 sur le caractère provisoire et contextuel de la Terreur, et le 2 février 1920 devant les victoires, appelle à la fin des exécutions capitales. Son rejet de l'attentat individuel qui constitue l'essence même en 1903 du bolchevisme et est rappelé en 1920 dans La maladie infantile du communisme… le gauchisme est ignoré par les historiens antiléniniens. Sa lecture de l'article de Nicolas Werth dans le Livre noir du communisme (p. 91 et p. 95) lui fait dire que si la Terreur rouge fit 10 000 à 15 000 morts en septembre et octobre 1918, l'année suivante au deuxième semestre 1919 « les seuls pogroms contre juifs et communistes commis par l'armée de Denikine et les unités de Petlioura firent près de 150 000 victimes ». Il affirme que les camps de concentration créés en Russie soviétique en 1918 avaient pour précédent ceux inventés par les Britanniques vingt ans plus tôt pendant la seconde guerre des Boers, et que ces camps russes n'avaient pas, à la différence des futurs camps staliniens, une fonction d'exploitation économique mais de rééducation des délinquants et criminels,. S'agissant de la famille impériale russe, Marc Ferro en conteste le massacre, limitant le régicide à Nicolas II. Lénine accepta sur le bout des lèvres le 8 novembre 1918 l'exécution du tsar, présentée comme solitaire. D'après lui, Lénine dissimula toujours pour des raisons idéologiques, qui privilégiaient les modes de production marxistes aux personnes, sa politique de sauvetage de la tsarine et de ses quatre filles, qu'il aurait échangé avec l'Allemagne impériale contre la libération de deux spartakistes allemands, Karl Liebknecht et Leo Jogiches ; ils furent libérés dans la deuxième quinzaine d'octobre 1918.

### Dictature et totalitarisme

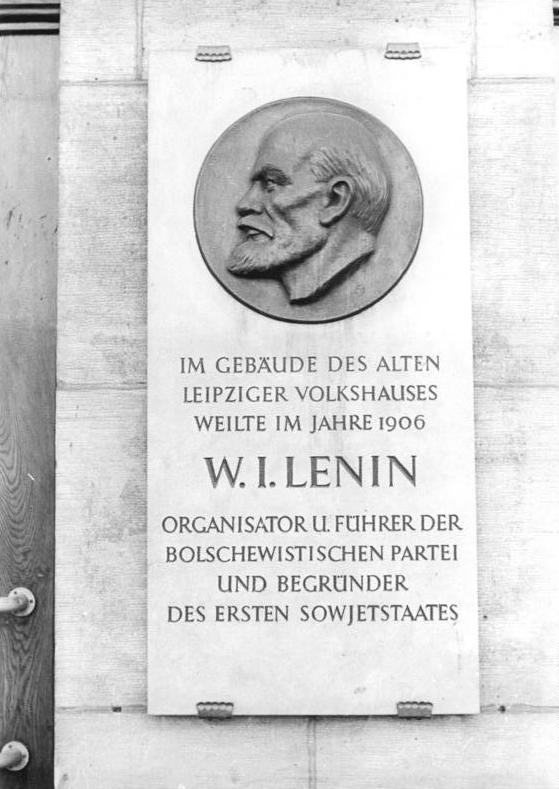
Plaque commémorative à Leipzig, RDA (1955).

Dès les premiers temps du régime soviétique, les méthodes dictatoriales employées par Lénine font l'objet de vives critiques dans les rangs socialistes, et sont l'une des principales causes de la rupture entre le socialisme démocratique et le communisme. En 1920, lors du congrès de Tours, Léon Blum dénonce la vision léniniste de la dictature du prolétariat, qui n'est en fait à ses yeux que la « dictature exercée par un parti centralisé, où toute l'autorité remonte d'étage en étage et finit par se concentrer entre les mains d'un comité patent ou occulte », soit finalement la « dictature de quelques individus ». Karl Kautsky s'en prend, dans l'entre-deux-guerres, aux mesures dictatoriales du régime bolchevik, dont il juge qu'elles conduisent, tout autant que le fascisme, à l'oppression du prolétariat : la différence étant que cette oppression est une intention de départ dans le fascisme, tandis que dans le bolchevisme, elle est le résultat naturel des méthodes employées. Kautsky va jusqu'à considérer que « Mussolini n'est que le singe de Lénine ».
Diverses analyses existent quant au rôle personnel de Lénine dans l'évolution totalitaire de l'État soviétique. Le jugement porté sur Lénine par la philosophe Hannah Arendt évolue avec le temps : elle conteste dans un premier temps que Lénine ait détruit toute démocratie interne au Parti bolchevik, et considère que Staline est le véritable coupable du basculement de la Russie dans le totalitarisme ; sa réflexion l'amène ensuite à considérer que Lénine, en commettant l'erreur fondamentale de préférer l'outil de la dictature à celui de la démocratie pour faire triompher la révolution, a abouti à priver les Soviets de tout pouvoir véritable au profit du Parti. Elle continue cependant d'attribuer au seul Staline la responsabilité de la nature proprement totalitaire du régime : pour elle, les « phases totalitaires » du régime soviétique, par opposition aux « phases autoritaires », correspondent à la grande terreur stalinienne et à la période 1950-1953. Cette analyse est contestée par d'autres auteurs, comme Leonard Schapiro, qui considèrent que le totalitarisme soviétique commence dès l'époque de Lénine.
Le politologue Dominique Colas, pour sa part, considère que Lénine est, en tant qu'« inventeur de la dictature du parti unique », le « prototype des tyrans modernes » ; à ses yeux, si les idées contenues dans Que faire ? ne sauraient être considérées comme la cause unique de l'évolution de la révolution russe, le « programme démiurgique » de Lénine et la logique léniniste n'en tiennent pas moins un rôle important dans l'histoire de l'URSS, ce qui permet de se demander si le parti tel que le concevait Lénine n'est pas la « matrice du totalitarisme ». Il considère que Lénine est un "fanatique" car il veut détruire la société capitaliste pour instaurer l'équivalent du Royaume de Dieu sur terre, le socialisme, quel qu'en soit le coût.
Nicolas Werth, historien spécialiste de l'URSS, juge que c'est bien Lénine qui est à l'origine de la nature totalitaire du communisme moderne. Stéphane Courtois, préfacier du Livre noir du communisme, juge également fondamental le rôle du léninisme dans le développement du totalitarisme et le philosophe et historien Tzvetan Todorov qualifie Lénine de « fondateur du premier État totalitaire ». De même, le magazine américain Time présente Lénine comme « l'initiateur de la tragédie de notre ère, la montée en puissance des États totalitaires ».

### Colonialisme, racisme et impérialisme
Avant la révolution, Lénine adopte une perspective ambivalente à l'égard du colonialisme, à l'instar de la position marxiste sur le colonialisme. Il envisage le colonialisme russe comme une nécessité voire une opportunité permettant le développement capitaliste de la Russie et son corollaire l'européanisation des confins de l'Empire russe. Par la suite, il se démarque de positions laudatives du colonialisme russe en dénonçant la mentalité « Grand Russe », qu'il décrie comme chauvine, des colons russes de ces marges de l'Empire. Après la révolution, Lénine se pose en défenseur des peuples colonisés par la Russie, notamment des musulmans par la défense de leur liberté religieuse.

Le 20 novembre 1917, au lendemain de la prise de pouvoir par les Bolcheviks, Lénine lance un appel, cosigné par Staline, « À tous les travailleurs musulmans de Russie et d’Orient », afin de les rallier à la révolution en marche 

« Musulmans de Russie, Tatars de la Volga et de Crimée, Kirghizes et Sartes de Sibérie et du Turkestan, Turcs et Tatars de Transcaucasie, Tchétchènes et montagnards du Caucase ! Vous tous dont les mosquées et les maisons de prière ont été détruites, dont les croyances et les coutumes ont été piétinées par les tsars et les oppresseurs de la Russie ! Désormais, vos croyances et vos coutumes, vos institutions nationales et culturelles sont libres et inviolables. Organisez votre vie nationale librement et sans entrave ! C’est votre droit. Sachez que vos droits, comme les droits de tous les peuples de Russie, sont protégés par la puissance de la Révolution, par les soviets des députés travailleurs, soldats et paysans. »

En 1920, lors du congrès de Bakou, Lénine affirma la nécessité d'étendre la révolution au-delà des frontières russes pour garantir sa survie. Face à une guerre civile brutale et à une Europe déchirée, Lénine soutenait l'idée de la conjonction des luttes des travailleurs dans les pays capitalistes développés et ceux des nations opprimées. Lors de ce deuxième congrès du Komintern en 1920, Lénine examine en particulier la question du racisme aux États-Unis en relation avec les préoccupations coloniales, soulignant la nécessité pour les communistes de soutenir les luttes anti-coloniales. Il avance l'idée que des fissures dans le système impérialiste peuvent se produire dans diverses régions, pas uniquement en Europe. Lénine explique les freins à la révolution par la constitution d'une artistocratie ouvrière dans les métropoles impériales, qui profitant de l'impérialisme à l'instar d'employés des entreprises tirant leur profit des colonies, sont moins enclines à des révolutions pouvant mettre fin à ces avantages relatifs. Selon lui, les partis communistes aspirant à rejoindre l'Internationale devaient accepter 21 conditions, dont le soutien effectif aux mouvements d'émancipation coloniale,.
Tout en exprimant des doutes sur la faisabilité d'une révolution communiste dans les pays colonisés ou dépendants, Lénine soutient les nationalistes-révolutionnaires qui poursuivent la révolution au-delà de l'indépendance formelle, à condition qu'ils préservent l'autonomie des communistes. Alors que Abd-el-Krim el Khattabi met en place sa république du Rif, Lénine préconise, pour le Maroc et tout pays « féodal-patriarcal », une révolution dirigée par des élites issues des masses. Reconnaissant l'influence du panislamisme dans les nations musulmanes, Lénine modifie son anticléricalisme en affirmant que l'élargissement et la maturation de la lutte nationale transformeront les revendications religieuses en revendications sociales et politiques. Cependant, il conditionne le succès de ces révolutions coloniales à l'avènement de révolutions prolétariennes dans les pays occidentaux. En pratique, lorsque les mouvements communistes tatars dirigés par Mirsaid Sultan-Galiev et indonésiens dirigés par Tan Malaka optent pour le panislamisme, ils sont réprimés par les bolcheviks.
Sur la question de la minorité juive, conformément à la perspective de Kautsky, Lénine adhère à l'idée selon laquelle l'émancipation des Juifs ne peut être pleinement réalisée que par le biais d'une révolution au sein de leur pays de résidence, spécifiquement en « Europe orientale » plutôt qu'en Palestine. Bien que les différentes factions au sein du POSDR aient débattu de la question de « l'autonomie nationale culturelle » juive en Europe de l'Est, elles étaient unanimement antisionistes, reflétant ainsi la position du mouvement ouvrier juif organisé en Europe orientale, représenté par le Bund, l'Union générale des ouvriers juifs de Lituanie, de Pologne et de Russie. En outre, Lénine estimait que le sionisme ne pouvait émerger que sous l'ombre et la protection des puissances impérialistes de l'époque, à savoir la Grande-Bretagne et la France, qui se partageaient le contrôle du Proche-Orient.

## Écrits
Lénine est l'auteur d'une œuvre théorique et philosophique qui se veut dans la continuité de celle de Karl Marx, dont il a défendu les interprétations orthodoxes contre les « révisionnistes » comme Eduard Bernstein.
Parmi ses nombreux écrits (ses œuvres complètes ont été publiées en français en 45 volumes), on peut retenir :
- Que faire ?[353]
- Matérialisme et empiriocriticisme[354]
- L'Impérialisme, stade suprême du capitalisme[355]
- L'État et la Révolution[356]
- La Maladie infantile du communisme (le « gauchisme »)[357]

## Dans les arts et la culture populaire

### Filmographie
(décembre 2024).
Lénine est représenté, soit sous forme de simple apparition, soit en tant que personnage central, dans de nombreux films, téléfilms, série télévisées et documentaires. Il est une figure récurrente du cinéma soviétique, que ce soit durant la période stalinienne qu'après la déstalinisation, et apparaît également, en tant que personnage historique dans de nombreuses productions originaires de divers pays.

#### Cinéma
- 1918 : L'Anniversaire de la révolution de Dziga Vertov, lui-même
- 1927 : 
  - Moscou en octobre de Boris Barnet, joué par Vassili Nikandrov
- 1928 : 
  - Octobre de Sergueï Eisenstein et Grigori Aleksandrov, joué par Vassili Nikandrov
- 1934 : Agent britannique de Michael Curtiz, joué par Tenen Holtz
- 1937 : Lénine en octobre de Mikhaïl Romm, joué par Boris Chtchoukine
- 1938 :
  - L'Homme à la carabine de Sergei Yutkevich, joué par Maxime Schtrauch.
  - La Grande Aube de Mikhaïl Tchiaoureli, joué par Konstantin Myuffke
  - Maxime à Vyborg de Grigori Kozintsev et Leonid Trauberg, joué par Maksim Shtraukh
- 1939 : Lénine en 1918 de Mikhail Romm, joué par Boris Chtchoukine
- 1940 : Sverdlov de Sergueï Ioutkevitch, joué par Maksim Schtrauch
- 1947 : Light over Russia (Свет над Россией) de Sergei Yutkevich, joué par Nikolai Kolesnikov
- 1951 : L'Inoubliable 1919 de Mikhaïl Tchiaoureli, joué par Pavel Moltchanov
- 1954 : Ernst Thälmann – Sohn seiner Klasse de Kurt Maetzig, joué par Peter Schorn
- 1956 : Les Tourbillons hostiles de Mikhaïl Kalatozov, joué par Mikhaïl Kondratiev
- 1957 : 
  - Le Communiste de Youli Raizman, joué par Boris Smirnov
  - Stories About Lenin (Рассказы о Ленине) de Sergueï Ioutkevitch, joué par Maksim Shtraukh
- 1965 :
  - Karl Liebknecht de Günter Reisch, joué par Mikhaïl Oulianov
  - Le Cœur d'une mère de Marc Donskoï, joué par Rodion Nakhapetov
- 1966 :
  - La Fidélité d'une mère de Marc Donskoï, joué par Rodion Nakhapetov
  - Lénine en Pologne de Sergueï Ioutkevitch, joué par Maxime Strauch
- 1969 :Chemins vers Lénine de Lucia Ochrimenko et Günter Reisch, joué par Mikhaïl Oulianov
- 1970 : Red Square (Красная площадь) de Vasili Ordynsky, joué par Sergey Yakovlev
- 1971 :
  - Vladimir et Rosa par le Groupe Dziga Vertov, joué par Jean-Luc Godard[réf. nécessaire]
  - Nicolas et Alexandra de Franklin J. Schaffner, joué par Michael Bryant
- 1976 : Luottamus (Доверие) d'Edvin Laine et Viktor Tregoubovitch, joué par Kirill Lavrov
- 1981 :
  - Lénine à Paris de Sergueï Ioutkhevitch, joué par Youri Kaïourov
  - Reds de Warren Beatty, joué par Roger Sloman
- 1982 : Monty Python à Hollywood de Terry Hughes et Ian MacNaughton, joué par John Cleese
- 1983 : Red Bells II de Sergei Bondarchuk, joué par Anatoli Ustyzhaninov
- 1997 : Minu Leninid de Hardi Volmer, joué par Viktor Sukhorukov
- 2000 : Les Romanov : Une famille couronnée de Gleb Panfilov, joué par Aleksandre Filippenko
- 2001 :Taurus de Alexandre Sokourov, joué par Leonid Mozgovoï
- 2009 :The Trotsky de Jacob Tierney, joué par Jacob Tierney
- 2011 : The Founding of a Republic d'Huang Jianxin et Han Sanping, joué par Sergueï Barkovski
- 2019 : The Lenin Factor de Vladimir Khotinenko, joué par Evgeniy Mironov
- 2021 : The King's Man : Première Mission, joué par August Diehl

#### Télévision

##### Téléfilms
- 1982 : Monty Python à Hollywood de Terry Hughes et Ian MacNaughton, joué par John Cleese
- 1988 : Un train pour Petrograd de Damiano Damiani, joué par Ben Kingsley
- 1992 : Staline d'Ivan Passer, joué par Maximilian Schell

##### Série
- 1974 : La Chute des aigles, joué par Patrick Stewart
- 1989 : Les Simpson épisode Un Homer à la mer de la saison 9, joué par Dan Castellaneta
- 1998 : Histeria!, joué par Dee Bradley Baker
- 2017 : 
  - Demon of the Revolution de Vladimir Khotinenko, joué par Evgueni Mironov
  - The Road to Calvary (Хождение по мукам), joué par Vasily Shchipitsyn
  - Trotsky d'Alexandre Kott, joué par Yevgeny Stychkin
- 2023 : La Folle Histoire du monde 2, joué par Rob Corddry

##### Documentaires
- 1934 : Trois chants sur Lénine de Dziga Vertov
- 1949 : Vladimir Ilitch Lénine (Владимир Ильич Ленин) de Vladimir Beliaïev et Mikhaïl Romm
- 1970 : 
  - Amar Lenin de Ritwik Ghata
  - Lenin vivo de Joaquim Jordà et Gianni Toti
  - Lénine par Lénine de Pierre Samson
- 2005 : Forever Lénine de Xavier Villetard
- 2012 : Lénine la fin du mythe d'Ullrich H. Kasten
- 2014 : Lénine d'Alexandra Marchenko
- 2016 : Lénine une autre histoire de la révolution russe de Cédric Tourbe, Arte
- 2017 :
  - L'Exil suisse de Lénine : de Genève à Petrograd de Nadège de Peganow
  - Lénine-Gorki, la révolution à contretemps de Stan Neumann, Arte

##### Émission
Le peintre Jean-Gabriel Domergue raconte, dans l'émission de télévision de l'ORTF du 27 juillet 1960, En direct de Cannes, avoir engagé Lénine en 1911 comme « homme de ménage ». Claude Lelouch place l'anecdote en 1966 dans les dialogues (vers la 20e minute) d'Un homme et une femme où Anne Gauthier (Anouk Aimée) apprend à Jean-Louis Duroc (Jean-Louis Trintignant) qui la raccompagne et ne connaît pas la rue Lamarck : « C'est pourtant dans cette rue que Jean-Gabriel Domergue un peu avant 1917 engagea un domestique russe qui s'appelait Vladimir Oulianov. Il a appris bien après que c'était Lénine. » Dans Stedevaart naar Paris (2020), l'écrivain et journaliste néerlandais Jan Brokken rapporte l'anecdote sous la forme de l'engagement de Lénine par Jean-Gabriel Domergue pour livrer à vélo ses commandes depuis son atelier de la rue Lamarck. Pour Jan Brokken, le fait que Lénine, qui vivait à cette époque avec sa famille dans le 14e arrondissement de Paris, ait livré les commandes du peintre est peu plausible.

### Musique

#### Chansons
- Fleur cueillie sur la colline, chant traditionnel adapté à la mort de Lénine.
- Vladimir Ilitch, interprétée par Michel Sardou en 1983.

### Littérature

#### Bandes dessinées
- Lénine, bande dessinée historique et biographique par Ozanam (scénario), Denis Rodier (dessin) et Marie-Pierre Rey (conseil historique), parue en 2017.
- Vendetta, la vengeance des Oulianov, scénario : Loulou Dédola - dessin et couleur : Lelio Bonaccorso, éditions Steinkis, parue en 2021,  (ISBN 9782368464106)

### Bibliographie

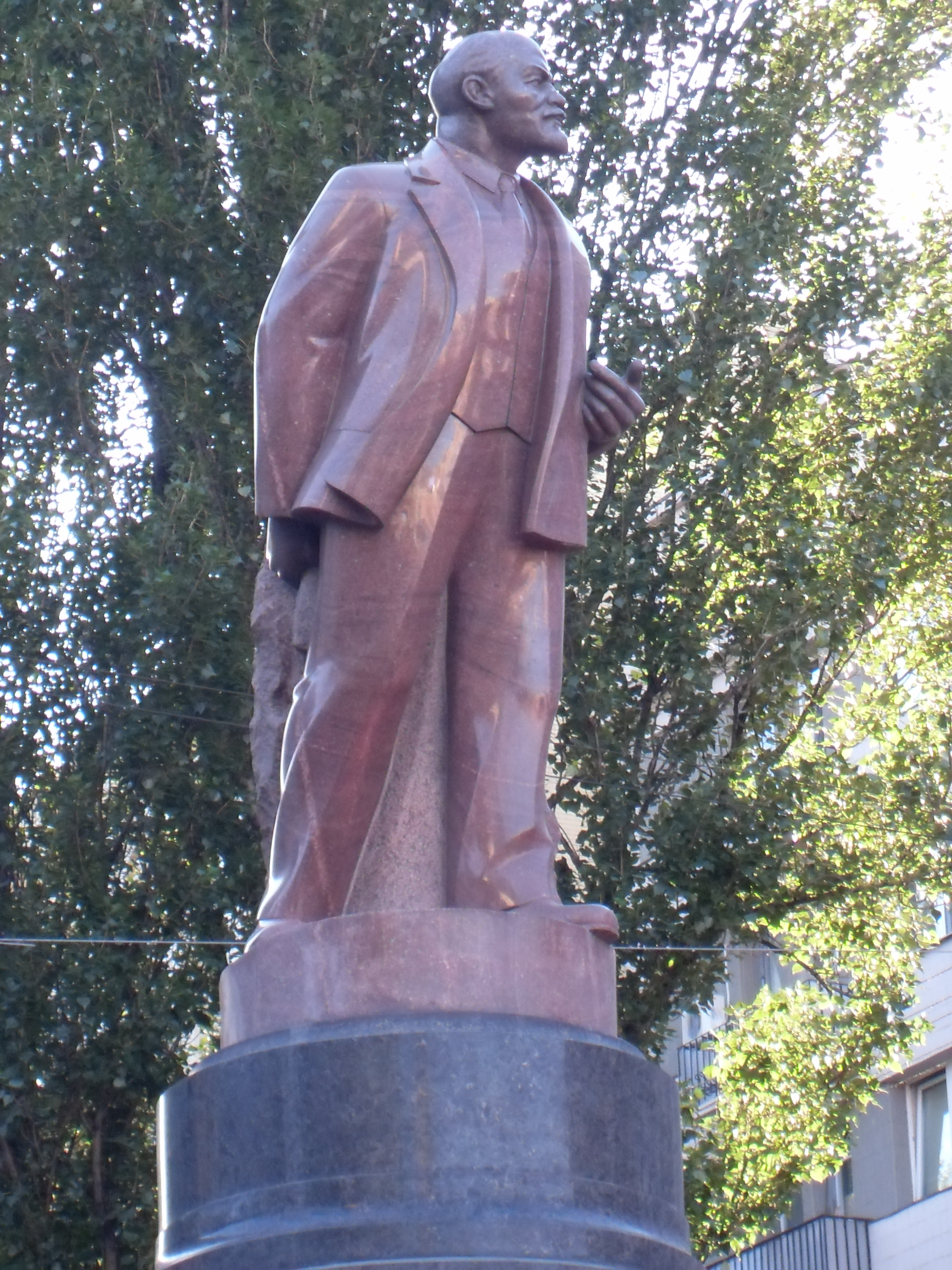
Statue de Lénine à Kiev.